# Palais Bourbon
Pour les articles homonymes, voir Bourbon.
Le palais Bourbon est le bâtiment qui abrite depuis 1879 l'Assemblée nationale française, situé sur le quai d'Orsay dans le 7e arrondissement de Paris, dans l’enfilade du pont de la Concorde et de la place de la Concorde. L'hôtel du ministre des Affaires étrangères est mitoyen, mais les deux ensembles architecturaux ne communiquent pas. Il est gardé par le 2e régiment d'infanterie de la Garde républicaine.
Ce site est desservi par les stations de métro Assemblée nationale, Concorde et Invalides.

## Histoire

### Palais des ducs de Bourbon

#### Aménagement d'une demeure princière
[…] Le cardinal Louis de Bourbon-Vendôme (1493-1557) est nommé évêque de Tréguier vers 1537 et c'est peut-être à cette époque qu'il fit bâtir à Paris l'Hôtel dit « de Bourbon » où il devait mourir, auprès du Louvre…[réf. nécessaire]
Le palais Bourbon a été édifié sur commande de Louise-Françoise de Bourbon, Mademoiselle de Nantes, fille légitimée de Louis XIV et de Madame de Montespan, pour servir de résidence. La duchesse de Bourbon était l'épouse de Louis III de Bourbon-Condé, 6e prince de Condé.
Le palais Bourbon et l'hôtel de Lassay (résidence actuelle du président de l'Assemblée nationale), furent édifiés simultanément, de 1722 à 1728, sur des terrains acquis par la duchesse de Bourbon en 1720 et dont elle céda une partie à son amant, le marquis de Lassay. Quatre architectes se succédèrent : Giardini, Pierre Cailleteau dit Lassurance, tous deux prématurément décédés, puis Jean Aubert et Jacques V Gabriel qui termina les travaux en 1728. Le même parti architectural, dit « à l'italienne » caractérisait les deux bâtiments : construction de plain-pied entre cour et jardin. Le Palais achevé en 1728, qui rappelait par son style le Grand Trianon, fut considéré au XVIIIe siècle comme « le plus grand ornement de la ville après les maisons royales ».
Après la mort de la duchesse, le palais fut acquis par Louis XV, qui le céda en 1764 au prince de Condé. Celui-ci confia à Le Carpentier puis à Bellisard de vastes travaux d'agrandissement : la cour d'honneur fut entourée de bâtiments prolongés à l'ouest jusqu'à l'hôtel de Lassay qui avait été racheté en 1768 aux héritiers du marquis.
Les Petits Appartements adossés aux remises et écuries furent construits en 1771 et 1772 pour Louise-Adélaïde, l'une des filles du prince de Condé. De ceux-ci, Mme d'Oberkirch, après la visite qu'elle fit en 1784, a écrit : « C'est un bijou, M. le Prince de Condé en a fait le plus joli colifichet du monde ». Le palais a alors la forme d’un vaste palais dans le style du Grand Trianon à Versailles et proche de l'hôtel de Lassay, construit simultanément et auquel il va bientôt être rattaché par une galerie.
Le palais demeura la propriété des princes de Condé, ducs de Bourbon jusqu'à la Révolution française. Sous la Restauration, le prince de Condé voulut récupérer son bien. Il reprit possession de l'hôtel de Lassay, mais fut obligé de louer le Palais transformé en hémicycle à la Chambre des députés « par un bail de trois ans ». L’État devint définitivement propriétaire du palais Bourbon en 1827 et de l'hôtel de Lassay en 1843.

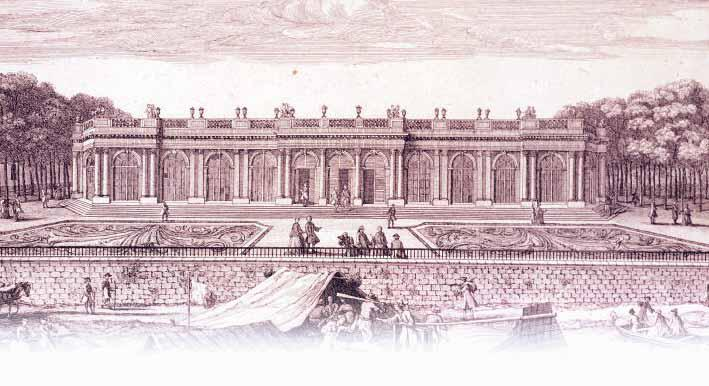
La façade nord initiale du palais, à l’époque de la duchesse de Bourbon.
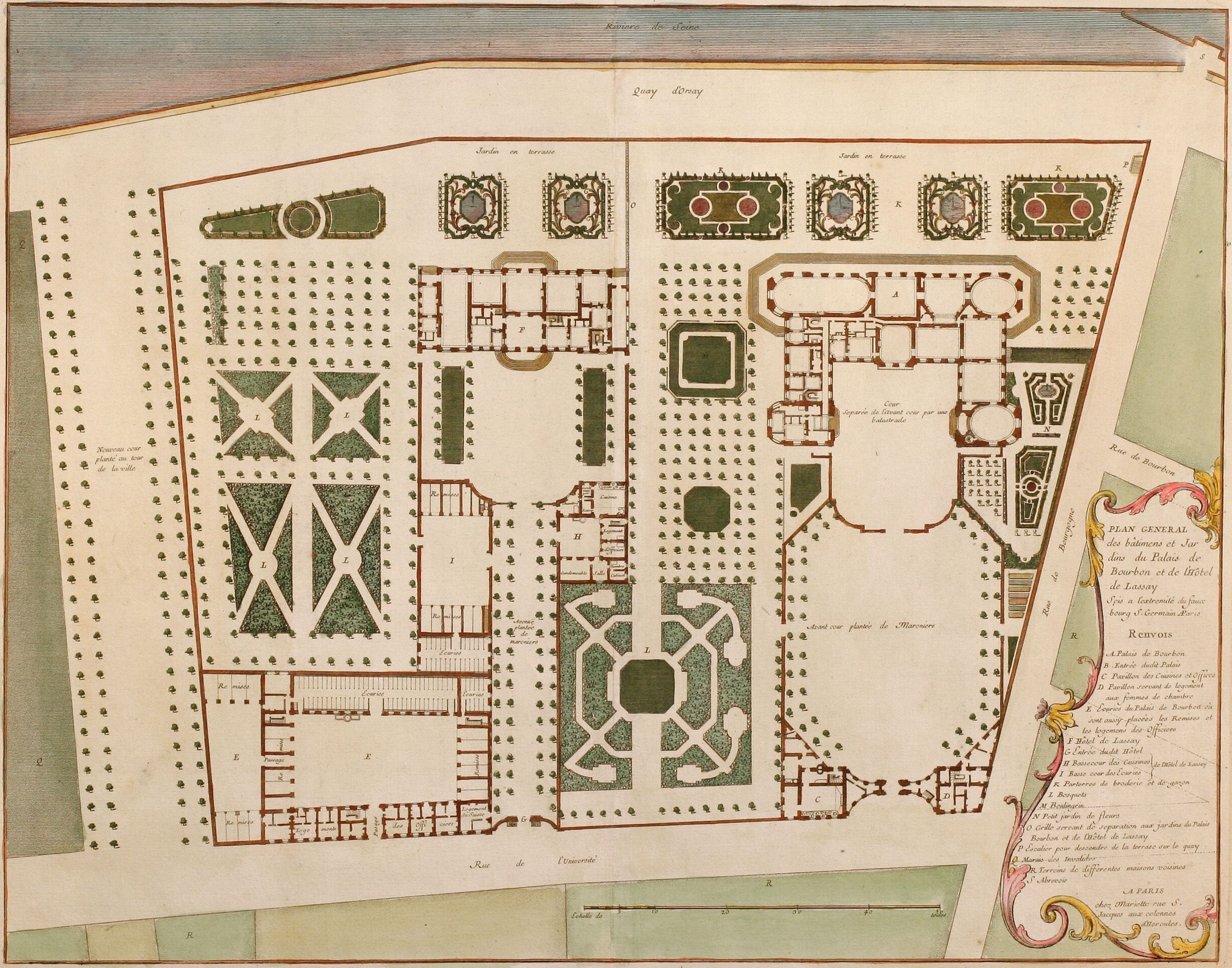
Plan du palais Bourbon (1730).
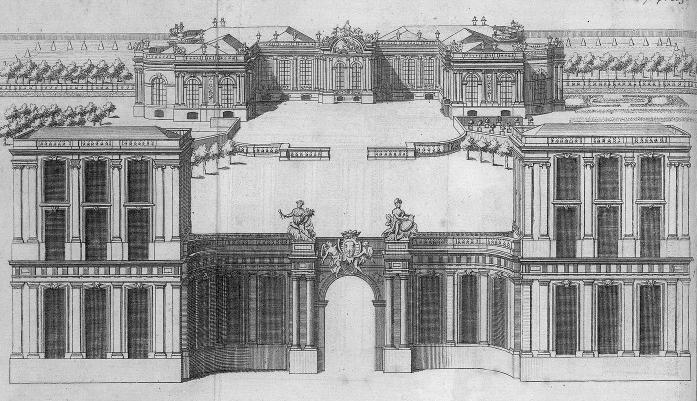
Le palais Bourbon vers 1730.
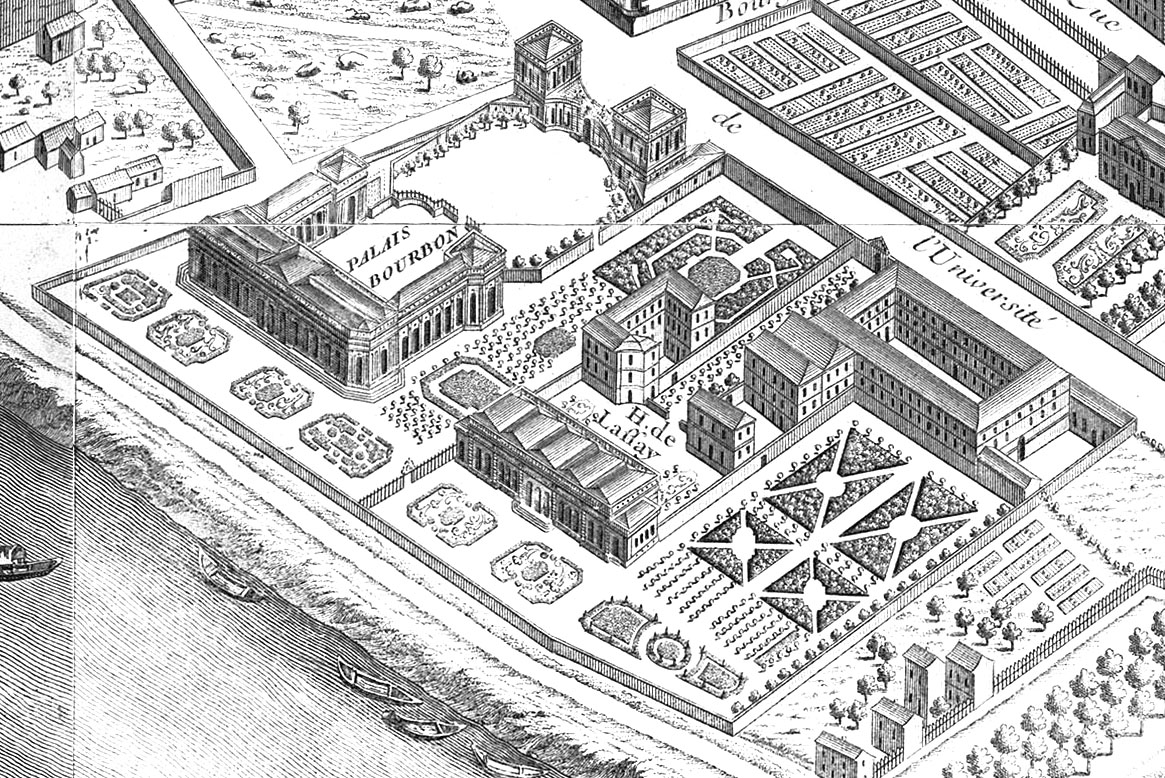
Le palais Bourbon et l'hôtel de Lassay, sur le plan de Turgot (1739).
Façade septentrionale du palais Bourbon (1752).
Façade méridionale du palais Bourbon (1752).
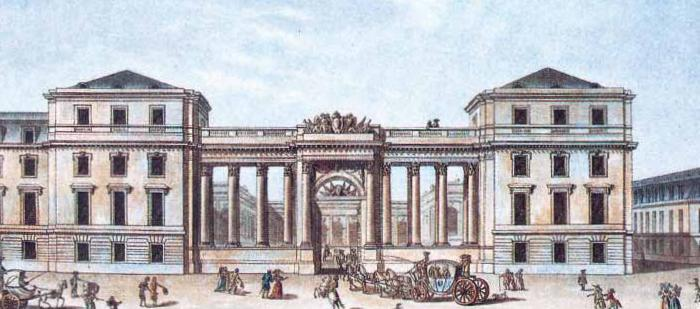
Le Palais Bourbon au XVIIIe siècle.

### Un bien national
Louis V Joseph de Bourbon-Condé ayant émigré après le 14 juillet 1789, le palais Bourbon fut confisqué en 1791 et déclaré bien national. Il abrita quelques mois une prison (« Maison de la Révolution ») puis, en 1794, la future École polytechnique avant d’être affecté au Conseil des Cinq-Cents par décret du 18 septembre 1795.

### Palais de la chambre basse

#### Aménagement du siège de la chambre basse

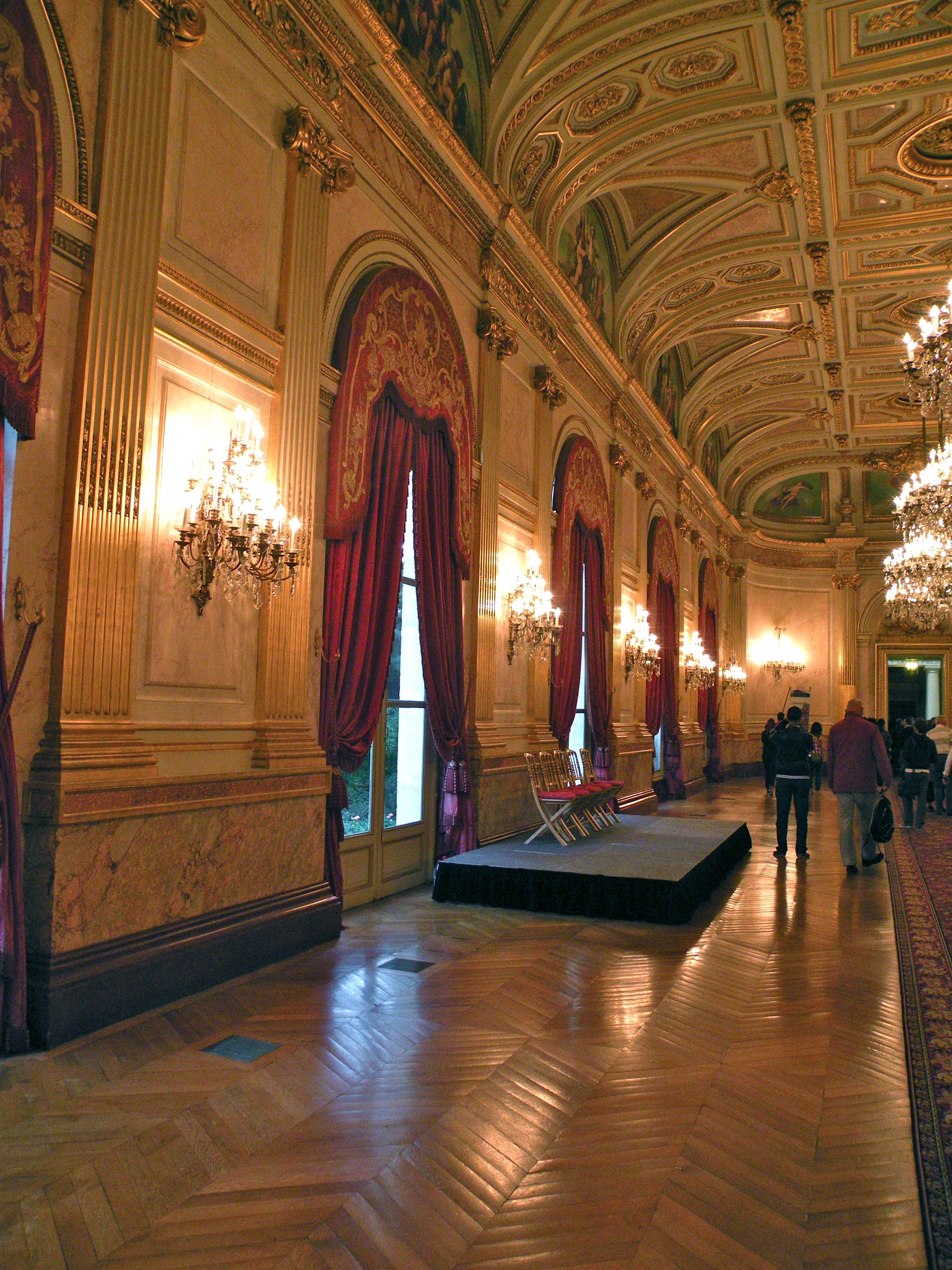
La galerie des fêtes ornée de peintures de François-Joseph Heim.

Les travaux d'aménagement d'une salle des séances durèrent jusque 1798. Les Cinq-Cents ne s'y installèrent que le 21 janvier 1798. Le palais Bourbon fut dès lors affecté à la chambre basse du parlement sous les différents régimes : Conseil des Cinq-Cents, Corps législatif, Chambre des députés, Assemblée nationale.
En 1800, l'architecte Bernard Poyet est chargé de repenser la façade nord du palais, côté Seine. Il s'inspire des travaux en cours de l'église de la Madeleine pour réaliser une façade néo-classique avec une colonnade.
Un hémicycle est alors aménagé par les architectes Jacques-Pierre Gisors et Étienne-Chérubin Leconte : de cette première salle des séances il ne reste aujourd’hui que le « perchoir » et la « tribune ». En 1809, l'hôtel de Lassay et le palais sont reliés par une galerie en bois transformée en galerie des fêtes en 1848. À la Restauration, le palais ainsi que l’hôtel de Lassay sont officiellement restitués au prince de Condé, mais celui-ci est forcé de louer par un « bail de trois ans » le palais à la Chambre des députés, avant que l'État n'en devienne définitivement propriétaire en 1827.

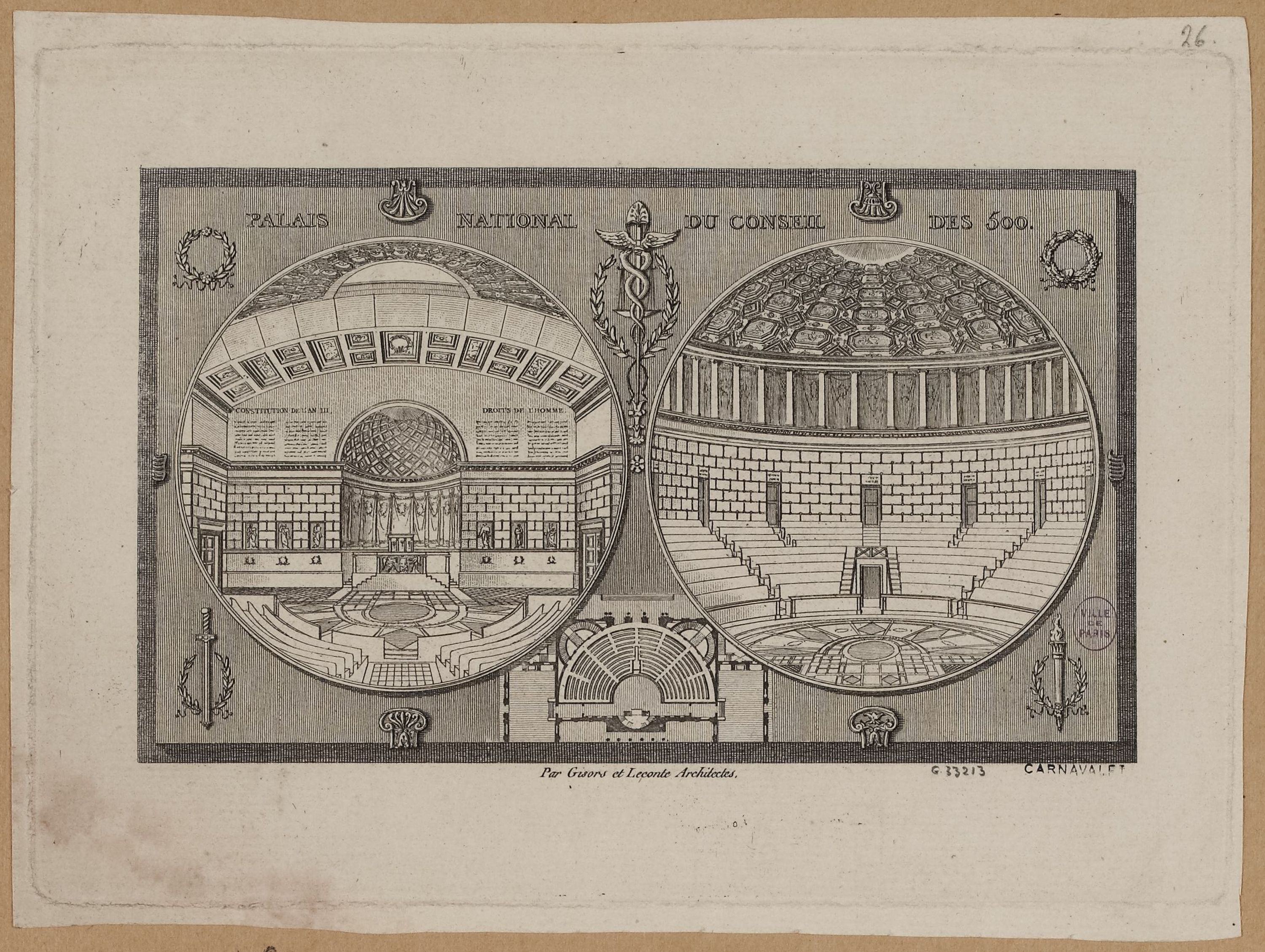
Vue de la première salle des séances, telle qu'achevée en 1798 par Gisors et Leconte.
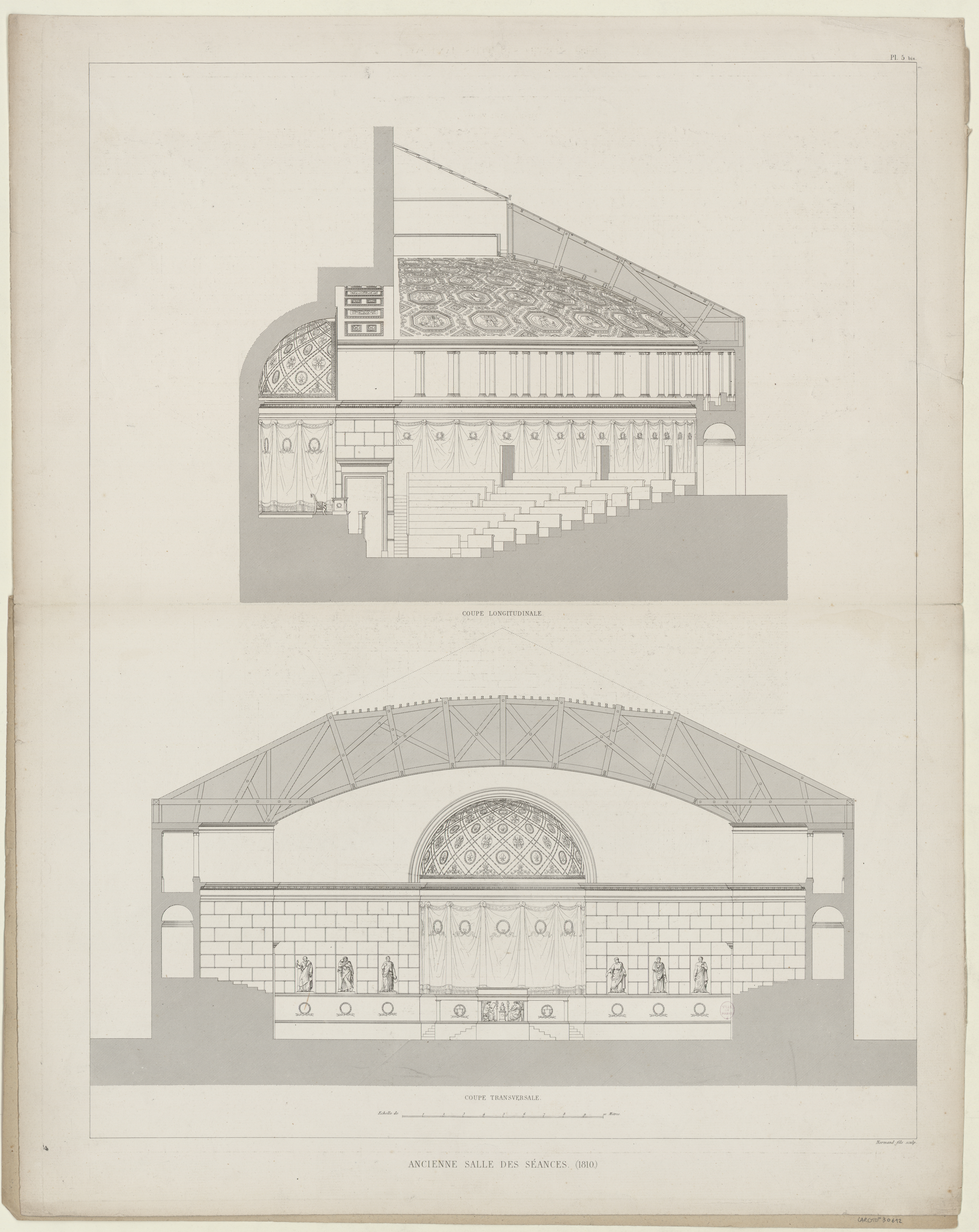
Coupes architecturales montrant la structure de l'hémicycle.
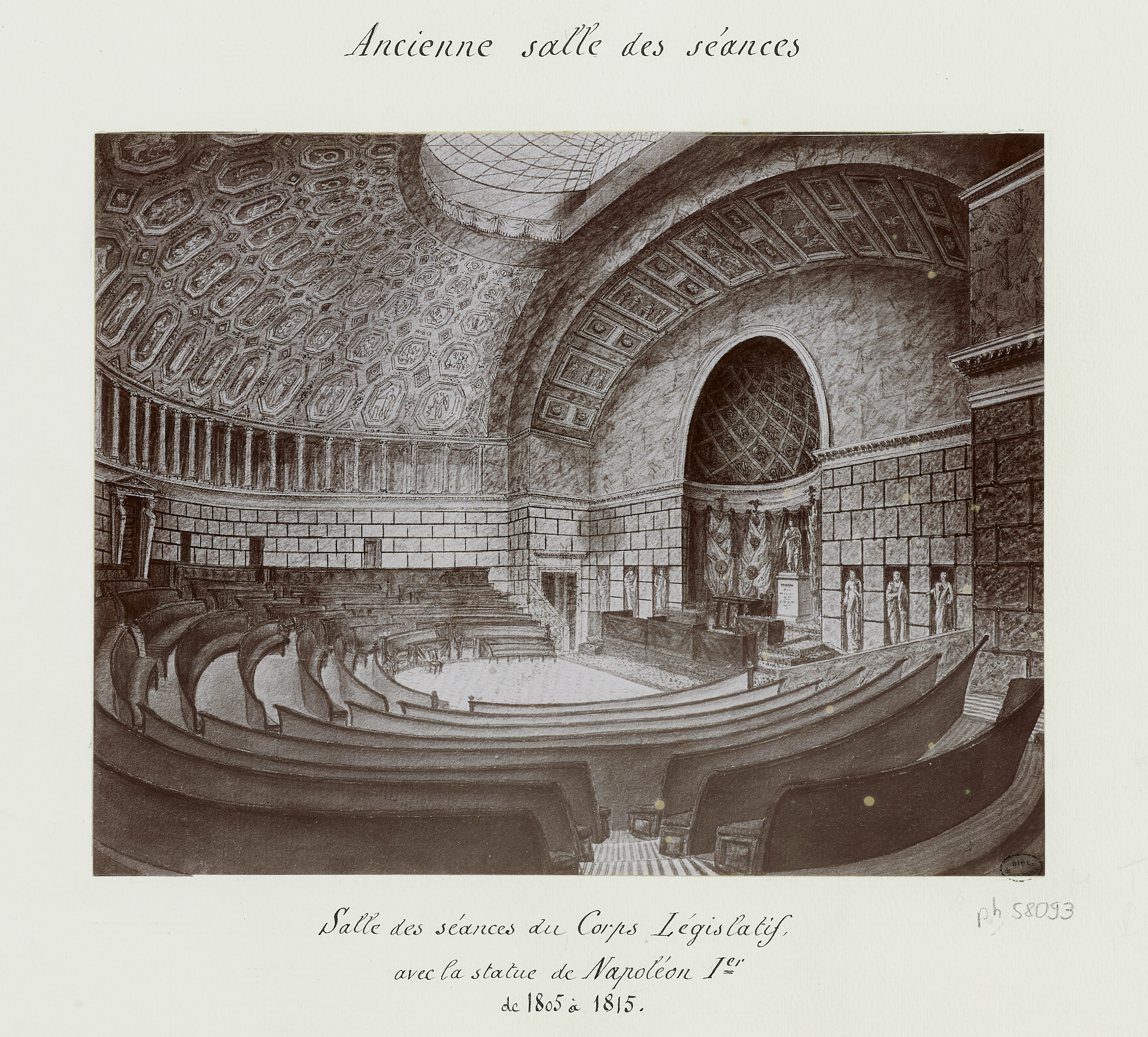
Vue de la même salle pendant le premier empire, avec une statue de Napoléon derrière le bureau du président.
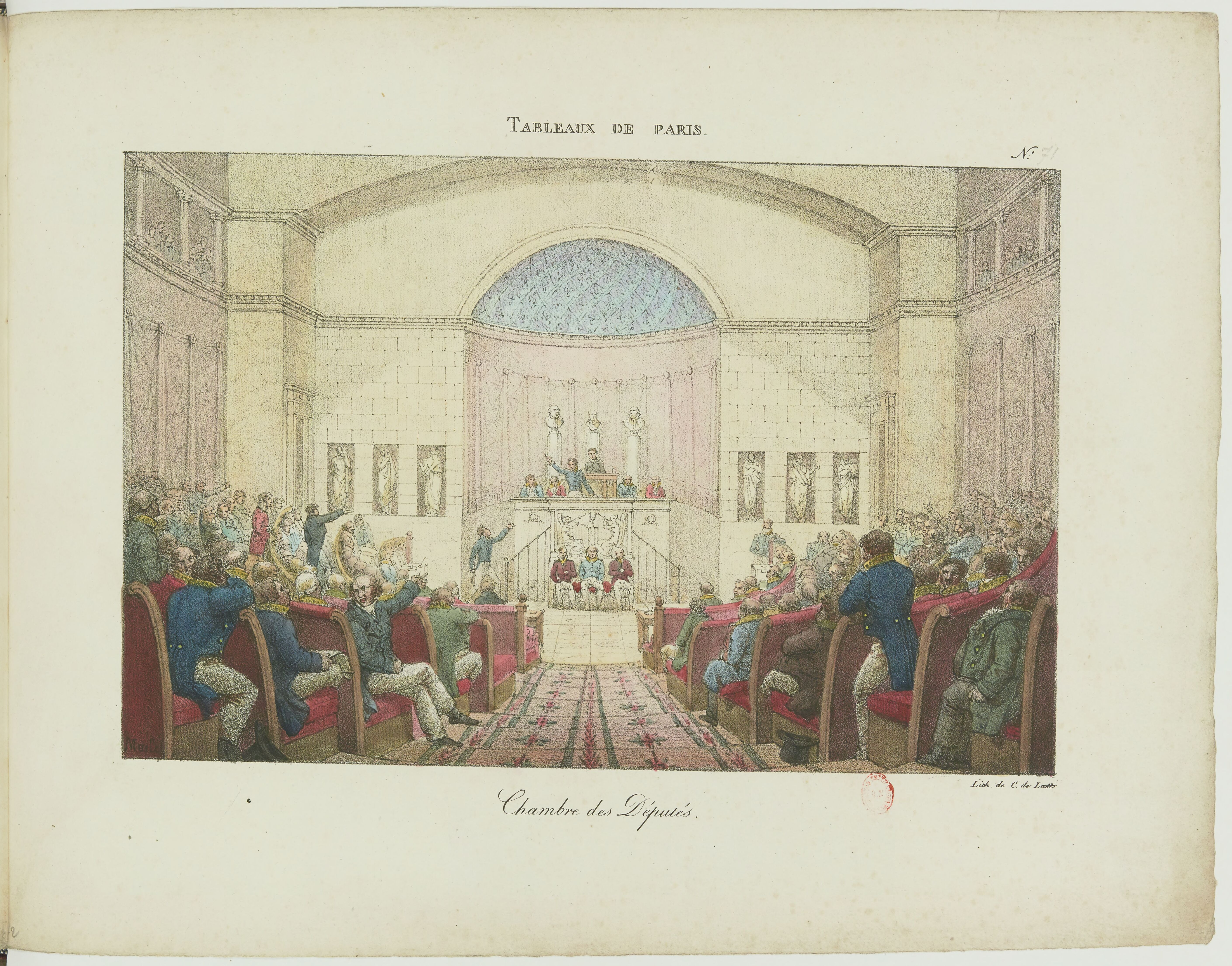
L'hémicycle en 1825 : les bustes de Louis XVI, Louis XVII et Louis XVIII ont remplacé la statue de Napoléon.

C'est entre 1827 et 1832 que le palais prend, dans son organisation intérieure, sa physionomie actuelle sous la direction de l'architecte Jules de Joly. Ces travaux comprennent alors : l'édification d'un nouvel hémicycle (conservé jusqu’à nos jours, quoiqu'ayant subi plusieurs modifications pour supporter les variations du nombre de députés au gré des différentes constitutions), l'avancement de la façade sud (côté cour) qui a permis de créer trois salons et l’édification de la bibliothèque, accolée à l'aile Est et décorée par le peintre Eugène Delacroix. Du bâtiment originel subsistent dans l'hémicycle un certain nombre d'éléments : notamment le fauteuil du président de la chambre (dessiné par Jacques-Louis David pour le frère de l’empereur, Lucien Bonaparte) et le bas relief L’Histoire et la renommée, par François-Frédéric Lemot.

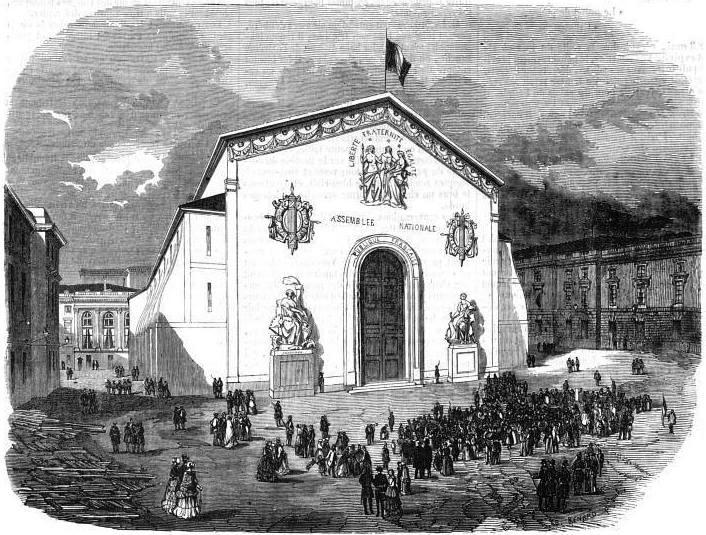
Extérieur de la salle de carton de 1848.
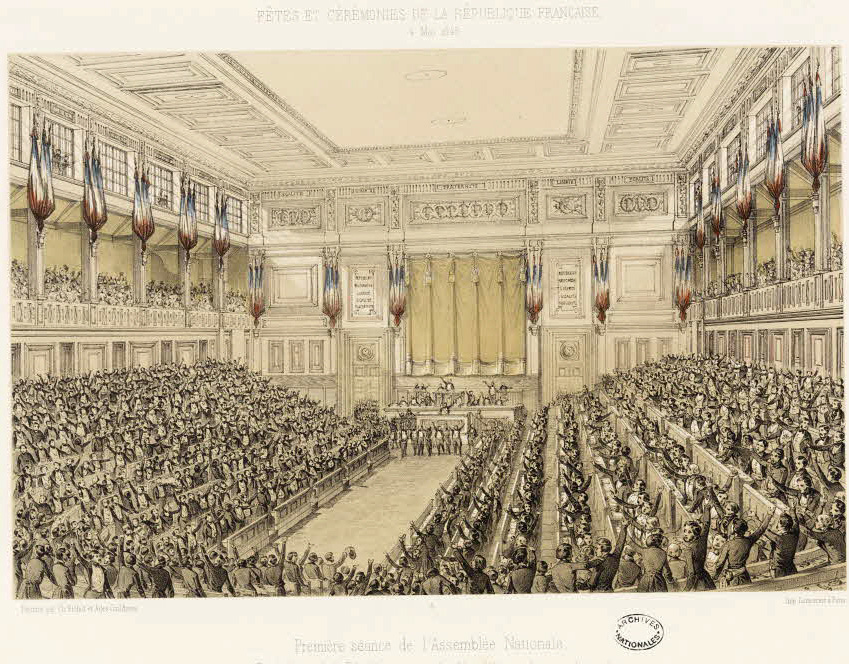
Ouverture de l'Assemblée constituante le 4 mai 1848 (Ch. Fichot et Jules Gaildrau).
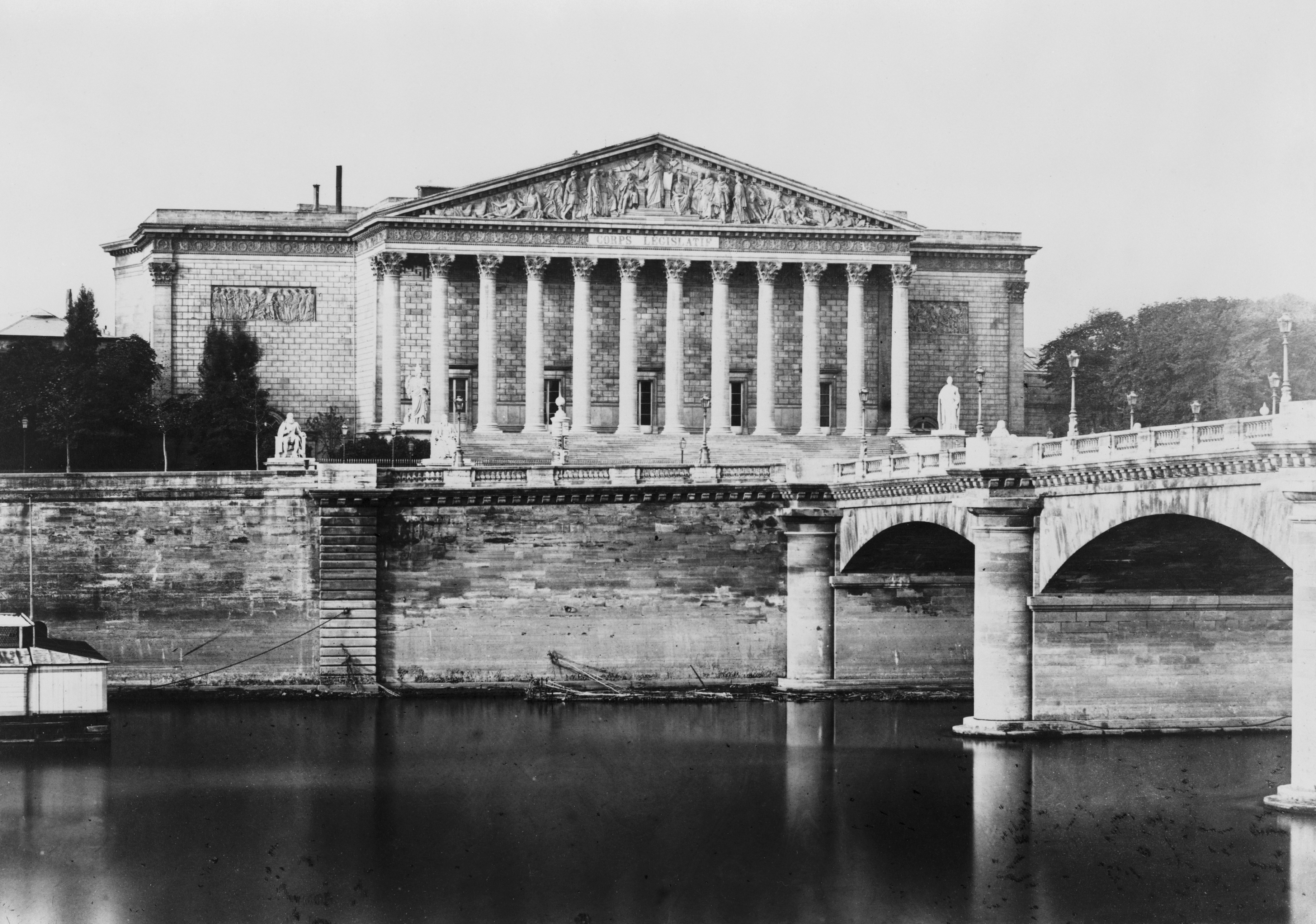
Le palais Bourbon vers 1860 (Édouard Baldus - photographe).

De 1848 à 1851, l'assemblée de la Deuxième République, comportant 900 constituants puis 750 députés, s'installe dans la « salle de carton », un bâtiment provisoire rectangulaire construit dans la cour d'honneur. Cette salle est envahie durant la manifestation du 15 mai 1848. Le coup d'État du 2 décembre 1851 entraîne la réduction du nombre de députés à 261 dans le Corps législatif du Second Empire, et donc leur retour dans l'hémicycle et la destruction de la salle de carton.
Le bâtiment n'a pas subi de modifications majeures depuis lors, seulement des rajouts :
- redevenu une propriété de l’État en 1843, l’hôtel de Lassay est alors alloué au président de la chambre basse et relié au palais par une grande salle des fêtes.
- au XXe siècle, les combles ont été aménagés pour gagner de nouveaux espaces de travail, tandis qu'une usine électrique, des parcs de stationnement souterrains et une régie audiovisuelle ont été installés.
- la mise en place d’une « cité Assemblée nationale » qui couvre aujourd’hui une surface au sol de 124 000 m2 pour près de 9 500 locaux, elle comprend, outre le palais Bourbon, trois immeubles réservés aux bureaux des députés et de leurs collaborateurs (l'immeuble Chaban-Delmas, bâtiment de huit étages et cinq niveaux en sous-sol relié au palais par un passage souterrain et construit en 1974, au 101 rue de l'Université, un autre boulevard Saint-Germain, acquis en 1986, et un dernier, acheté en 2002, rue Aristide-Briand). Ces immeubles abritent les bureaux-chambres de la majeure partie des députés, une grande salle de conférence, des salles de réunions, un restaurant, etc.
- La bannière tricolore est montée derrière le « perchoir » sur une hampe d'or à fer de lance (militaire) fixée au mur, en contrebas du bas-relief La France répandant son influence sur les Sciences, les Arts, le Commerce et l’Agriculture, œuvre de Jean-Baptiste Roman. Le premier drapeau à être installé était bordé d'une frange dorée et ornée en sa bande blanche centrale d'une marque spécifique : les lettres RF (acronyme de République française) entourées d'une couronne de feuilles de chêne et de laurier[5]. Le 9 janvier 2007, le président de l'Assemblée, Jean-Louis Debré, fait installer un drapeau européen dans l'hémicycle pour la première fois dans l'histoire parlementaire française[6],[7]. Son successeur, Bernard Accoyer, le fait installer sur la même hampe que le drapeau français, c'est-à-dire à une hauteur équivalente par rapport à l'étendard national[8]. Bernard Accoyer avait pourtant déclaré au lendemain de son élection que le drapeau national devait prévaloir[6]. Sa présence est dénoncée en 2017 par les députés de La France insoumise. Leur amendement visant à obtenir son retrait est repoussé. Quelques jours plus tard, la France devient le 17e État à reconnaître le drapeau européen en se joignant à la déclaration no 52 dans une lettre adressée par le président français Emmanuel Macron au président du Conseil européen Donald Tusk[9].

#### L’hémicycle

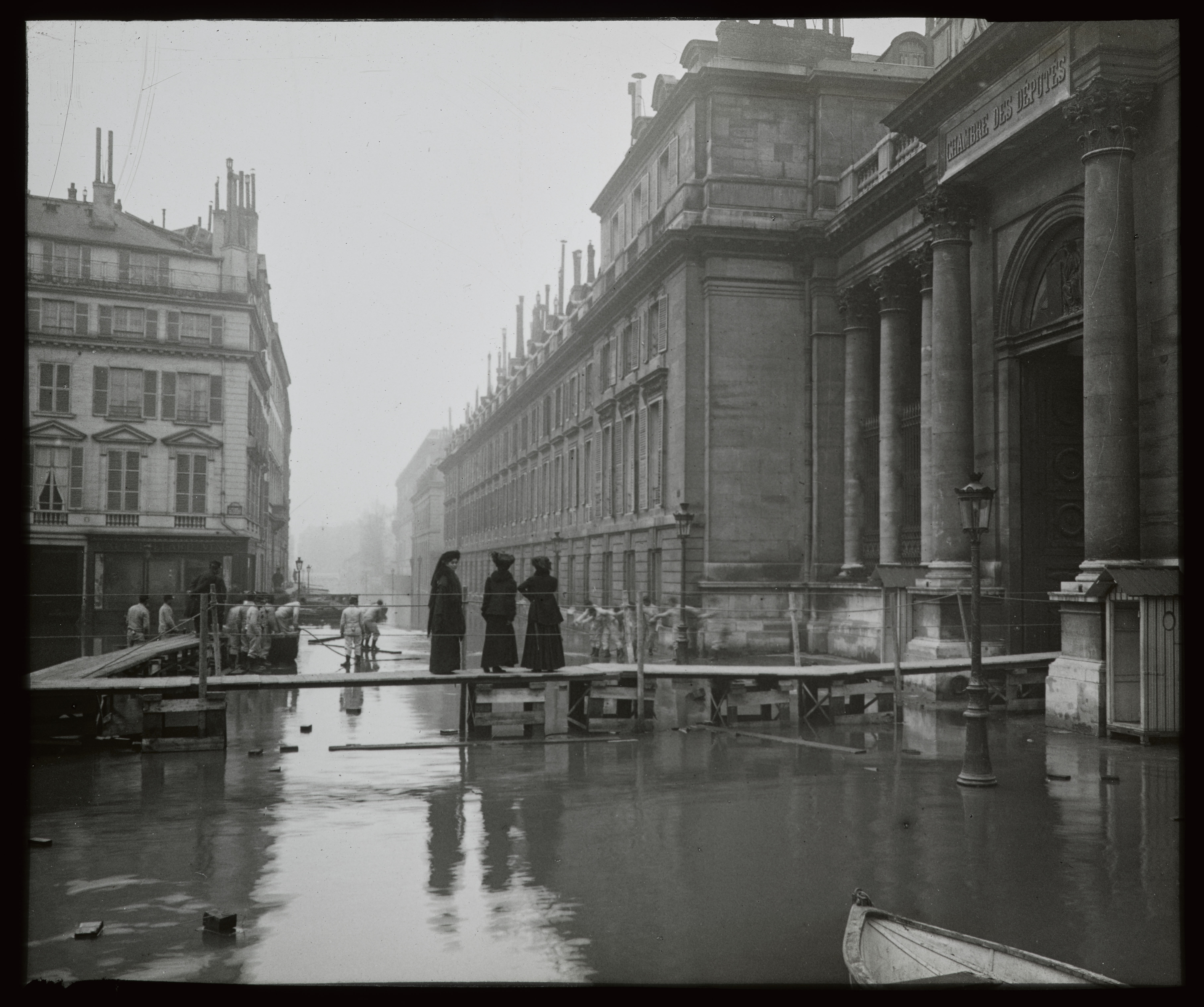
Rue de l'Université inondée devant l'entrée de la Chambre des députés.

L’hémicycle est surélevé, à l’inverse du palais : ainsi, pendant la crue de la Seine de 1910, la salle n’est pas inondée et les députés continuent à siéger. Il est bordé côté cour d'honneur par les salons Pujol (décoré en trompe-l'œil, ses peintures teintées en grisaille représentent les capitulaires de Charlemagne, la loi salique et Louis-Philippe prêtant serment à la Charte constitutionnelle du 14 août 1830), Delacroix et Casimir-Périer.
L’hémicycle comporte des sièges de velours rouge. 64 sièges sont décorés d'une plaque commémorative d'un parlementaire illustre ayant siégé à cette place. En octobre 2016, les députées élus en 1945 Marie-Claude Vaillant-Couturier, Marie-Madeleine Dienesch et Rachel Lempereur sont les premières femmes à avoir cet honneur initialement réservé aux 46 députés morts pour la France, puis, depuis 1994, les anciens présidents de la République, Premiers ministres et présidents du Conseil).

#### Les Assemblées y ayant siégé
Le palais Bourbon a accueilli, à partir de 1798, toutes les chambres basses des parlements français, à l’exception d’une courte période de 1871 à 1879 (période pendant laquelle elle siège à la salle de l’aile du Midi du château de Versailles, à la suite de l’insurrection de la Commune de Paris) puis après la fuite du gouvernement et du Parlement à Bordeaux puis à Vichy durant la Seconde Guerre mondiale en 1940 :
- Conseil des Cinq-Cents (Constitution de l'an III, 1795-1799), à compter du 21 janvier 1798, date de l'inauguration de l'hémicycle[12] (auparavant, de 1795 à 1798, en attendant la construction de la salle des séances, le conseil a siégé dans la salle du Manège, aux Tuileries[13]).
- Corps législatif (Consulat et Premier Empire, 1799-1814)
- Chambre des députés des départements (Restauration, 1814-1815)
- Chambre des représentants (Cent-Jours, juin-juillet 1815)
- Chambre des députés des départements (Restauration, 1815-1830)
- Chambre des députés (Monarchie de Juillet, 1830-1848)
- Assemblée nationale (Deuxième République, 1848-1851)
- Corps législatif (Second Empire, 1852-1870)
- Chambre des députés (Troisième République, 1879-1940)
- Assemblée nationale (Quatrième et Cinquième Républiques, depuis 1946).

#### La symbolique du décor

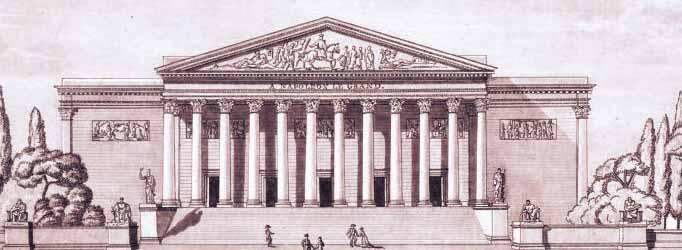
La façade nord de Bernard Poyet sous l’Empire.

La façade nord de Palais Bourbon entre 1852 et 1870.

C’est sous Napoléon Ier que l'on décide de dissimuler la salle des séances ajoutée au palais Bourbon pour accueillir le Conseil des Cinq-Cents puis le Corps législatif et répondre symétriquement au Temple de la Gloire par un nouveau péristyle. Plusieurs projets sont proposés dont celui de Jacques-Pierre Gisors et Étienne-Chérubin Leconte mais ce sont les plans de l’architecte Bernard Poyet qui sont retenus. Celui-ci fait modifier entre 1806 et 1810 la façade septentrionale, élevant douze colonnes sous fronton triangulaire sur le mode d'un temple de style grec antique dédié aux Lois, le tout destiné à faire le pendant du temple de la Raison sur la rive droite, dédié aux Armées, voulu dans le même temps par l'Empereur et qui allait devenir ensuite l'église de la Madeleine. Il s'agit aussi de surélever la façade afin de la voir de loin, le « bombement » du pont de la Concorde risquant de cacher le bas du palais. Il faut enfin noter que si la façade est perpendiculaire au pont, le corps de bâtiment du palais situé derrière est en réalité décalé, gardant les angles de l'édifice originel de la duchesse de Bourbon.
L’imposant fronton triangulaire allégorique est sculpté à l’origine par Antoine Chaudet et représente Napoléon Ier à cheval offrant au Corps législatif les drapeaux conquis à Austerlitz. Au retour des Bourbons sur le trône, les bas-reliefs sont martelés et remplacés par une scène magnifiant la Charte constitutionnelle octroyée aux Français par Louis XVIII, scène sculptée par Évariste Fragonard. À son tour, la monarchie de Juillet remplacera ce fronton par l’actuel : la France, drapée à l’antique, debout devant son trône, accompagnée de la Force et de la Justice, appelant l’élite à la confection des lois, œuvre de Jean-Pierre Cortot.
Les quatre statues au pied de l’escalier sont celles de quatre grands commis de l’État symbolisant les fonctions du législateur et l’organisation de l’administration :
- Maximilien de Sully (le réformateur, par Pierre-Nicolas Beauvallet)
- Jean-Baptiste Colbert (l’organisateur de l’économie, par Jacques-Edme Dumont)
- Henri François d'Aguesseau (l’unificateur du droit et de la jurisprudence, par Jean Joseph Foucou)
- Michel de L'Hospital (le conciliateur, par Louis Pierre Deseine)

La colonnade est restaurée lors des grands travaux du bicentenaire de la Révolution française en 1989, et à cette occasion les quatre statues sont remplacées par des moulages.
La symbolique du fronton est également héritée de la mythologie gréco-romaine : l’escalier est flanqué de part et d’autre par deux statues, une d’Athéna (déesse de la sagesse associée à la démocratie athénienne, par Philippe-Laurent Roland et pris sur le modèle de la Giustiniani Minerva du temple de Minerve Medica conservée au musée du Vatican) et une de Thémis (titanide symbolisant la justice, portant dans sa main gauche une balance, par Jean-Antoine Houdon). À cela il faut ajouter les deux bas-reliefs qui ornent chaque côté de la façade, commandés en 1837, qui représentent à droite Prométhée animant les Arts (architecture, sculpture, peinture, musique et poésie) par François Rude et à gauche l’Instruction publique (Minerve ou Athéna enseignant l’alphabet à de jeunes enfants, entourée des neuf muses et des représentants de l’enseignement religieux) par James Pradier.

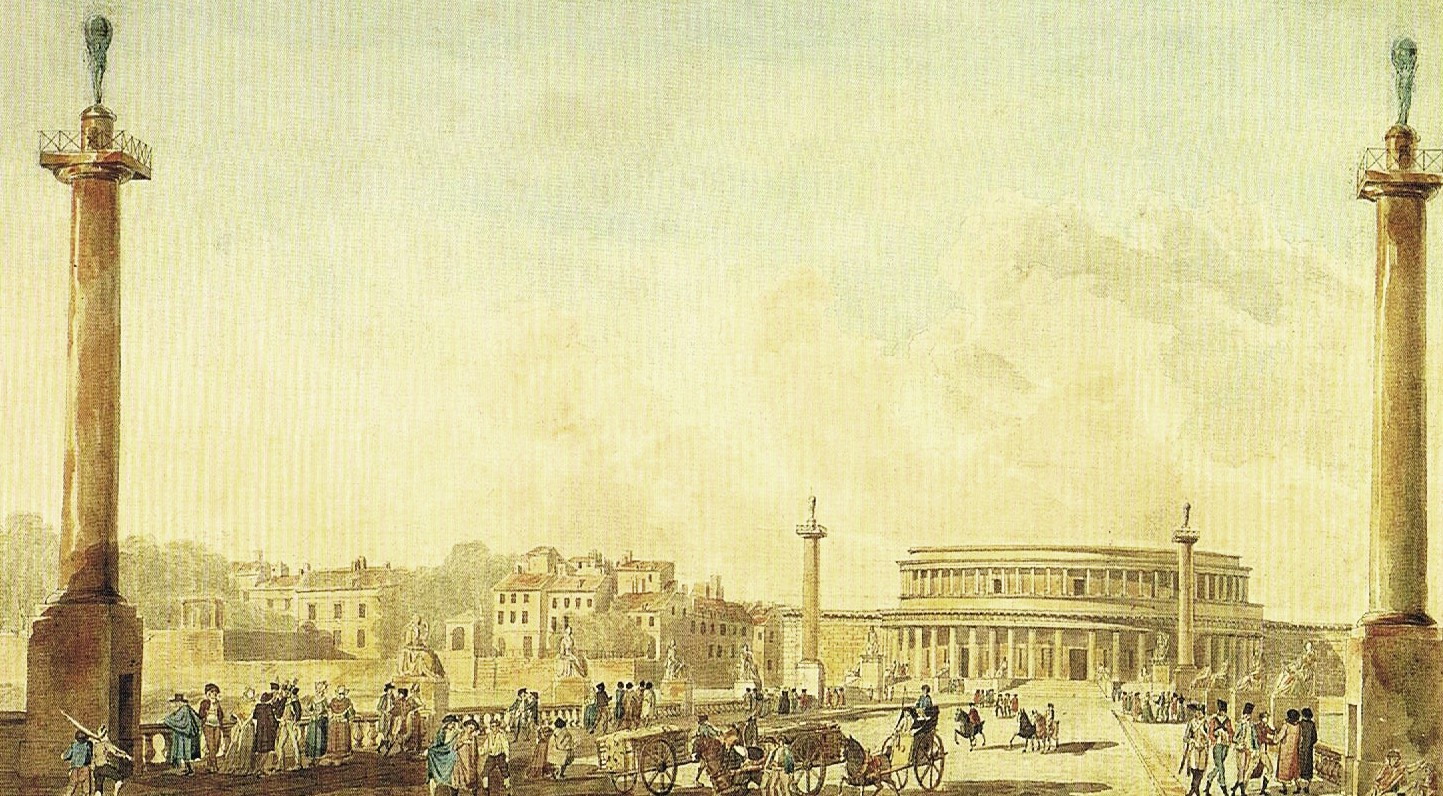
Le projet de Gisors et Leconte pour la façade nord du Palais Bourbon (1801).
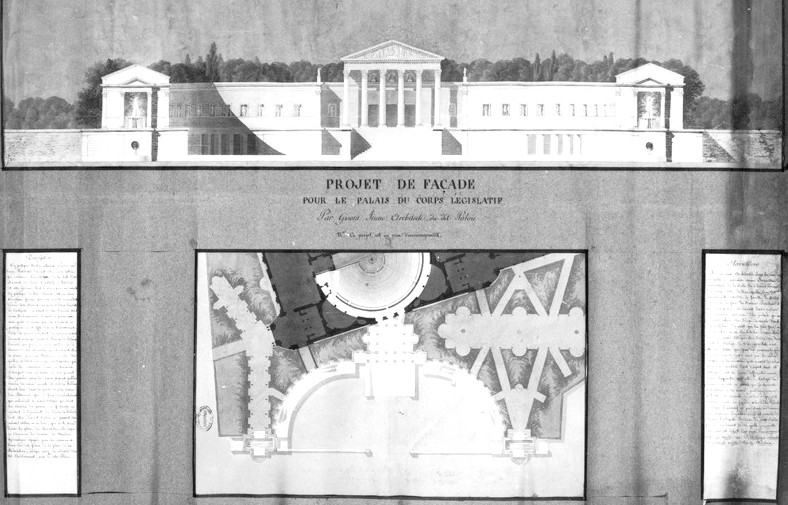
Un autre projet de Jacques-Pierre Gisors pour la façade septentrionale du palais Bourbon (1803).
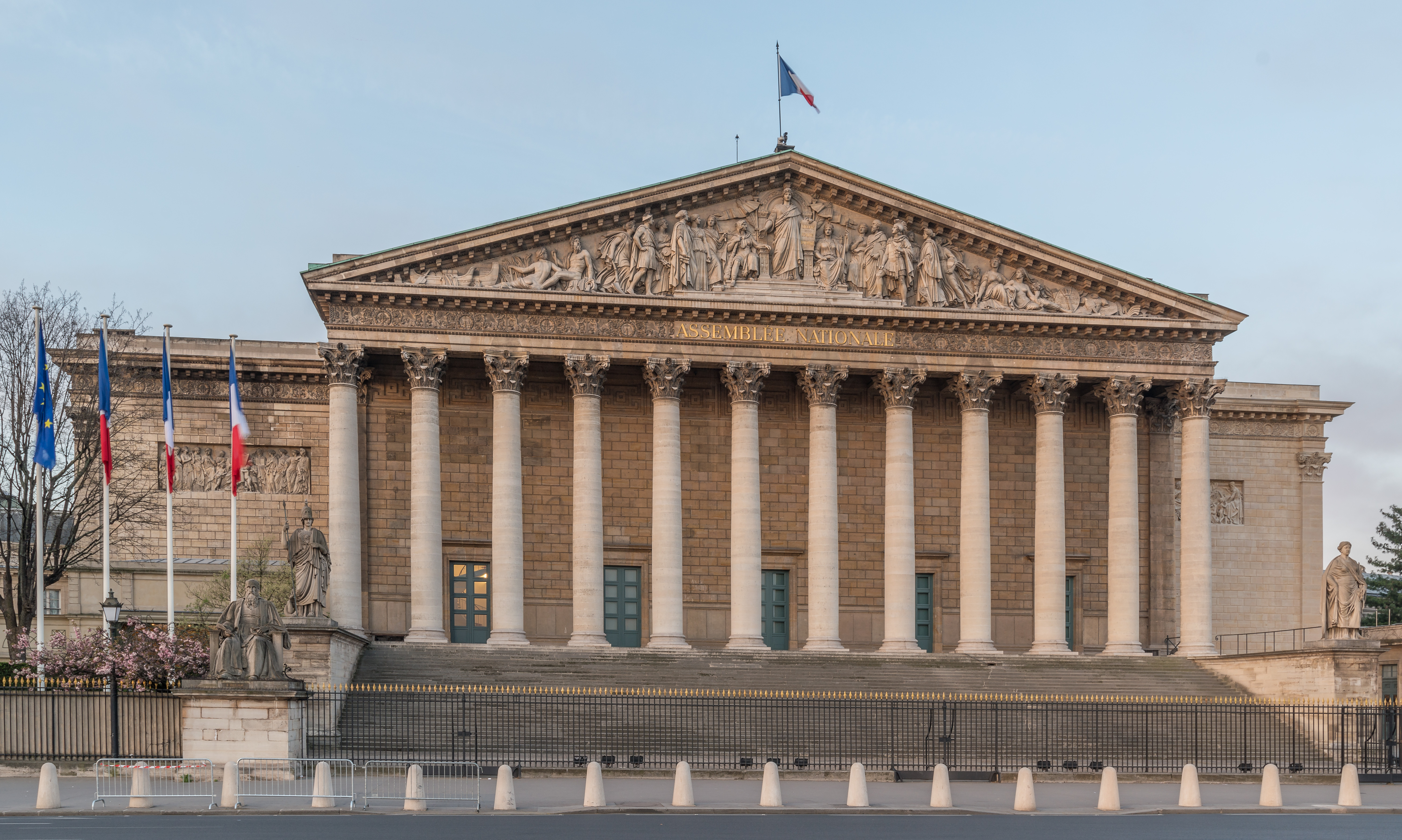
Façade nord avant sa restauration de 2023.
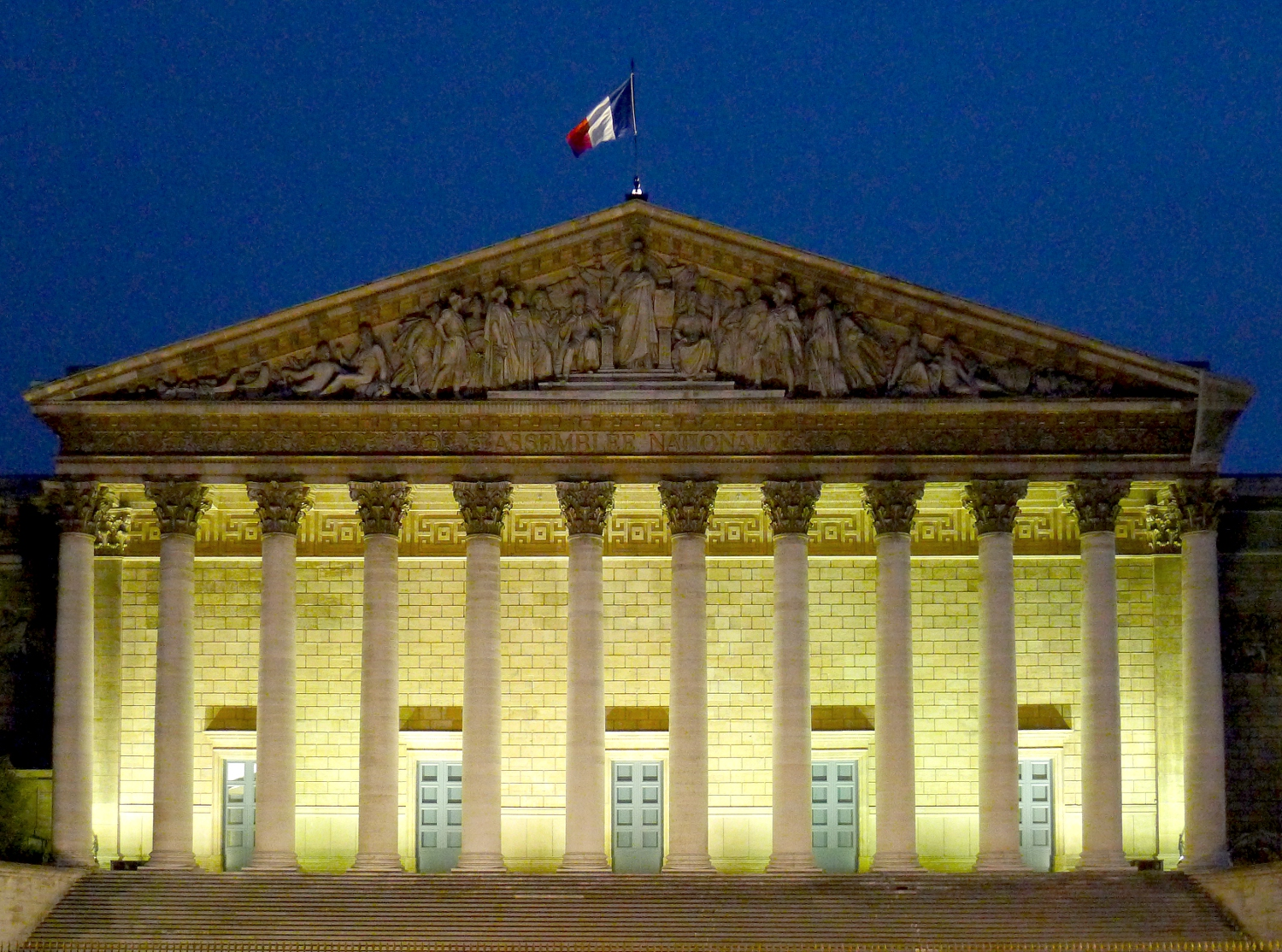
Vue de nuit.
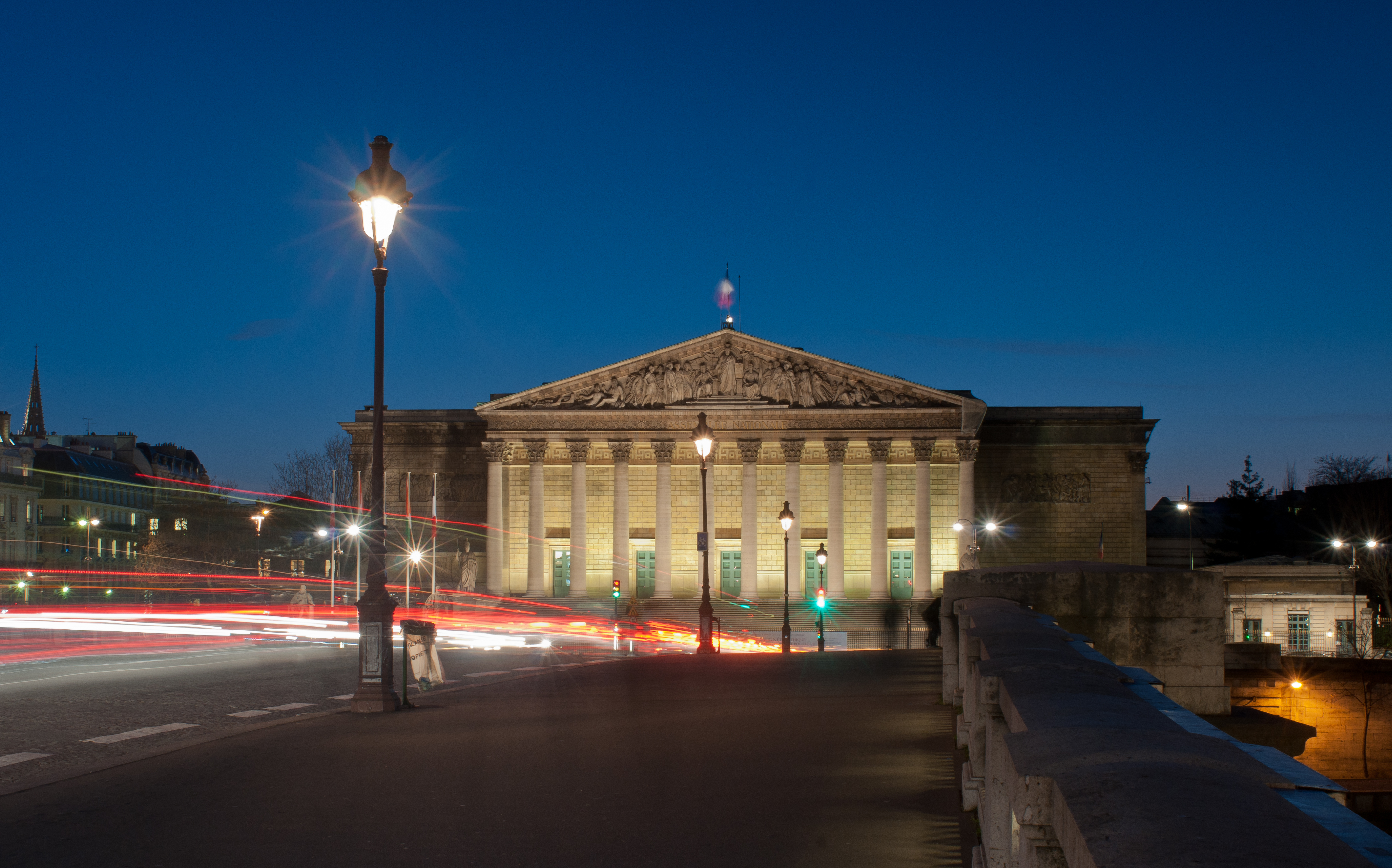
Vue de nuit, depuis le pont de la Concorde.
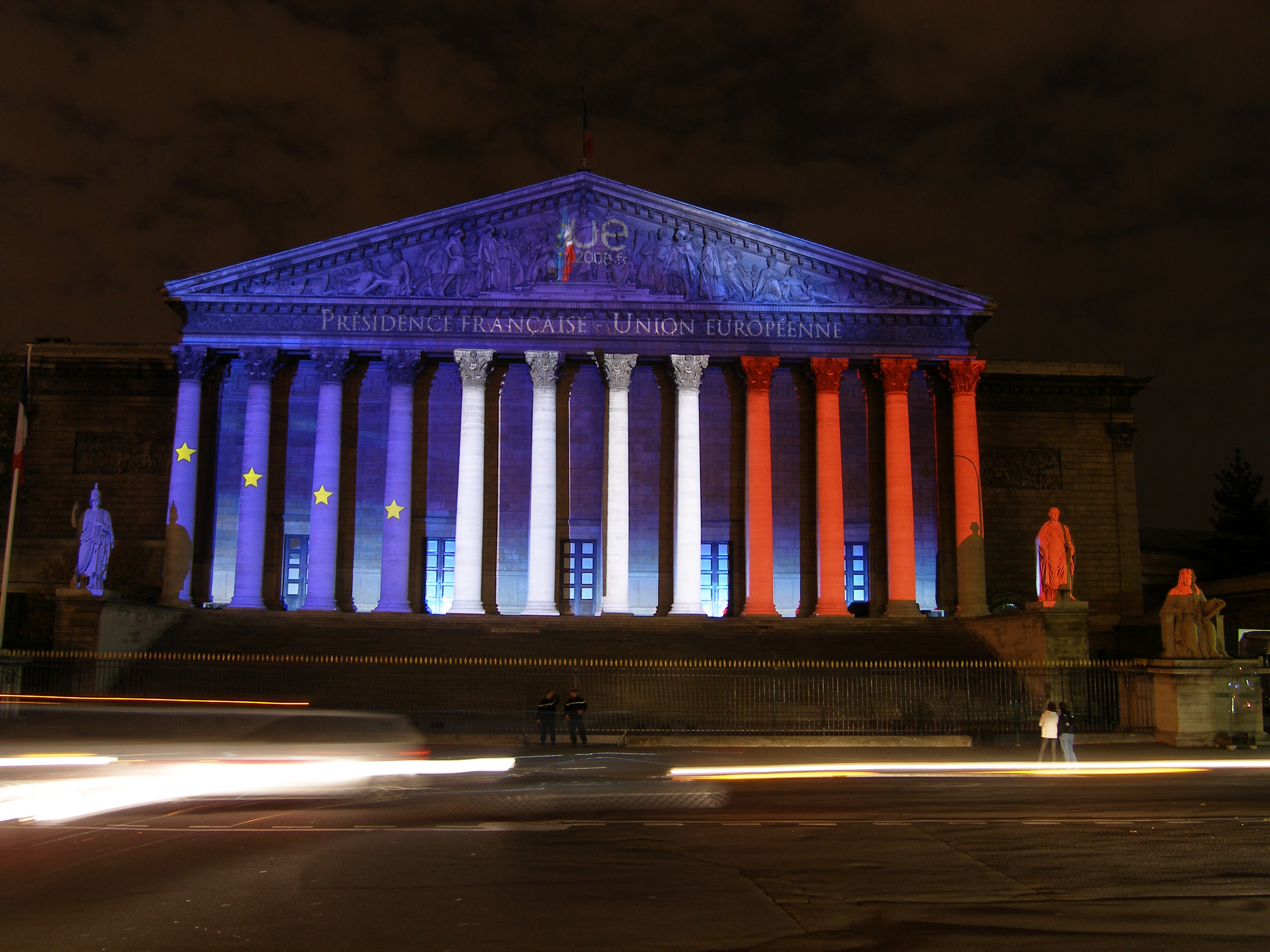
Illumination lors de la Douzième présidence française de l'Union européenne (2008).
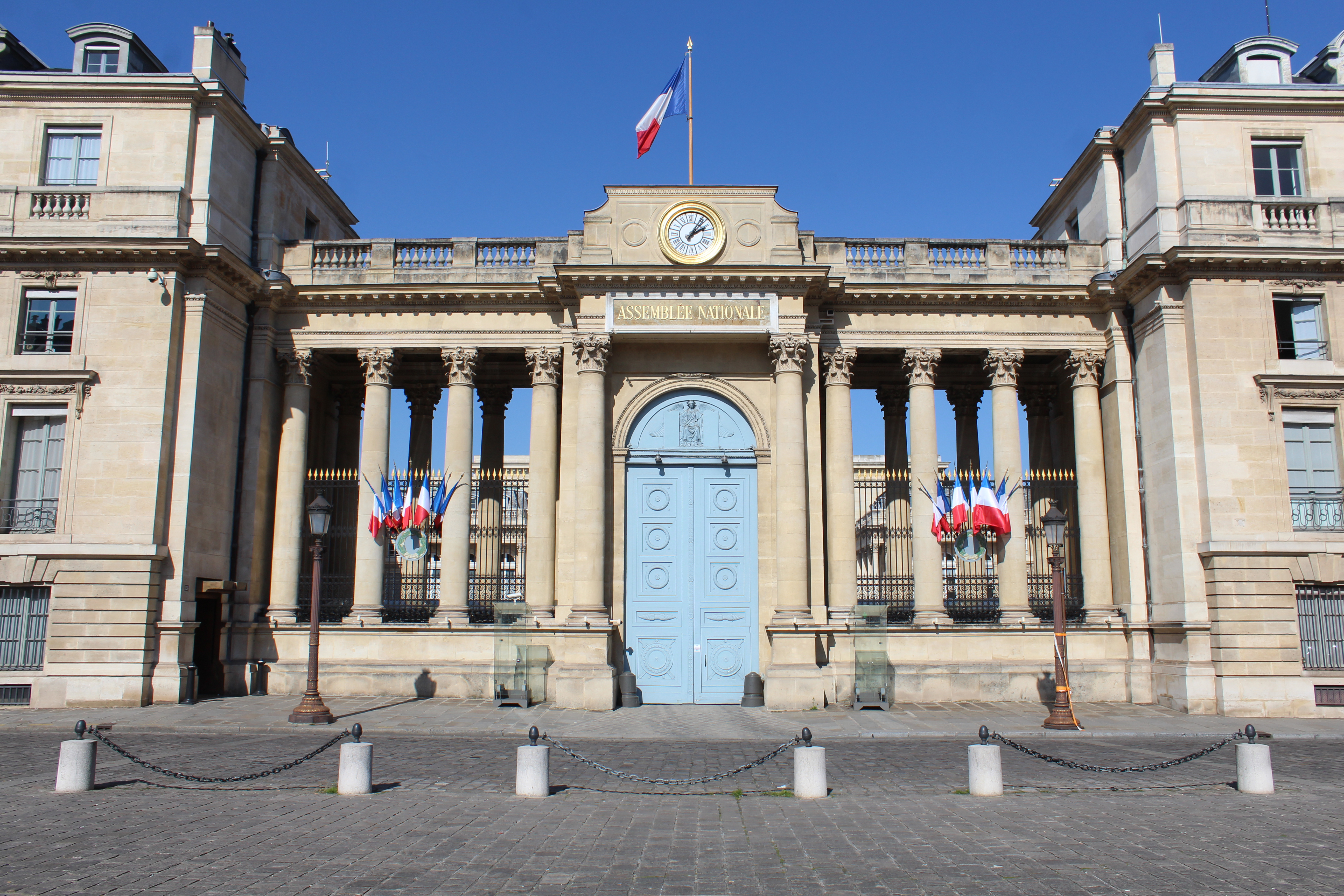
L'entrée méridionale du palais Bourbon (2017).
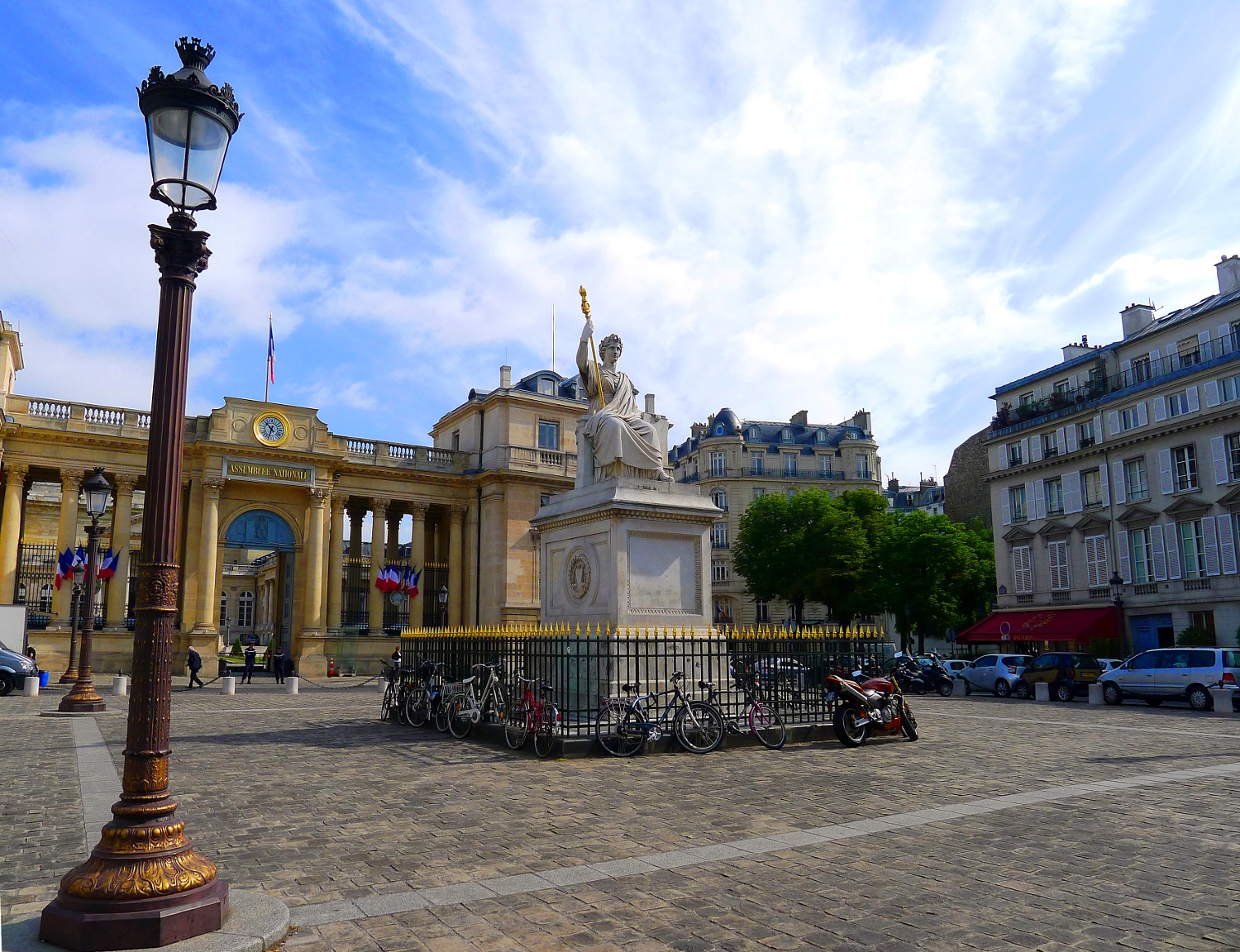
La place du Palais-Bourbon (2011).
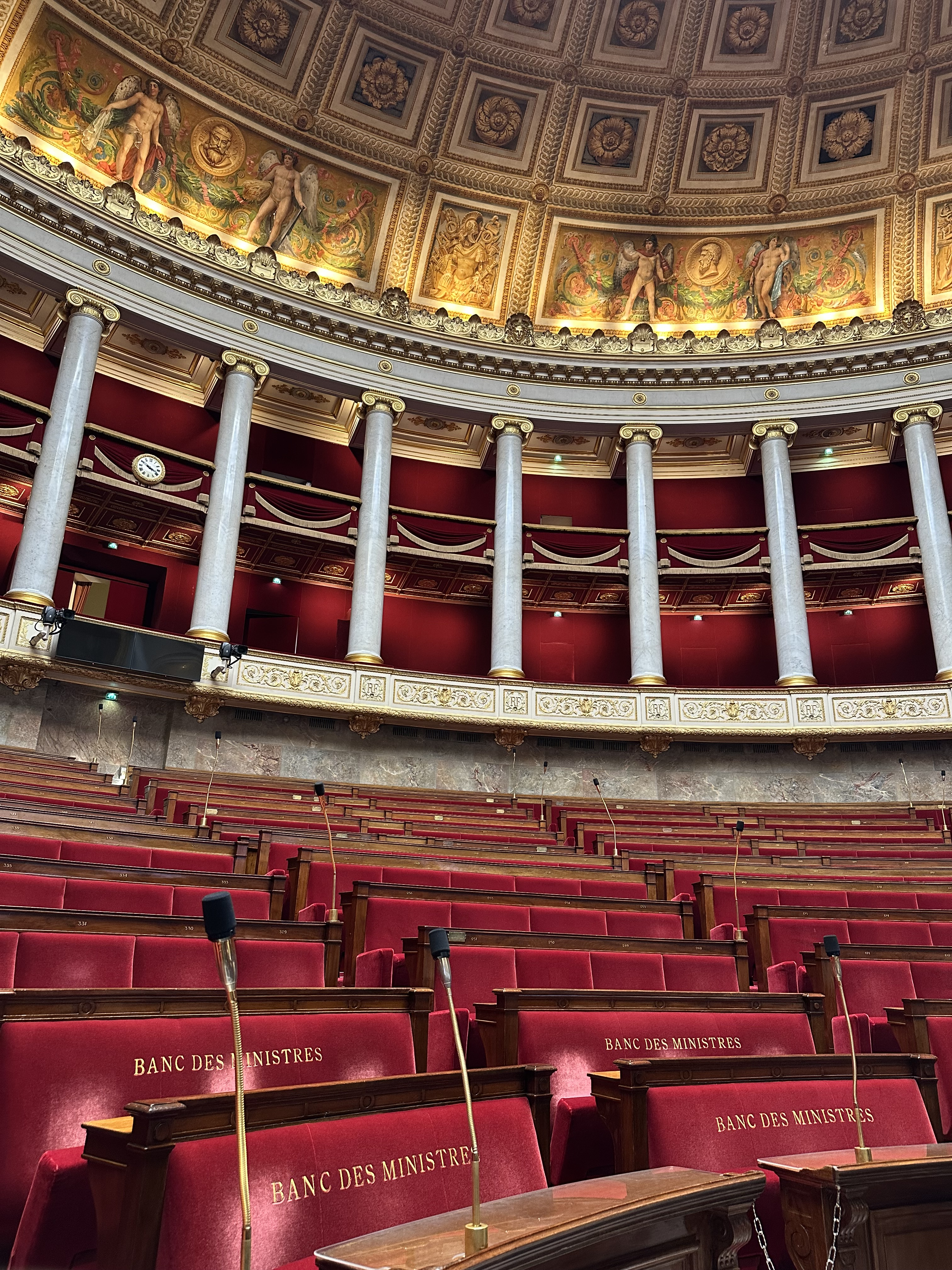
L'hémicycle de l'Assemblée nationale (2025).
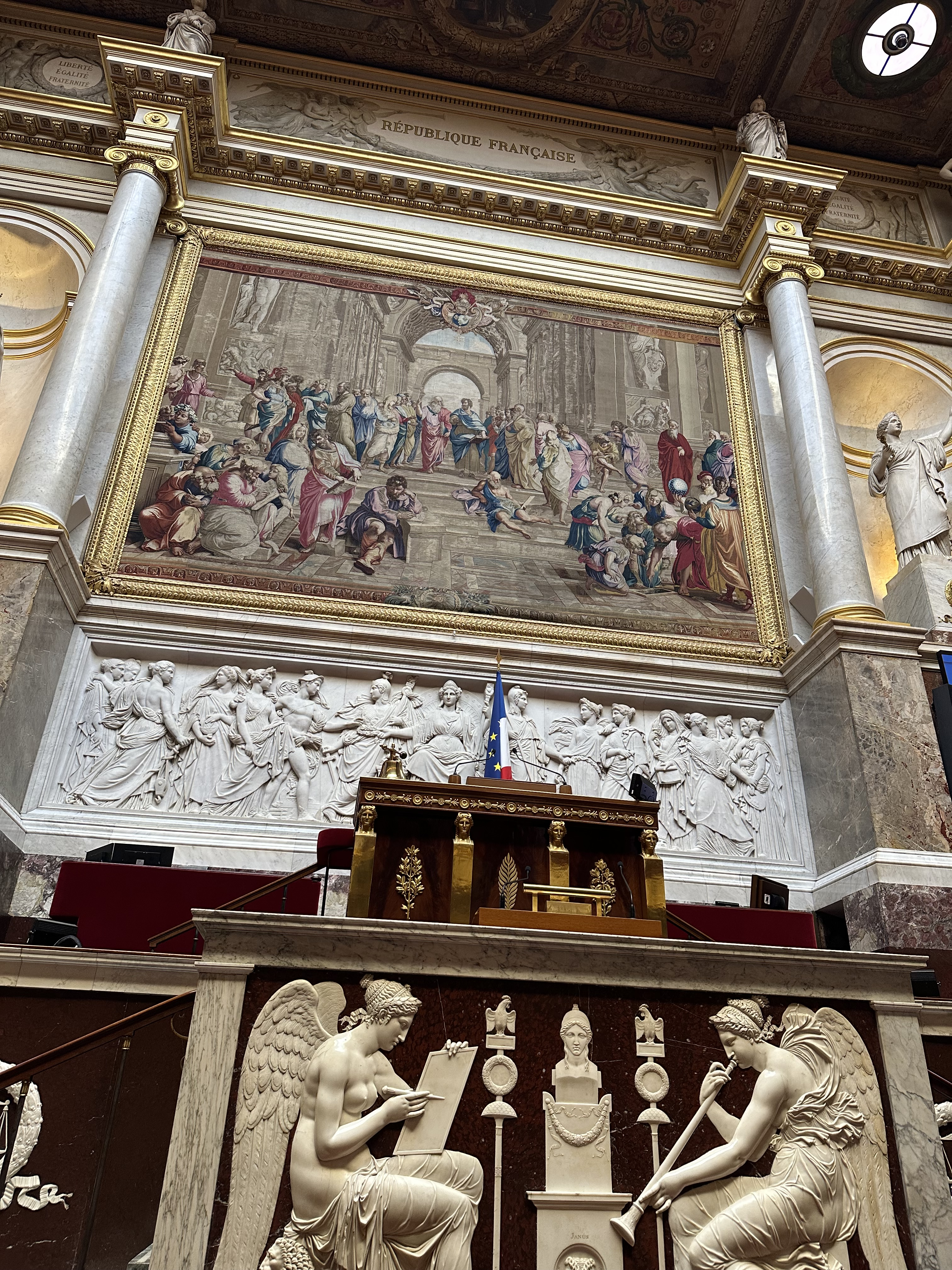
Le perchoir de l'Assemblée nationale (2025).
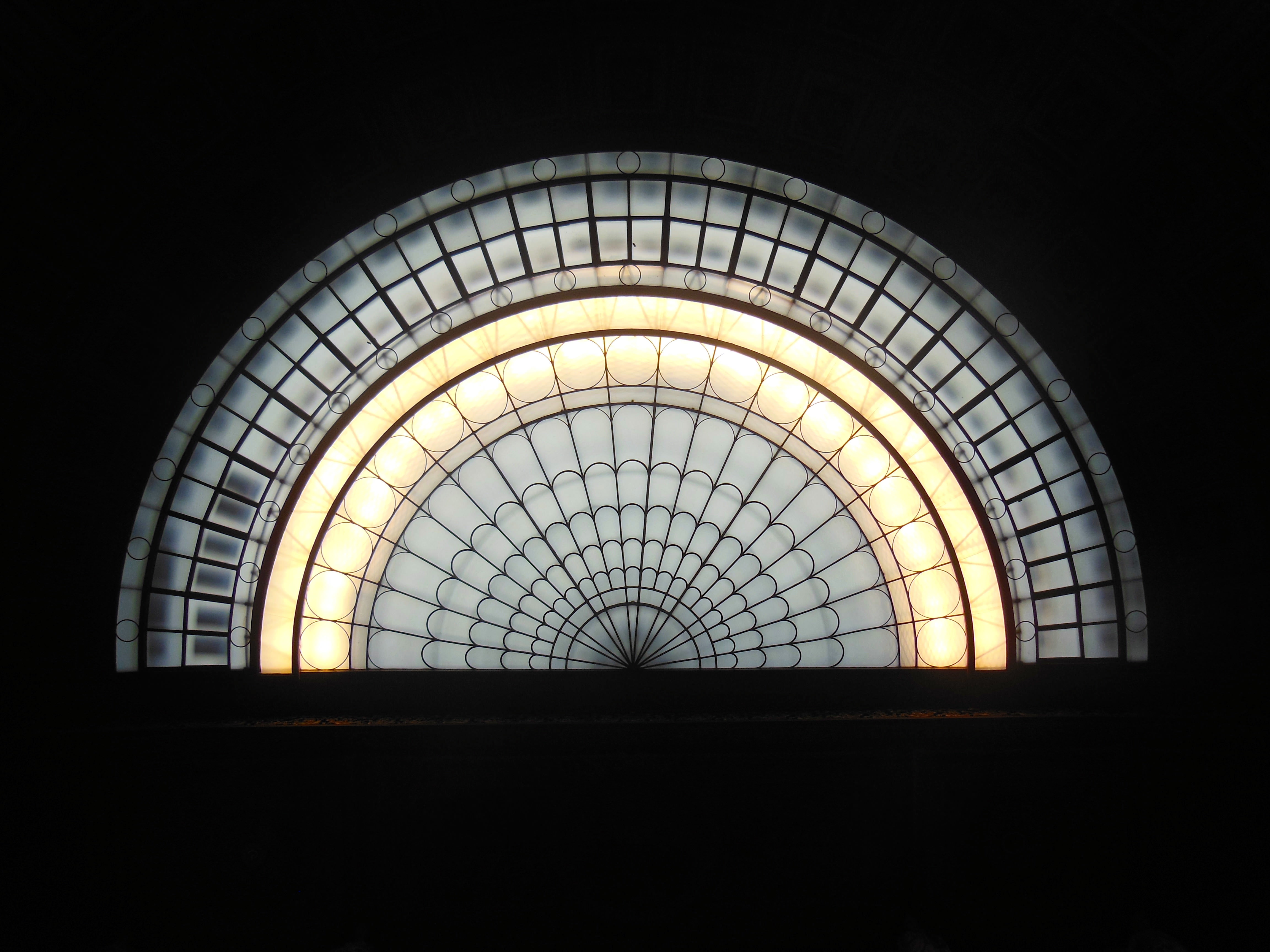
La verrière de l'hémicycle de l'Assemblée nationale.

### Guerre franco-prussienne et chute du Second Empire
Dans le contexte de la guerre franco-prussienne, lorsque la défaite de Napoléon III à Sedan est connue, la foule se presse autour du palais Bourbon afin de faire pression sur les députés réunis à l'intérieur pour que la République soit proclamée. Présent, l'écrivain Edmond de Goncourt décrit ce qu'il voit le 4 septembre 1870, par un dimanche ensoleillé : « Des acclamations, des cris, des chapeaux se lèvent en l'air ; des gens escaladant le piédestal des statues, se groupant sous la figure de Minerve ; un homme en blouse fumant tranquillement sa pipe sur les genoux du chancelier de L'Hospital ; des groupes de femmes accrochées à la grille qui fait face au pont de la Concorde ». Le comte de Palikao a réuni quatre bataillons pour protéger le Corps législatif mais les soldats sympathisent bientôt avec la foule, qui entonne, dans les rues alentour, « Vive la République ! ». L'après-midi, des manifestants réunissent à s'inviter dans les tribunes, répondant « Pas de rhétorique ! Pas de trahison ! » à Gambetta, qui appelle au calme. Vers 15 heures, la foule réussit à envahir le palais, la troupe se retire, donnant lieu à une cohue empêchant de procéder à un vote. Gambetta choisit alors de proclamer à la tribune la déchéance de l'empereur. Toujours sous la pression populaire, les députés républicains gagnent l'hôtel de ville, où ils constituent le gouvernement de la Défense nationale.

### L'attentat anarchiste du9 décembre 1893

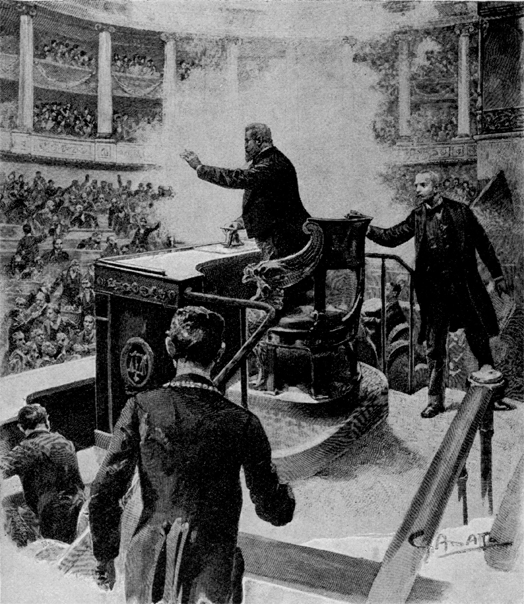
Reconstitution de l'attentat, illustration parue dans Le Petit Parisien.

Le 9 décembre 1893, vers 16 h, l'anarchiste Auguste Vaillant lance une bombe de forte puissance dans l'hémicycle, son objectif est de venger la mort de l'anarchiste Ravachol (qui avait été condamné à mort et exécuté le 11 juillet 1892 après avoir mené une série d'attentats), ainsi que de dénoncer la répression menée par le gouvernement de Jean Casimir-Perier contre les militants anarchistes.

Un article du Figaro daté du 10 décembre 1893 décrit l'attentat : 

« La bombe a été lancée de la seconde tribune publique située à la droite du président de la Chambre, au deuxième étage, et a éclaté à la hauteur de la galerie du dessous, emportant dans un immense tourbillon tout ce qu'elle rencontrait devant elle. Plusieurs députés ont été renversés ; l'abbé Lemire est projeté sur le sol, il est atteint par un projectile derrière la tête et reçoit une blessure profonde. D'autres députés sont blessés : MM. de Lanjuinais, Leffet, le baron Gérard, Sazenove de Pradine, de Montalembert, Charpentier, de Tréveneue. On les entoure, on les emporte dans les bureaux pour leur donner les premiers soins. M. Ch. Dupuy, au fauteuil, a eu le cuir chevelu déchiré par un clou. »

La bombe est remplie de clous, de morceaux de zinc et de plomb, et fait 50 blessés, on ne déplore aucun mort.
Cet attentat aura eu trois conséquences. Tout d'abord, Vaillant est condamné à mort et guillotiné le 5 février 1894 (le président Sadi Carnot ayant décidé de ne pas le gracier). Ensuite, cette série d'attentats engendre l'adoption des Lois scélérates visant à réprimer les mouvements anarchistes. Enfin, à cause de l'adoption de ces lois, le président de la République Sadi Carnot est assassiné à Lyon le 25 juin par Caserio, un autre anarchiste.

### Crise du6 février 1934
Le 6 février 1934 une manifestation antiparlementaire est organisée devant la Chambre des députés par des groupes de droite, des associations d'anciens combattants et des ligues d’extrême droite afin de protester contre le limogeage du préfet de police Jean Chiappe, à la suite de l'affaire Stavisky. Les députés sont alors en séance. Les forces de police et gardes républicains les empêchent de sortir alors que la séance est suspendue au motif qu'à l'extérieur des personnes armées dans la foule tirent contre les forces de l'ordre et veulent entrer. À l'intérieur, l'attente est angoissée car la garde républicaine indique craindre le pire. La manifestation tourne à l'émeute sur la place de la Concorde, faisant plusieurs morts. La crise provoque dès le lendemain la chute du second gouvernement Daladier et exerce une influence profonde et durable sur la vie politique française.
Une scène du film antimaçonnique et antiparlementariste Forces occultes (1943) figure la manifestation vue depuis le palais Bourbon. Une autre, au début du moyen métrage, est tournée dans l'hémicycle.

### Le palais Bourbon pendant l'Occupation

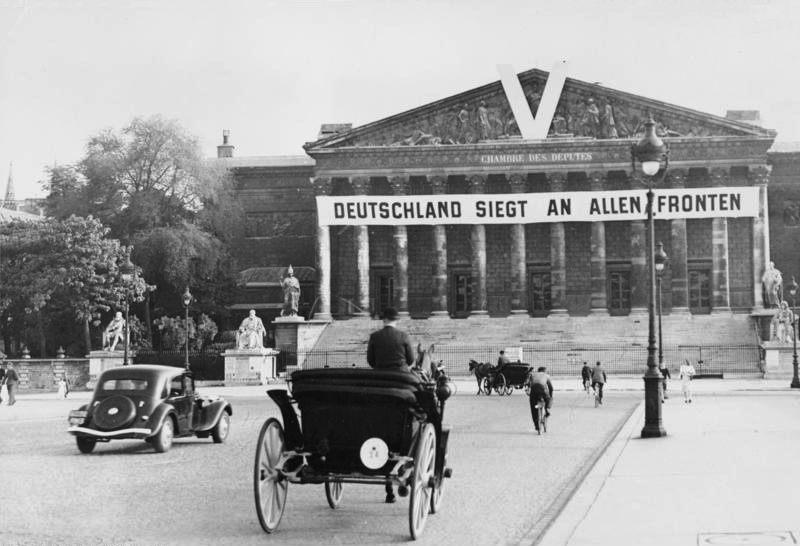
Propagande allemande sur la façade du palais Bourbon : Deutschland siegt an allen Fronten (« L'Allemagne vainc sur tous les fronts »), pendant l’occupation de Paris lors de la Seconde Guerre mondiale.

En juin 1940, les troupes allemandes investissent le palais déserté (les parlementaires sont alors réfugiés à Bordeaux). Les bâtiments offrant de nombreux bureaux vides et un quadrilatère assez facile à protéger, une partie de l'administration du Gross Paris, dans un Paris sous occupation allemande, y est installée, ainsi qu'une partie de l'état-major de la Luftwaffe et du service à la question juive.
Durant cette période, l'hémicycle est utilisé dix-sept fois par les Allemands, principalement pour des discours dont trois discours de Hitler radiodiffusés (son buste est alors posé sur la tribune) le 19 juillet 1940 (discours devant le Reichstag), le 9 novembre et le 10 décembre 1940. Il sert également une fois pour une projection de cinéma pour les officiers supérieurs allemands.
En septembre 1942, il sert de décor au film de propagande anti franc-maçonnerie Forces occultes de Paul Riche.
Du 4 au 6 mars 1942, dans la Galerie des fêtes, reliant le Palais-Bourbon à l'hôtel de Lassay, se tient un des trois procès publics à Paris contre des résistants. Sept jeunes résistants communistes (Tony Bloncourt, Roger Hanlet, Pierre Milan, Roger Peltier, Christian Rizo, Acher Semahya et Fernand Zalkinow) y sont condamnés et sont exécutés 3 jours plus tard, le 9 mars, au mont Valérien. Une plaque dans les jardins du palais rappelle leur souvenir,.
Le 25 août 1944, Philippe de Gaulle, âgé de 23 ans, est chargé de porter l'ordre de reddition à la garnison allemande qui occupait encore le Palais Bourbon.
Il faut attendre 1999 pour que le président de l'Assemblée nationale d'alors, Laurent Fabius, ordonne une enquête afin d'étudier l'histoire du palais pendant la guerre.

### Après guerre
En 1947, la garde républicaine intervient au palais Bourbon pour maintenir l’ordre pour la seule fois de son histoire, alors que le député communiste Raoul Calas lance un appel à l’insurrection.
Le bâtiment voit ses toitures et sa façade protégée au titre des monuments historiques par deux inscriptions, l'une en 1935 et l'autre en 1959. L'édifice fait également partie des biens protégés au titre du secteur sauvegardé du 7e arrondissement de Paris.
Fait exceptionnel, une manifestation de policiers se déroule le 13 mars 1958 devant l'Assemblée, place du Palais-Bourbon, afin de défendre leurs intérêts professionnels. Des invectives anti-parlementaires sont lancées, alors que la IVe République touche à sa fin et que certaines personnalités politiques doutent de plus en plus de la fidélité des forces de l'ordre au régime. La réception de représentants des manifestants par les autorités de l'Assemblée nationale met fin au mouvement ; leurs revendications syndicales seront satisfaites. Le 29 mai de la même année, la cour du palais est envahie par une centaine de manifestants, dans le contexte de la crise de mai 1958. En revanche, dix ans plus tard, et même si une manifestation visa le palais, celui-ci est correctement protégé par la police ; l'affaiblissement du pouvoir parlementaire au profit du pouvoir présidentiel n'en faisait de toute façon plus une cible prioritaire pour les protestataires.
Le 23 mars 1999, Michel Crépeau, député de Charente-Maritime, est victime d’un arrêt cardiaque en pleine séance parlementaire des questions au gouvernement, peu après avoir posé une question à Dominique Strauss-Kahn qui était en train de lui répondre. Philippe Douste-Blazy, cardiologue de profession et présent en séance, le réanime, mais il meurt quelques jours plus tard à l'hôpital.
Un parking souterrain est créé en 1980 sous la cour d'honneur. En 2016, la salle des lampes, en forme de demi-lune, est entièrement rénovée ; les ampoules à incandescence installées sous cette voûte pour éclairer l'hémicycle sont supprimées afin de diminuer les coûts et remplacées par des projecteurs LED donnant une lumière plus homogène. Des infiltrations d'eau dans le parking mais aussi dans les salles des commission et les réserves de la bibliothèque, situés sous la cour d'honneur, donnent lieu à des travaux en 2017. Elle est repavée comme au XVIIIe siècle. Le chantier vise également à sécuriser davantage les lieux, à installer du Wi-Fi dans l'hémicycle et à favoriser l'accès aux handicapés. La verrière de 19 mètres de hauteur de l'hémicycle est remplacée par une verrière en plastique, plus légère et sécurisée, une verrière en verre pouvant s'écraser sur les députés en cas de déflagration causée par un attentat. La moquette de la pièce est également changée et le fauteuil Directoire du président de l'Assemblée est restauré. Derrière ce dernier, la tapisserie des Gobelins d'après la fresque de Raphaël L'École d'Athènes, installée ici depuis 1879, est décrochée pour être restaurée, un fac-similé la remplaçant pendant cette période. La façade côté Concorde donne lieu également à des travaux : les marches de l'escalier, qui s'enfoncent à cause d'infiltration d'eau, sont consolidées. Les bureaux des vice-présidents de l'Assemblée, donnant sur la rue Aristide-Briand et qui n'avaient pas été rénovés depuis les années 1980, sont également refaits à neuf.

## Collections de l’Assemblée nationale

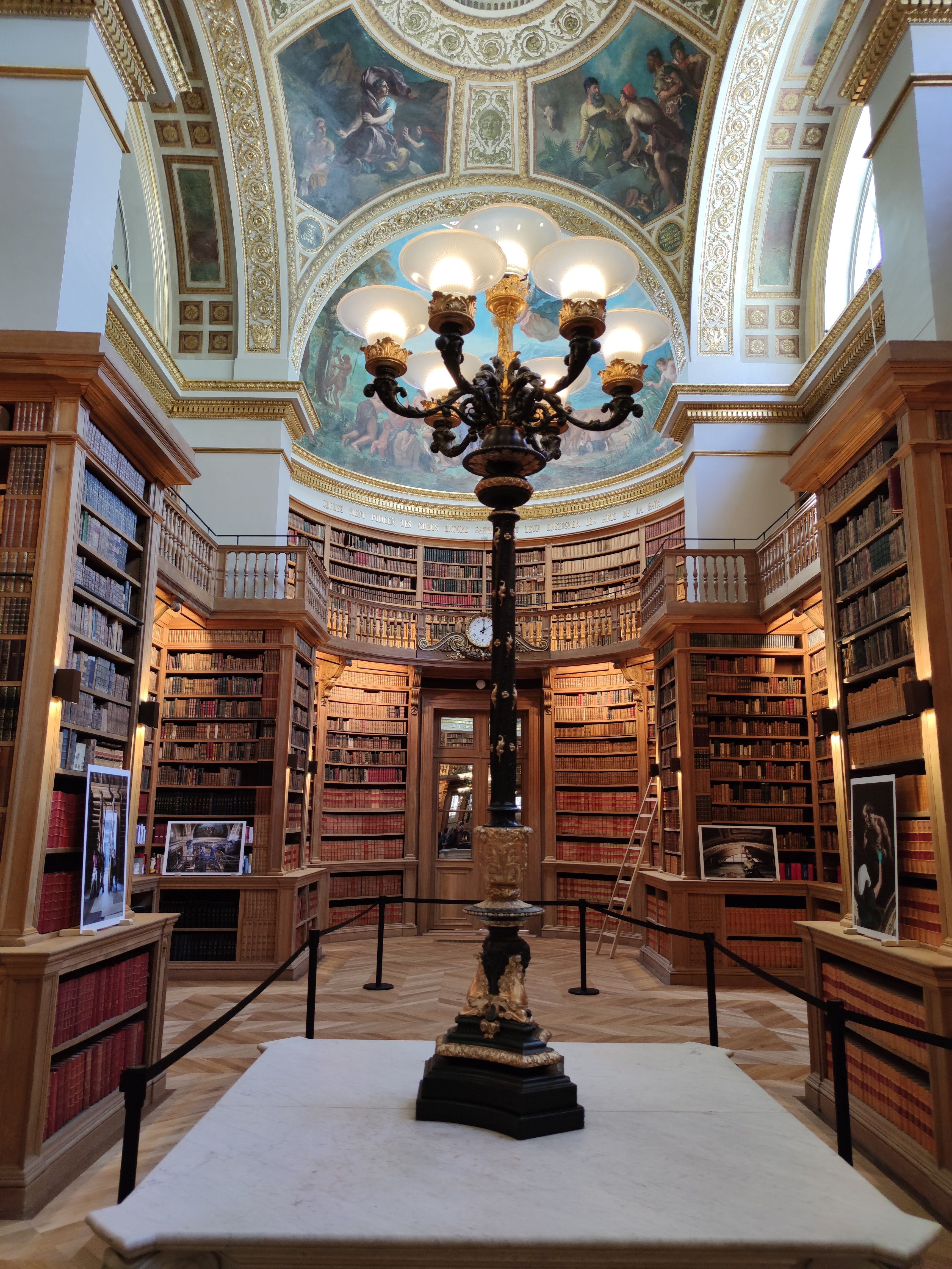
La bibliothèque de l'Assemblée nationale en 2025, après restauration.

Il abrite une très précieuse bibliothèque dont le fonds fut constitué à partir des biens confisqués chez les aristocrates émigrés. Parmi ses richesses, les minutes du procès de Jeanne d’Arc, des manuscrits de Jean-Jacques Rousseau, la collection des bustes de parlementaires en terre cuite d’Honoré Daumier (les « célébrités du juste-milieu ») et le Codex Borbonicus, un codex indigène du Mexique central.
La bibliothèque a été décorée au XIXe siècle par Eugène Delacroix. Le peintre y a incarné, en cinq coupoles et une vingtaine de pendentifs, la Science, la Philosophie, la Législation, la Théologie et la Poésie, représentées dans des scènes allégoriques chaudes en couleurs.
Après un an d’une méticuleuse restauration, la bibliothèque ouvre ses portes au grand public, pour la première fois de son histoire, en avril 2025,.

## Endroits particuliers

### Salle des Quatre-Colonnes

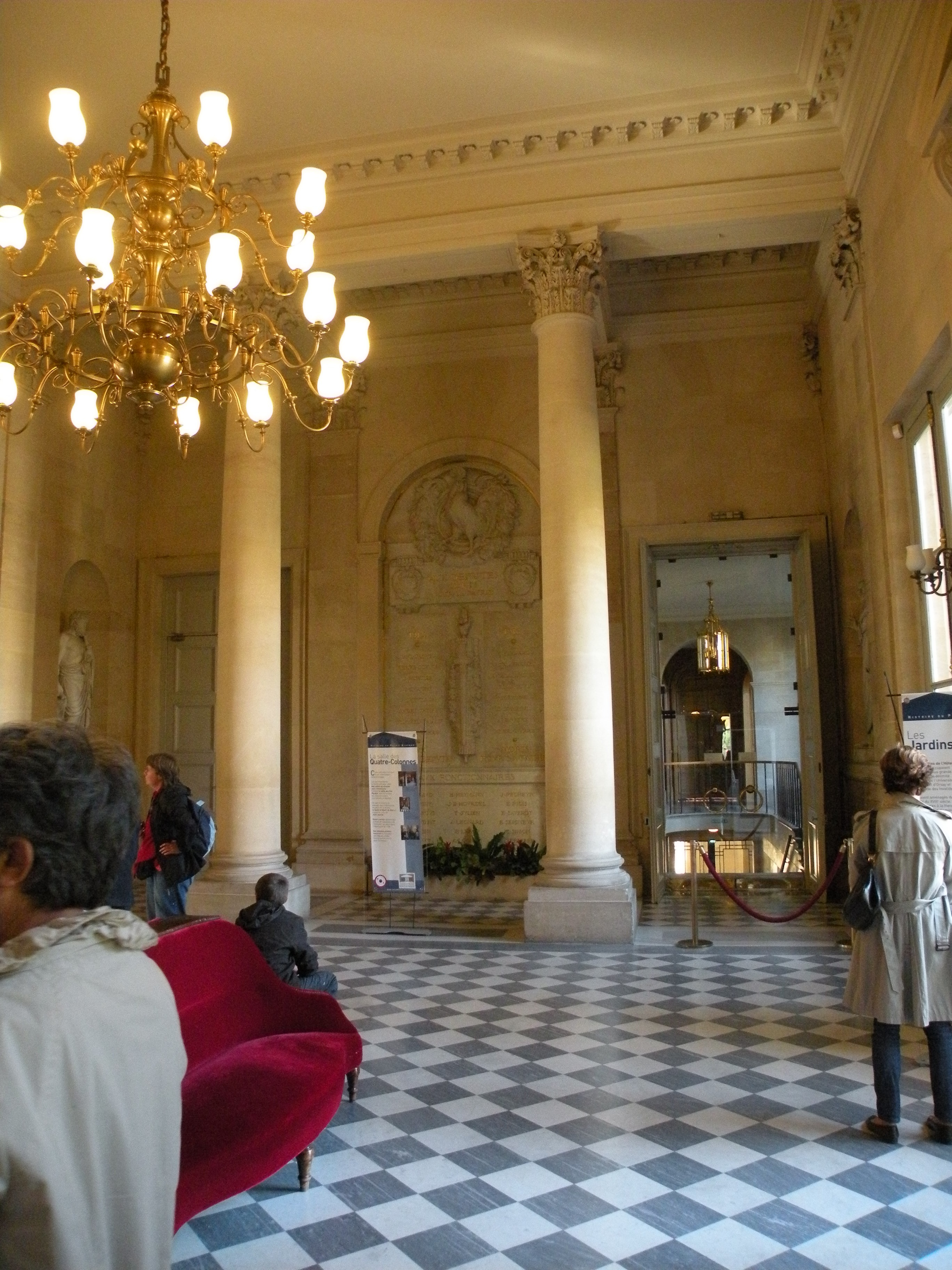
Salle des Quatre-Colonnes.

C'est avec la salle des Pas-Perdus, le lieu où les journalistes interviewent traditionnellement les députés, depuis mai 1968, sur l'impulsion de la journaliste politique Danièle Breem. Ceux-ci la traversent pour se rendre des salles de réunion à l'hémicycle en empruntant le couloir de liaison qui jouxte la cour d'honneur et conduit à la bibliothèque. Elle doit son nom aux quatre colonnes qui s'y trouvent. La porte menant vers l'hémicycle est entourée par les bustes de Jean Jaurès et, depuis le 19 octobre 2016, d'Olympe de Gouges, qui remplace le buste d'Albert de Mun, déplacé au salon Pujol. Première représentation d'une femme politique au palais Bourbon, ce buste comporte sur son piédestal la Déclaration des droits de la femme et de la citoyenne.
Dans une niche, se trouve une statue en marbre représentant la République, œuvre d'Armand Martial en hommage aux morts de 1939. Précédemment la niche était occupée par une statue de Montesquieu désormais placée au jardin des Quatre Colonnes. Sur le mur en face de La République, dans une niche est insérée une table de marbre sculptée où sont inscrits les noms des députés morts pour la France pendant la Première Guerre mondiale. Sa partie supérieure est ornée du coq gaulois et sa partie centrale d'une main de justice, surmontant un faisceau de lances, sur lequel s'accrochent une épée et des guirlandes de feuilles de chêne. L'ensemble est l'œuvre de Constant Roux. Dans chacun des angles de la salle se trouvent des statues de Brutus, Solon, Lycurgue et Caton d'Utique. Ces statues, avec deux autres placées dans le vestibule de la bibliothèque (mais détruite dans un incendie en 1961), ornaient la salle du Conseil des Cinq-Cents avant la reconstruction de la salle des séances.

### Cellule de dégrisement

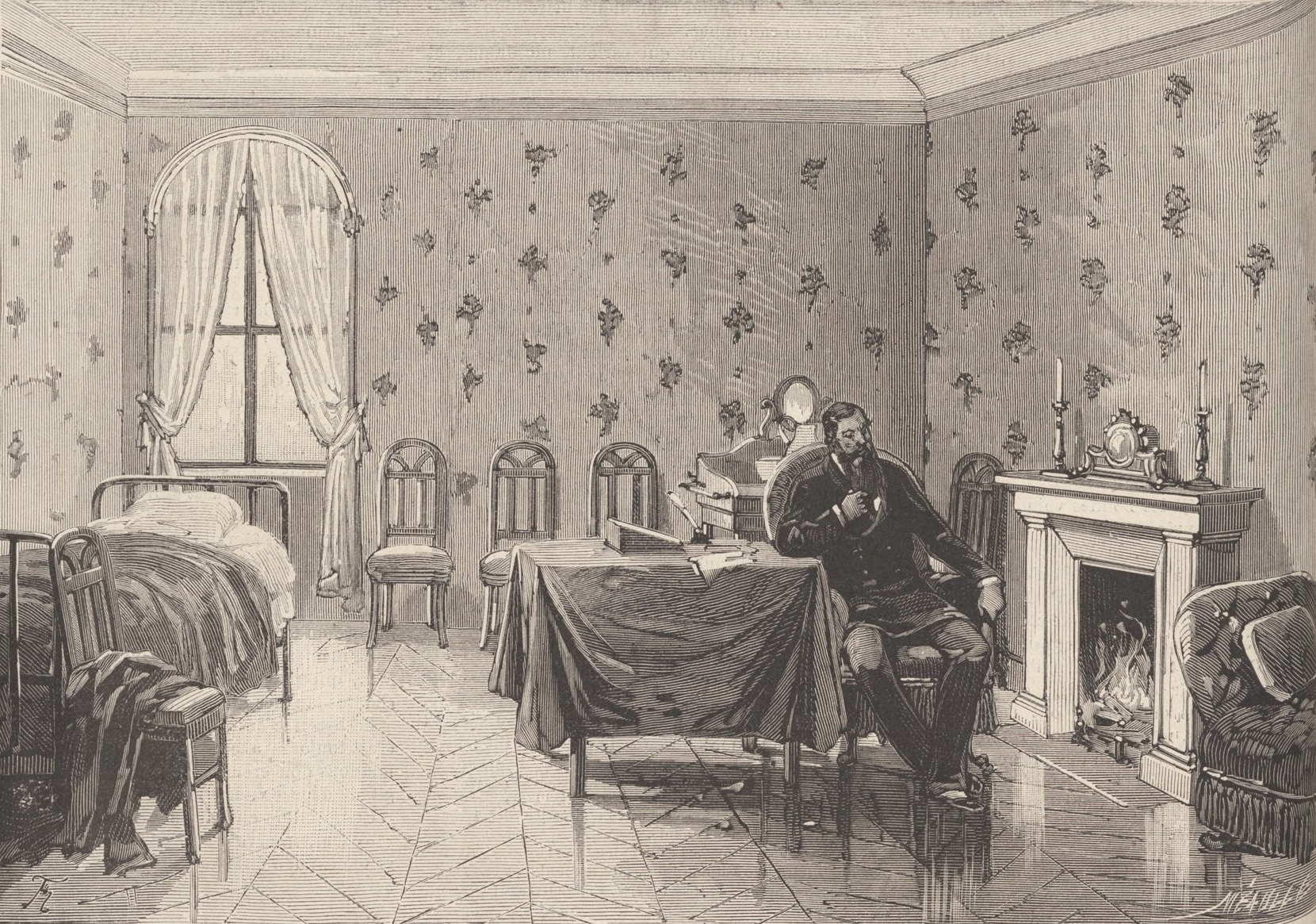
Léon-Armand de Baudry d'Asson détenu dans le petit local dans la nuit du 11 au 12 novembre 1880.

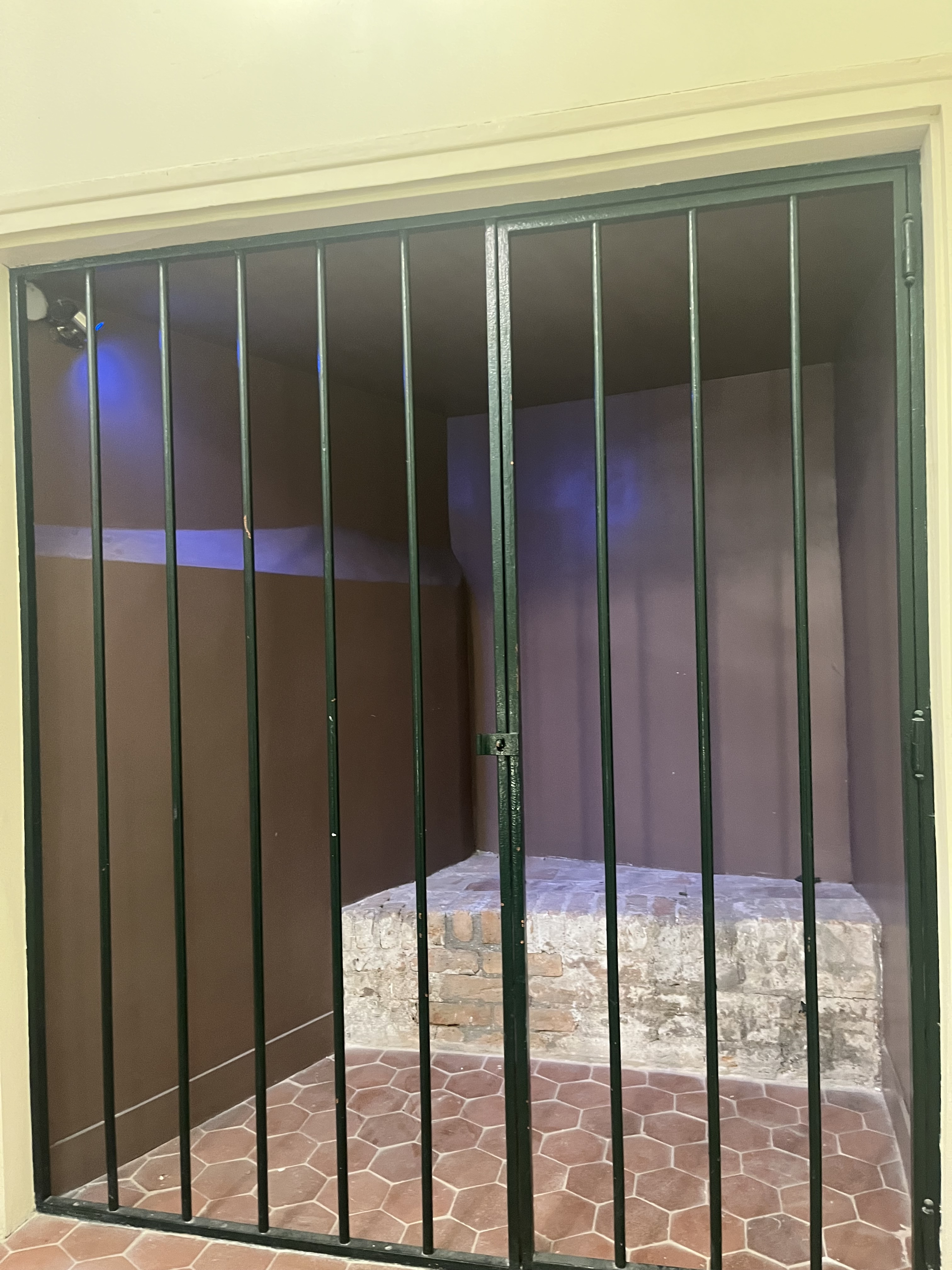
Cellule découverte en 2010 située au-dessus des tribunes de la salle des séances.

Une cellule, baptisée « cellule de dégrisement », ou « petit local » existait au début du XXe siècle. Cette cellule était destinée aux députés, et était constituée de deux pièces, confortablement aménagées. Son dernier locataire fut le comte Léon-Armand de Baudry d'Asson (député royaliste de la Vendée), en novembre 1880, qui y fut amené de force par une vingtaine de soldats, sur l'ordre du président de la Chambre des députés Léon Gambetta, après avoir traité le premier gouvernement Jules Ferry de « gouvernement de crocheteurs » à l'occasion de l'expulsion des congrégations de 1880. Cette pièce n'existe plus aujourd'hui, transformée en deux bureaux affectés à deux députés. 
Une autre cellule a été découverte en mai 2010, fermée par des barreaux et une porte de bois, qui était murée depuis plusieurs années. Elle mesure 2 mètres sur 1,5 mètre, et comporte un banc en pierre, et se trouve à proximité de l'hémicycle.

## Statuaire
Dans l'hémicycle, deux niches accueillent des statues de James Pradier, qui représentent la liberté et l'ordre public.

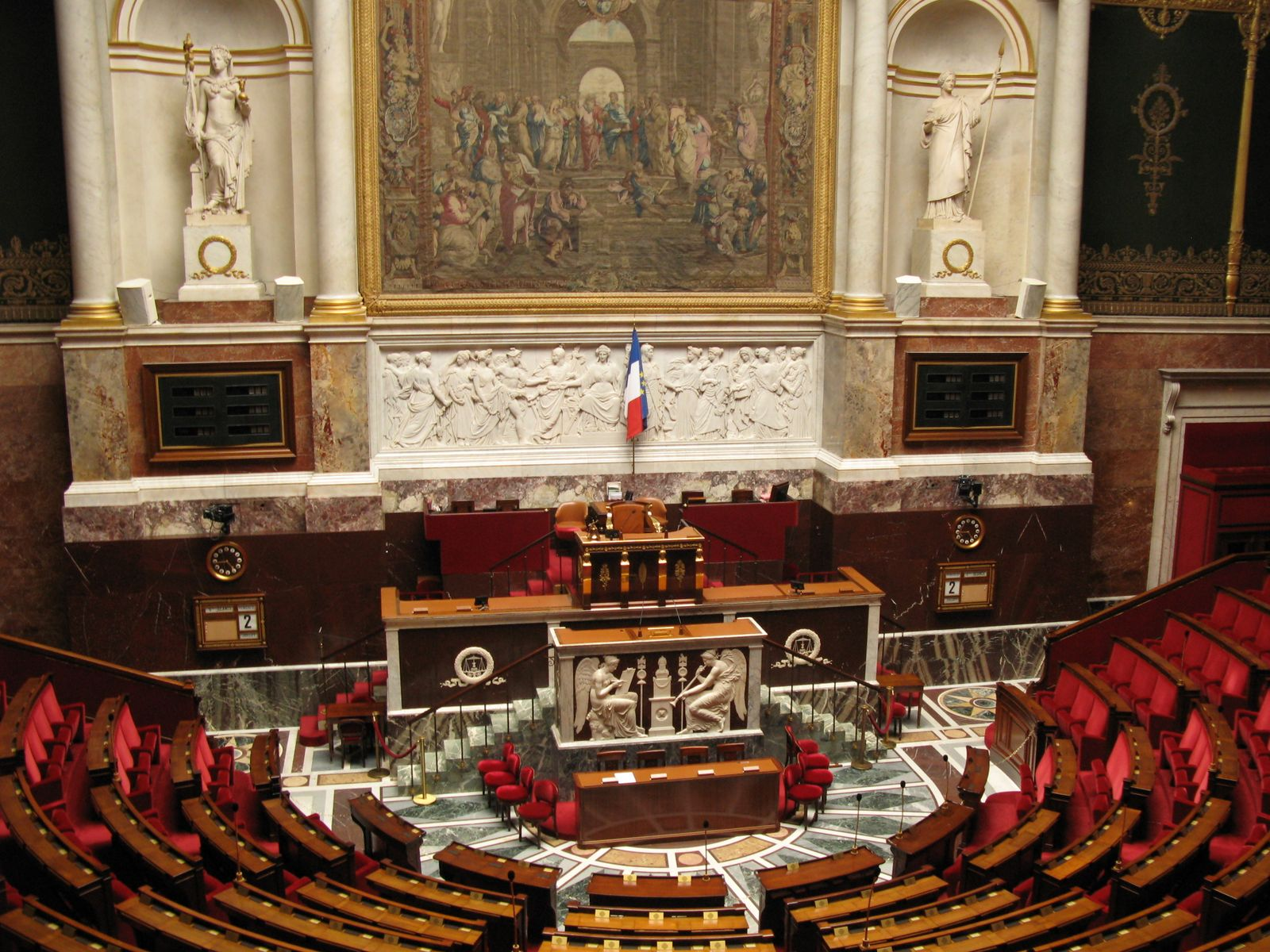
Les statues autour de la tapisserie L'École d'Athènes.
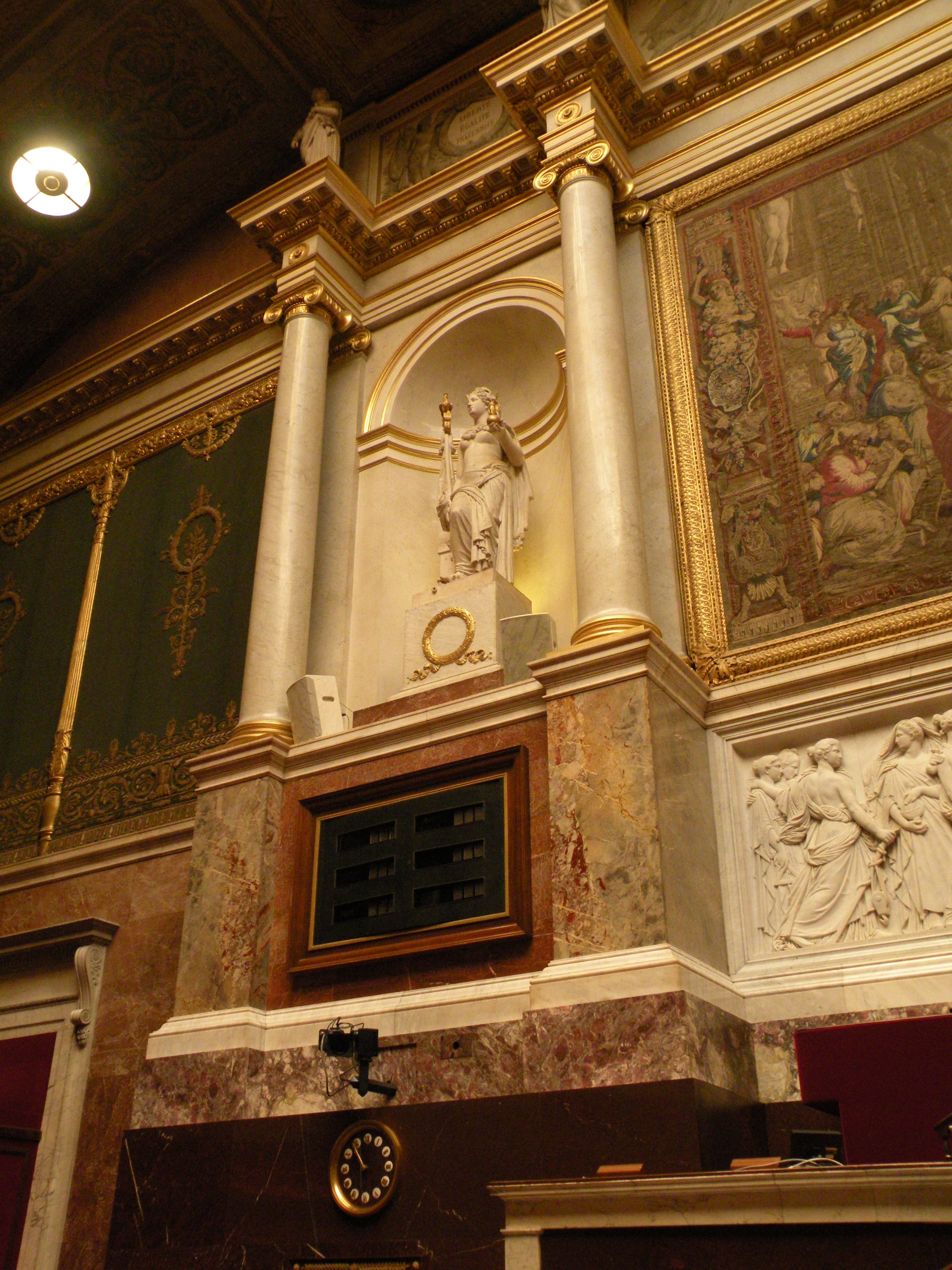
Détail à gauche.
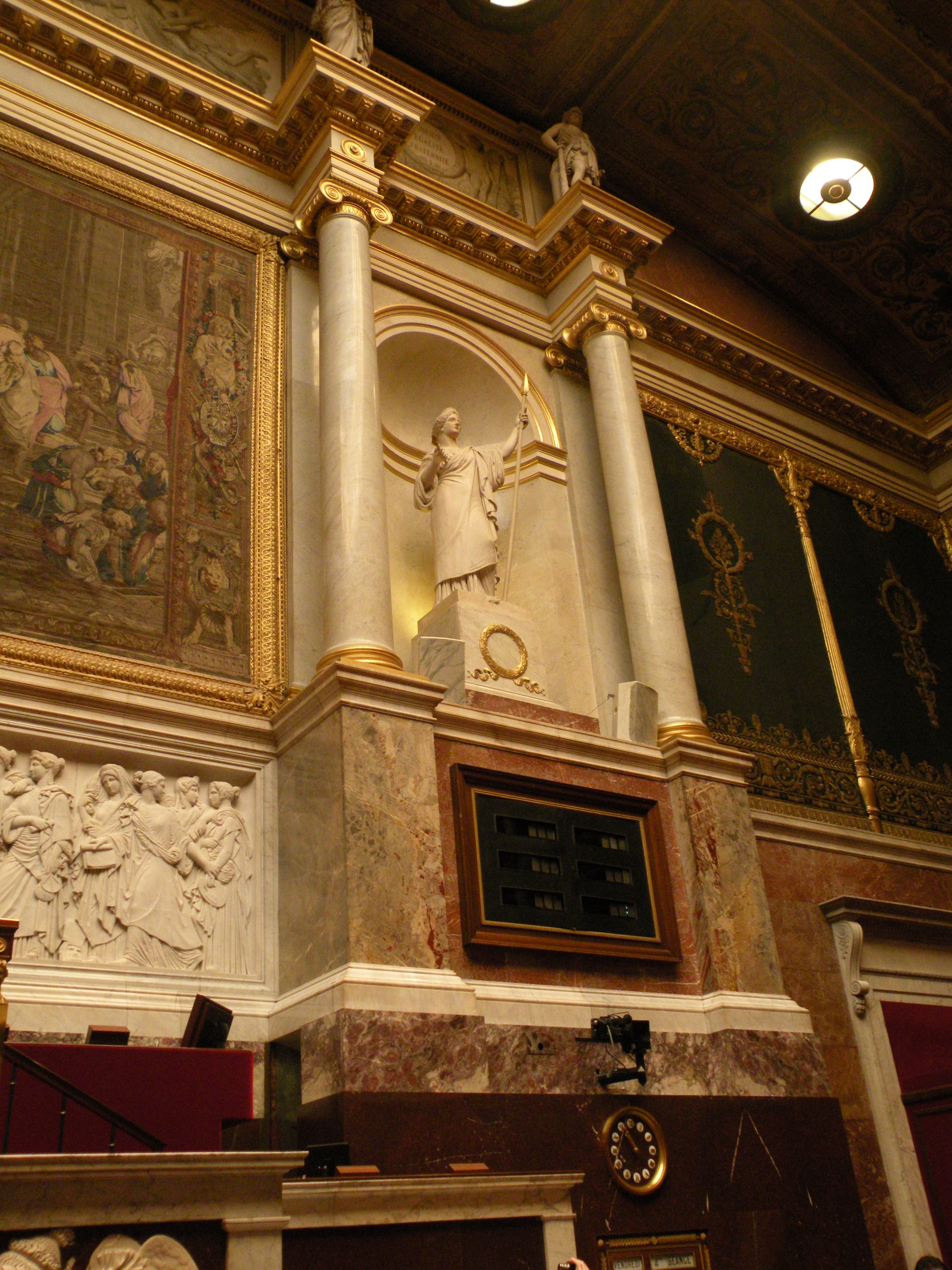
Détail à droite.
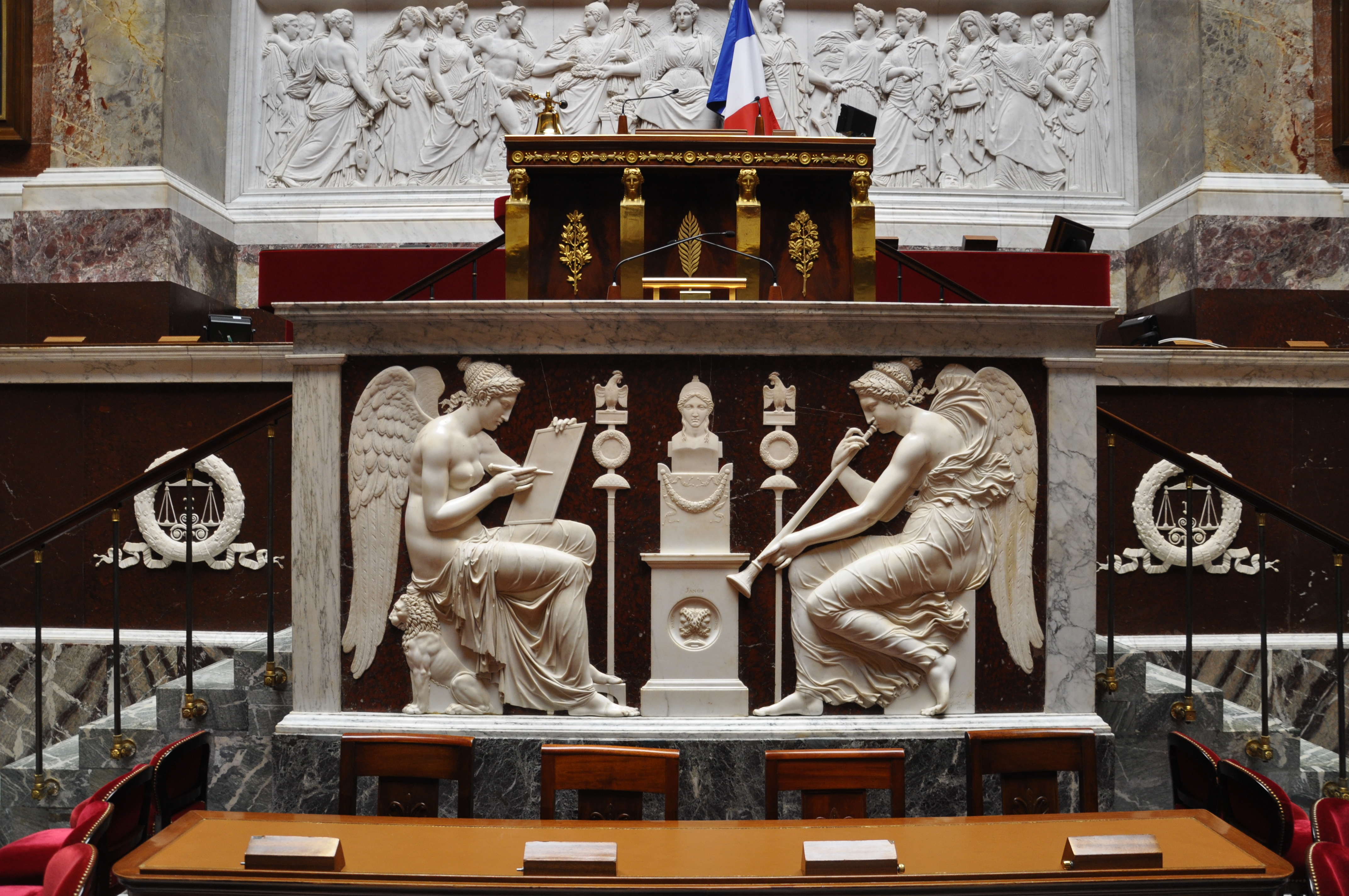
Bas-relief à la tribune.

### Salle des Quatre-Colonnes
La salle des Quatre-Colonnes accueille dans chacun de ses angles des statues de Lycurgue, Solon, Caton d'Utique et Brutus ; elles ornaient autrefois la salle du Conseil des Cinq-Cents. Dans une niche se trouve aussi une statue en marbre de la République, œuvre d'Armand Martial en hommage aux députés morts lors de la Seconde Guerre mondiale ; elle remplace une statue de Montesquieu, désormais installée dans le jardin des Quatre-Colonnes. Un monument aux députés morts lors de la Première Guerre mondiale lui fait face, œuvre de Constant Roux. Dans le passage permettant de gagner l'hémicycle se trouvent un buste d'Albert de Mun et un autre de Jean Jaurès.

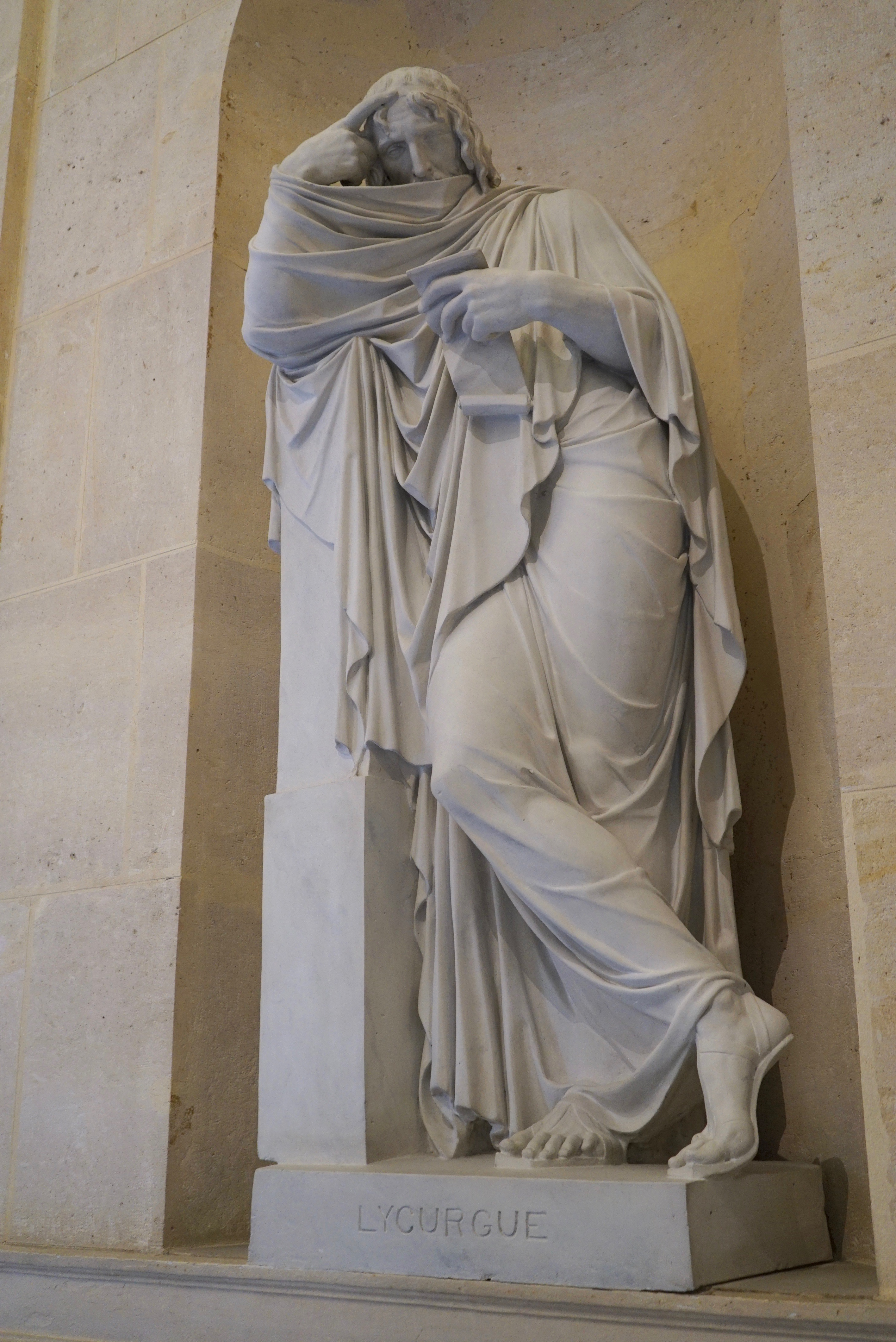
Statue de Lycurgue.
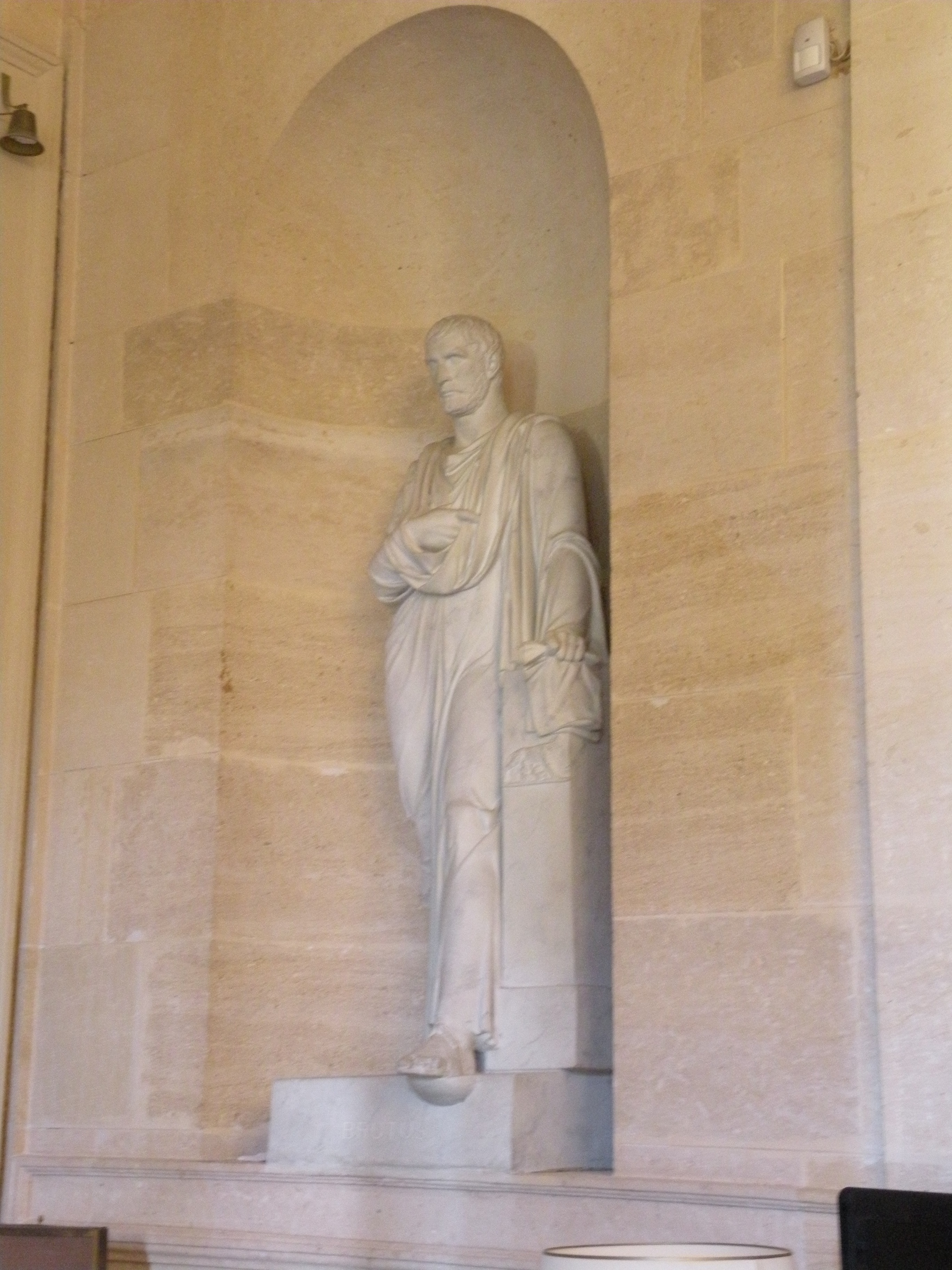
Statue de Brutus.
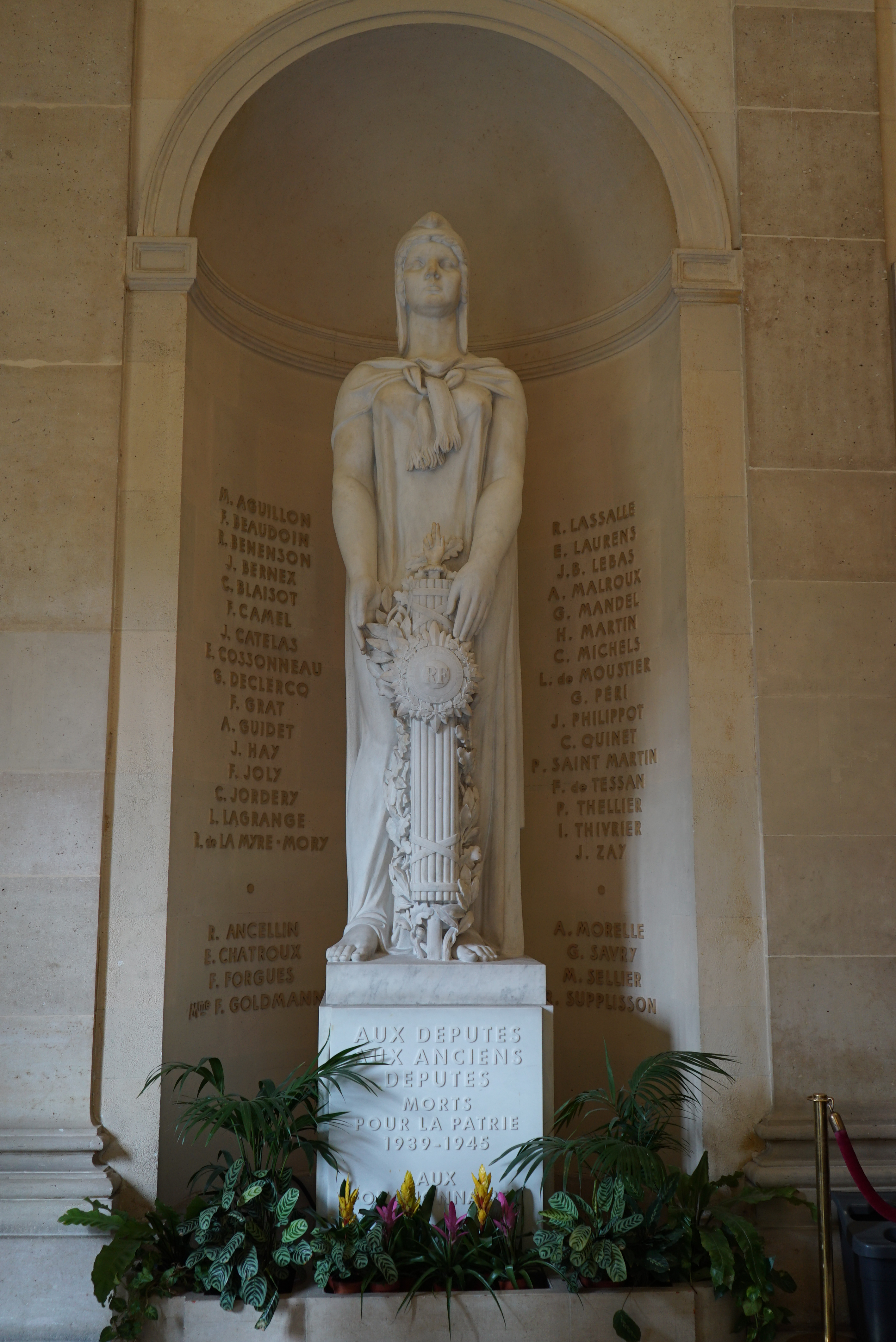
Monument aux morts.
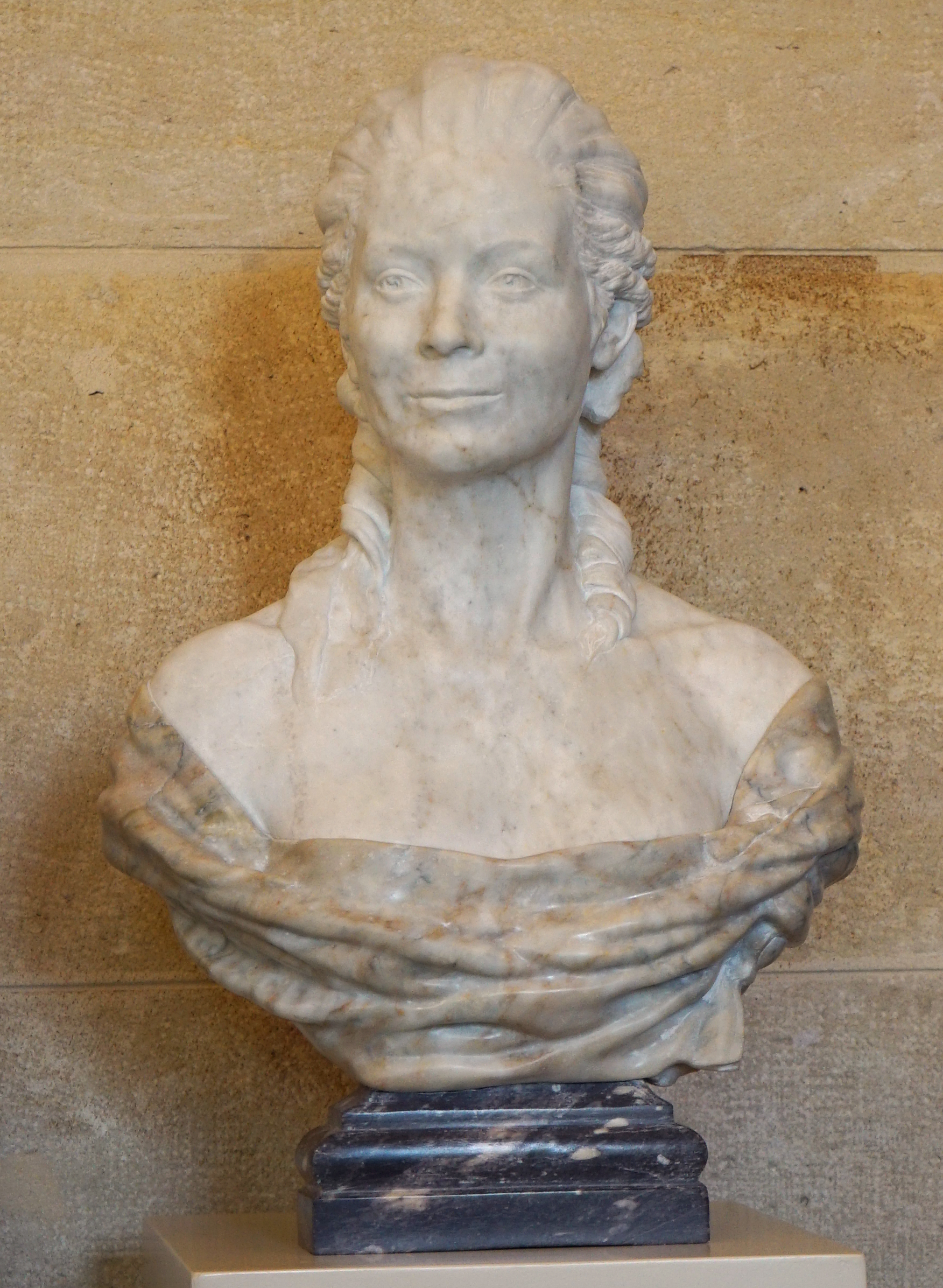
Buste d'Olympe de Gouges.

### Salle des pas-perdus

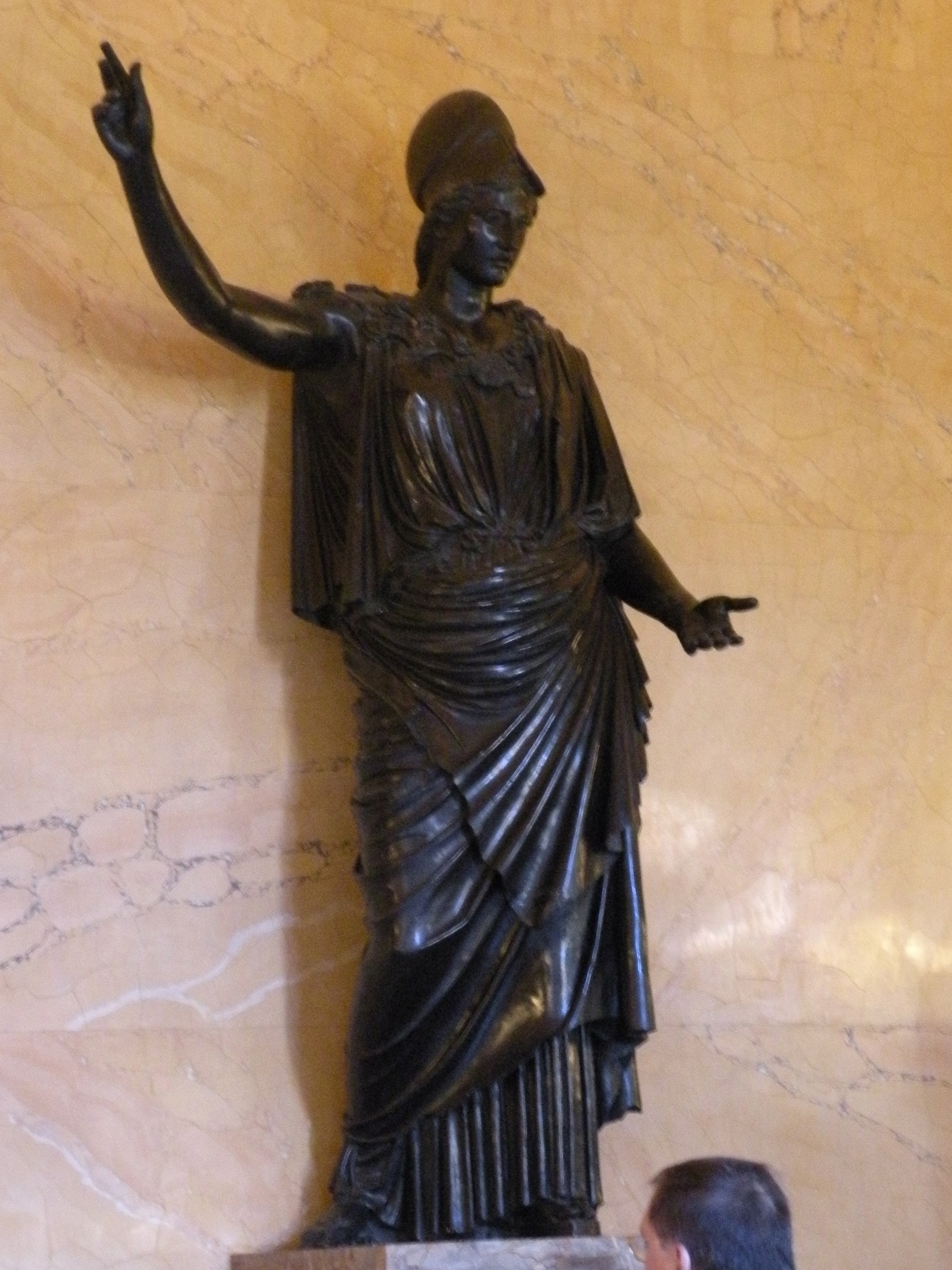
Minerve.
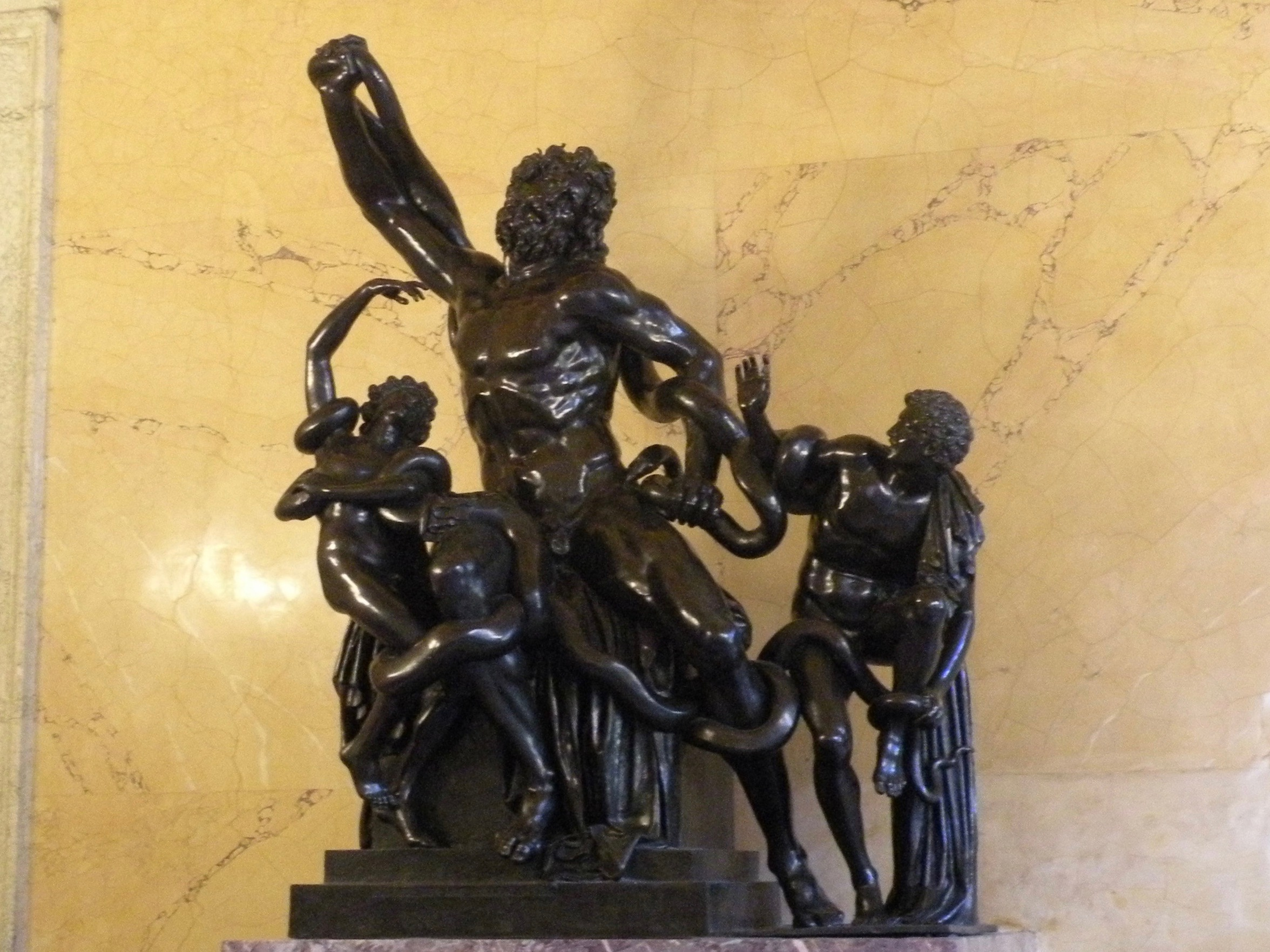
Copie du groupe du Laocoon.
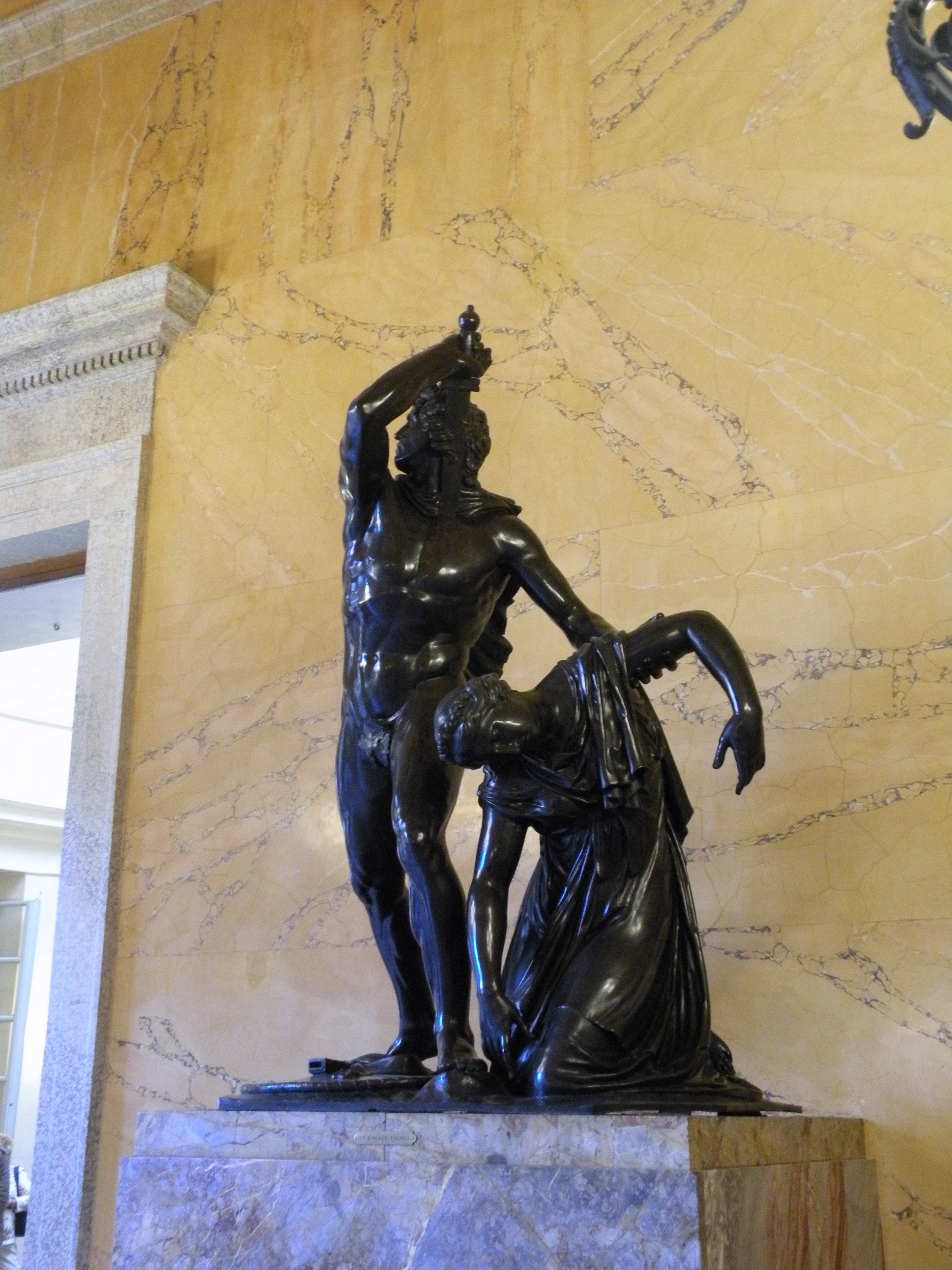
Copie du suicide du Galate.

### Salon Casimir-Perier
Le salon Casimir-Perier abrite des statues du général Foy (par François-Joseph Bosio), de Mirabeau, de Portalis, de Tronchet, de Bailly et de Casimir Perier.

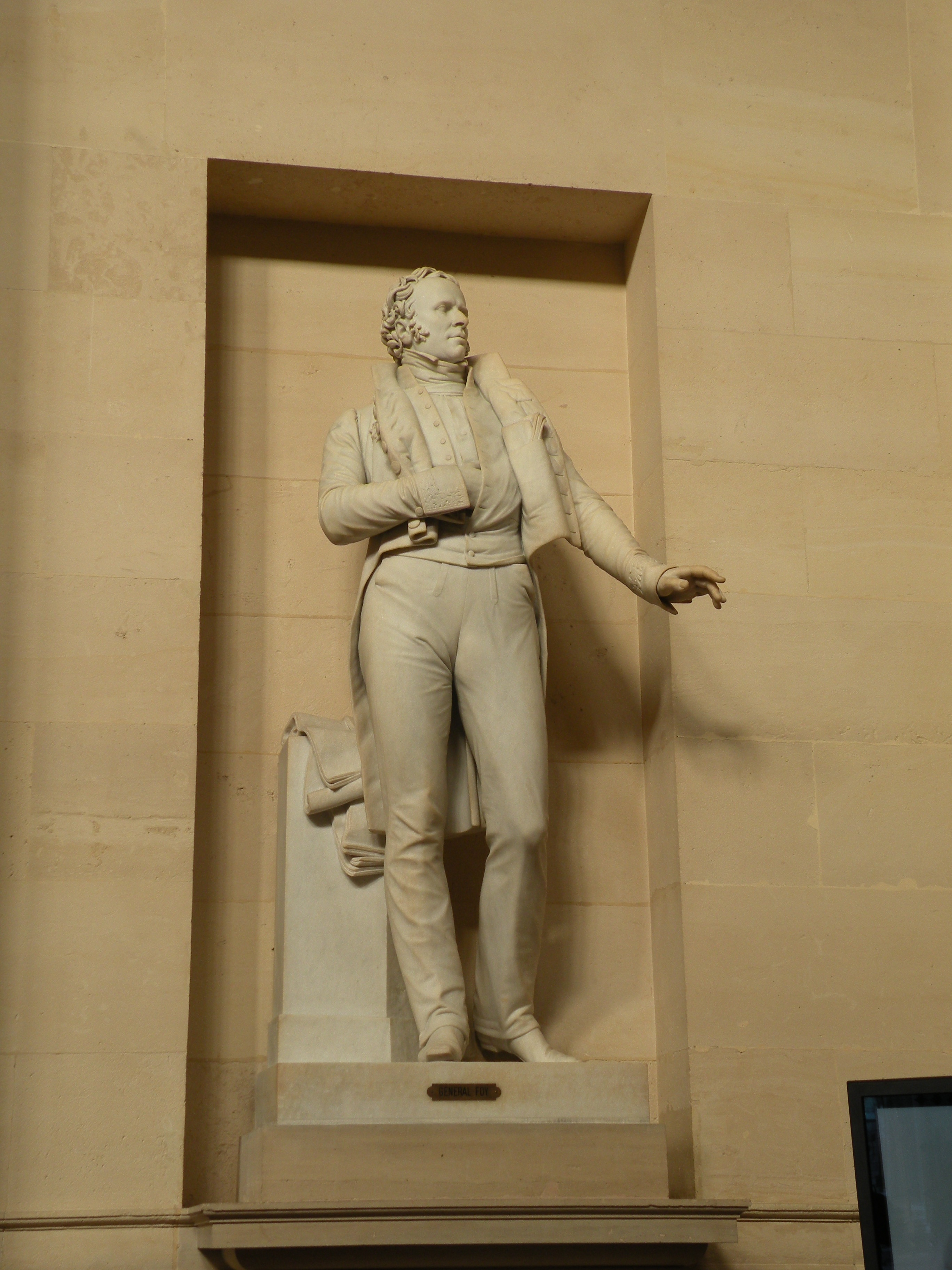
Statue du général Foy.
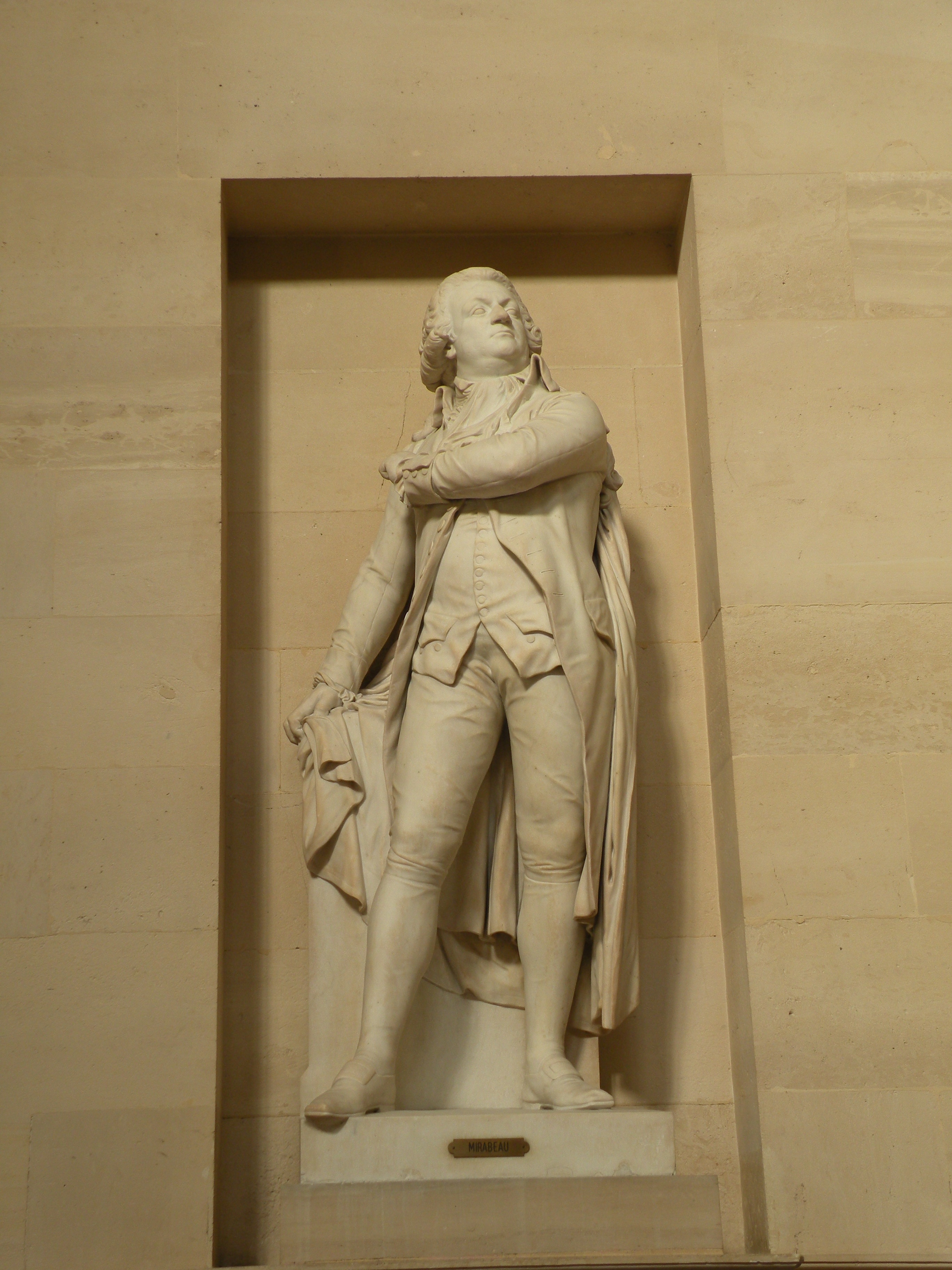
Statue de Mirabeau.
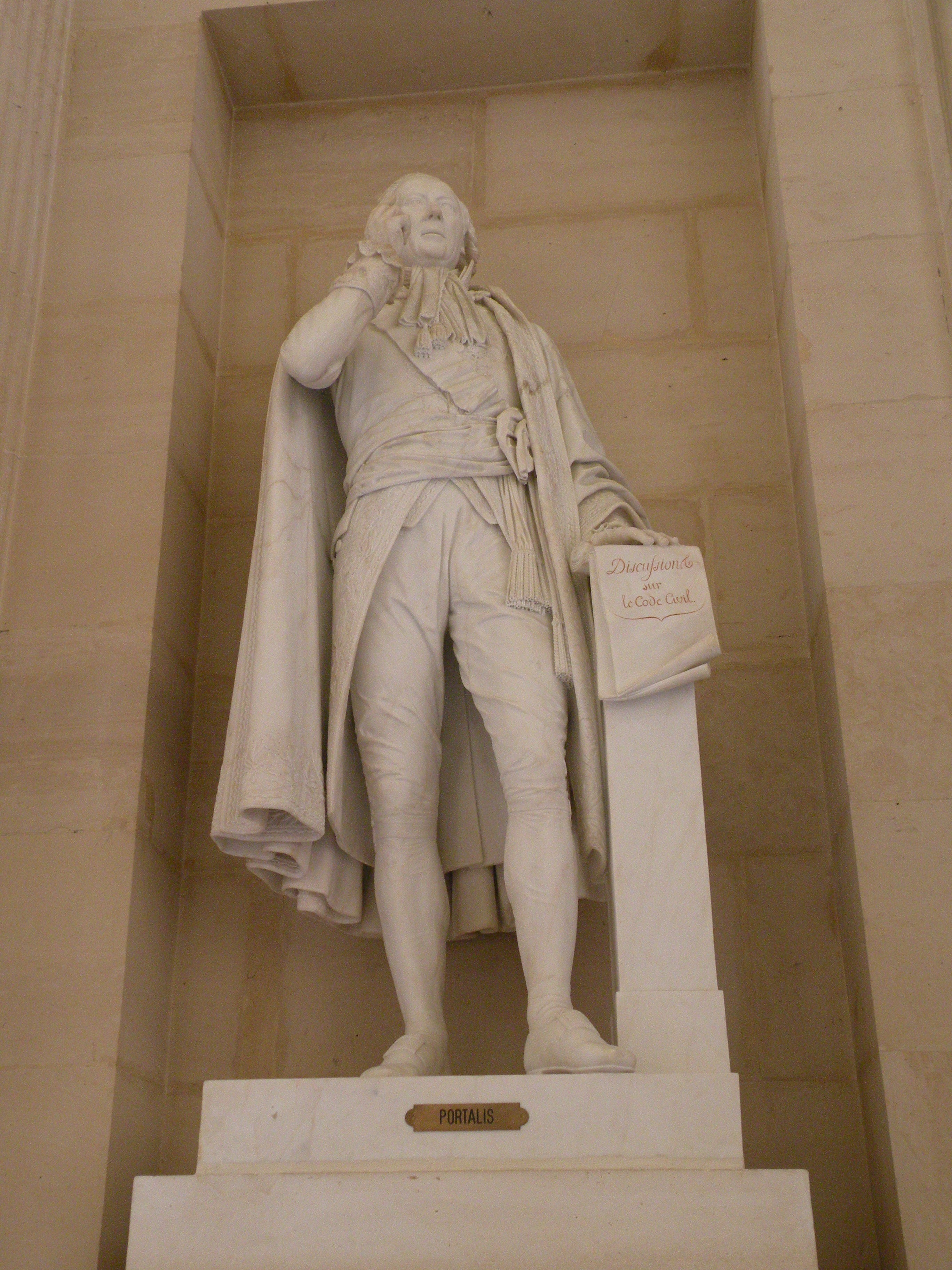
Statue de Portalis.
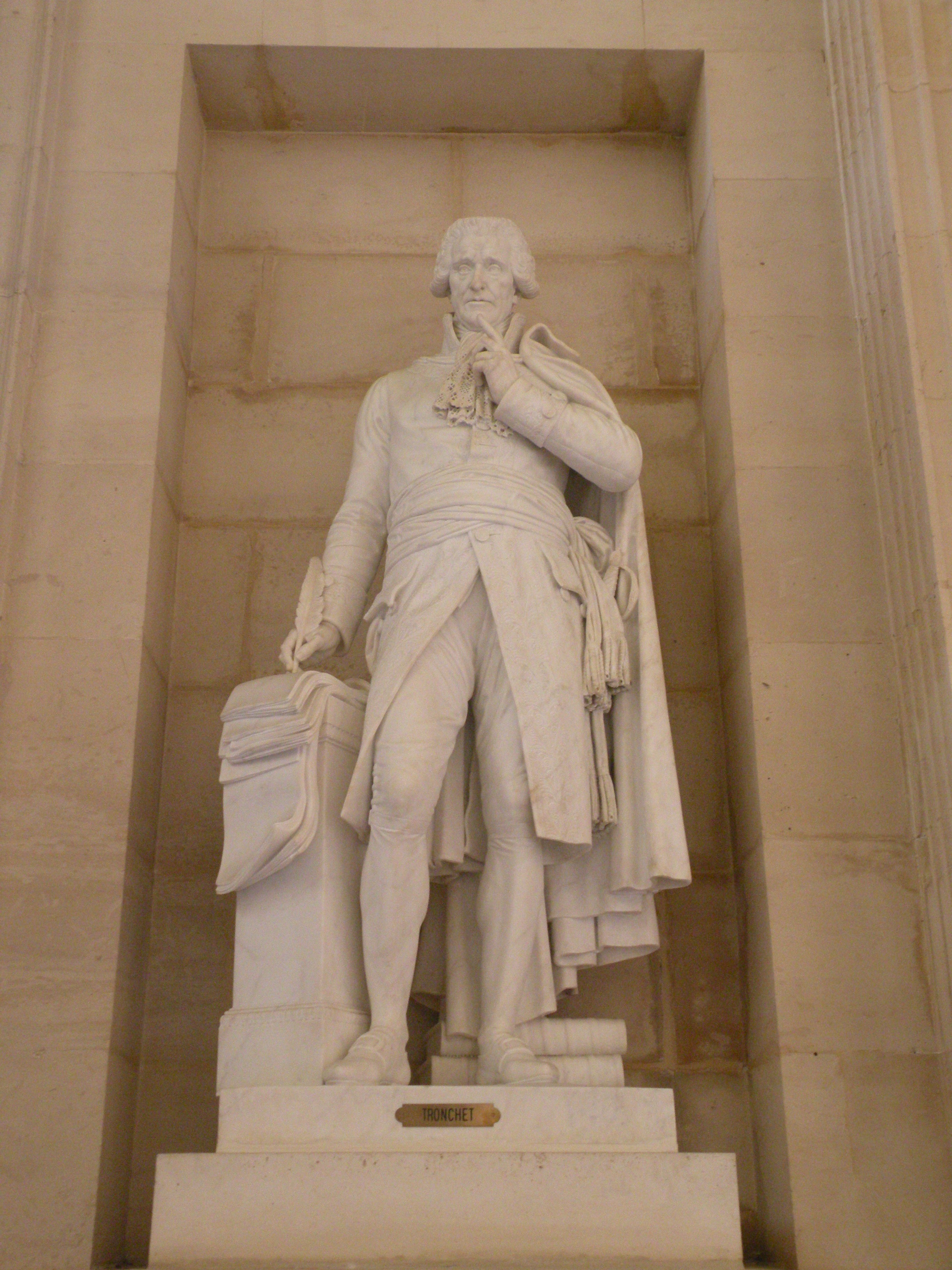
Statue de Tronchet.

### Salle des conférences
La salle des conférences accueille une statue d'Henri IV, réplique en plâtre du bronze du sculpteur de Nicolas Raggi, ainsi quatre bustes de Lamartine, Dupont de l'Eure, Cavaignac et Ernest Picard.

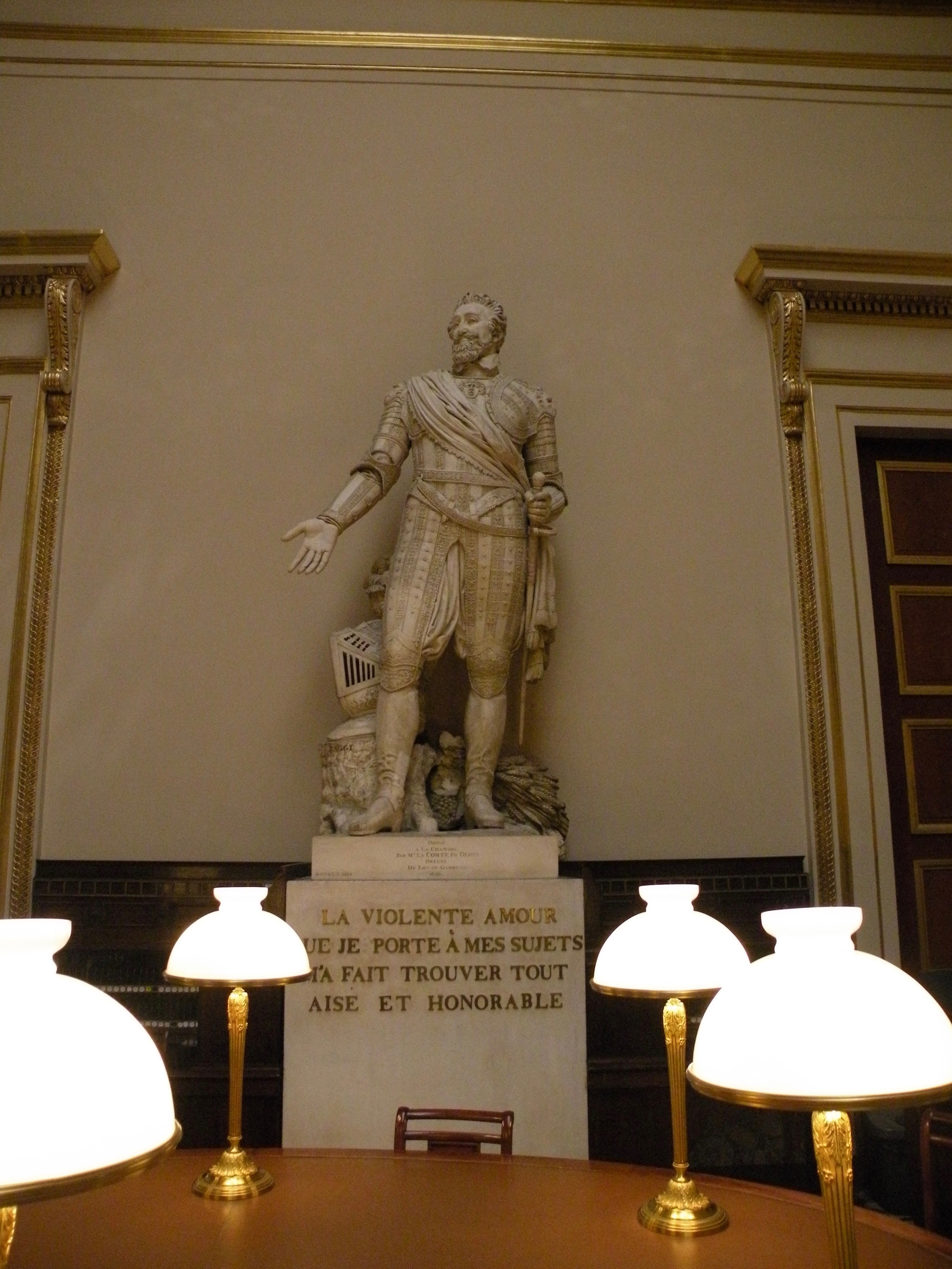
Statue d'Henri IV.
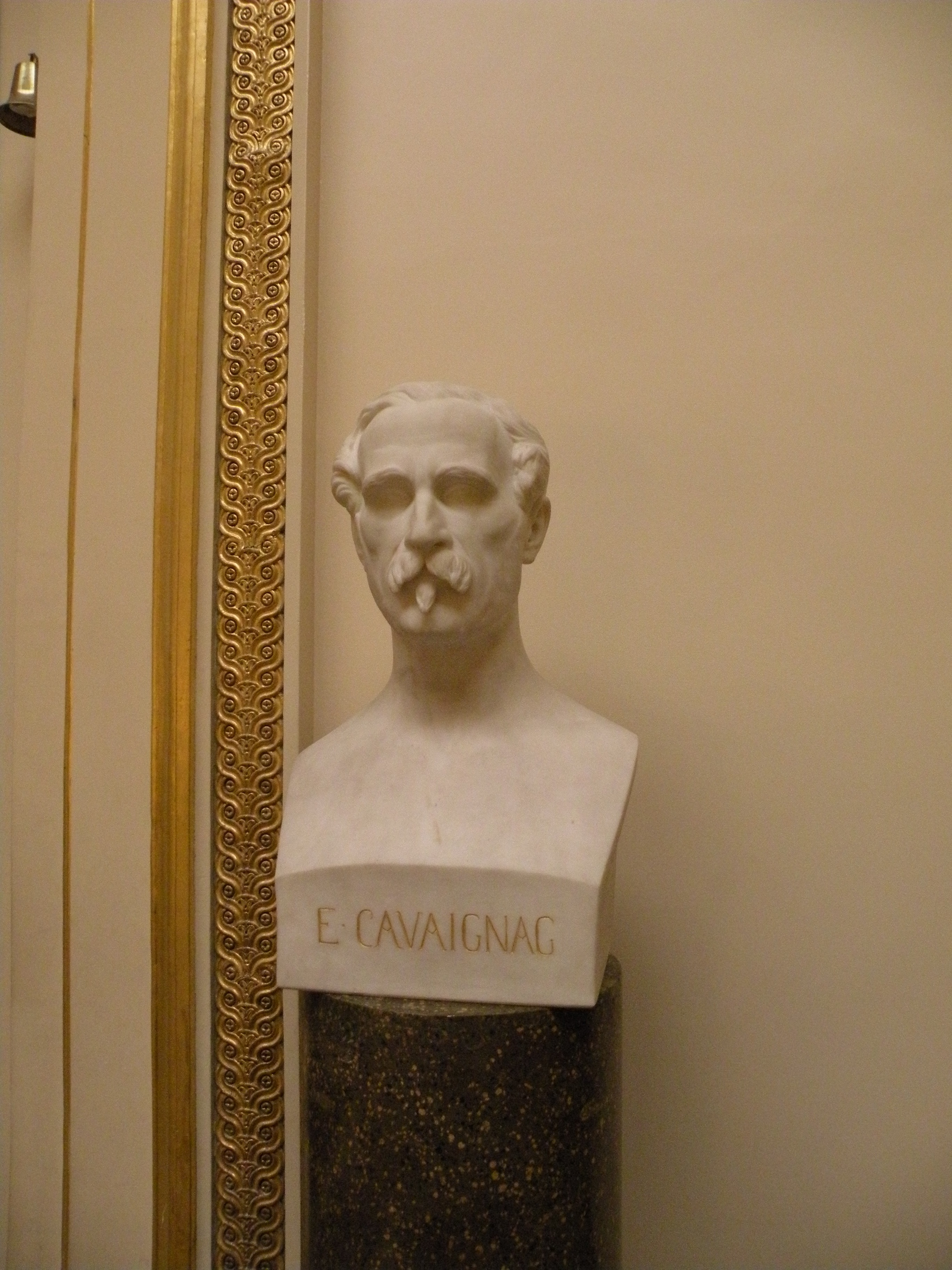
Buste de Cavaignac.
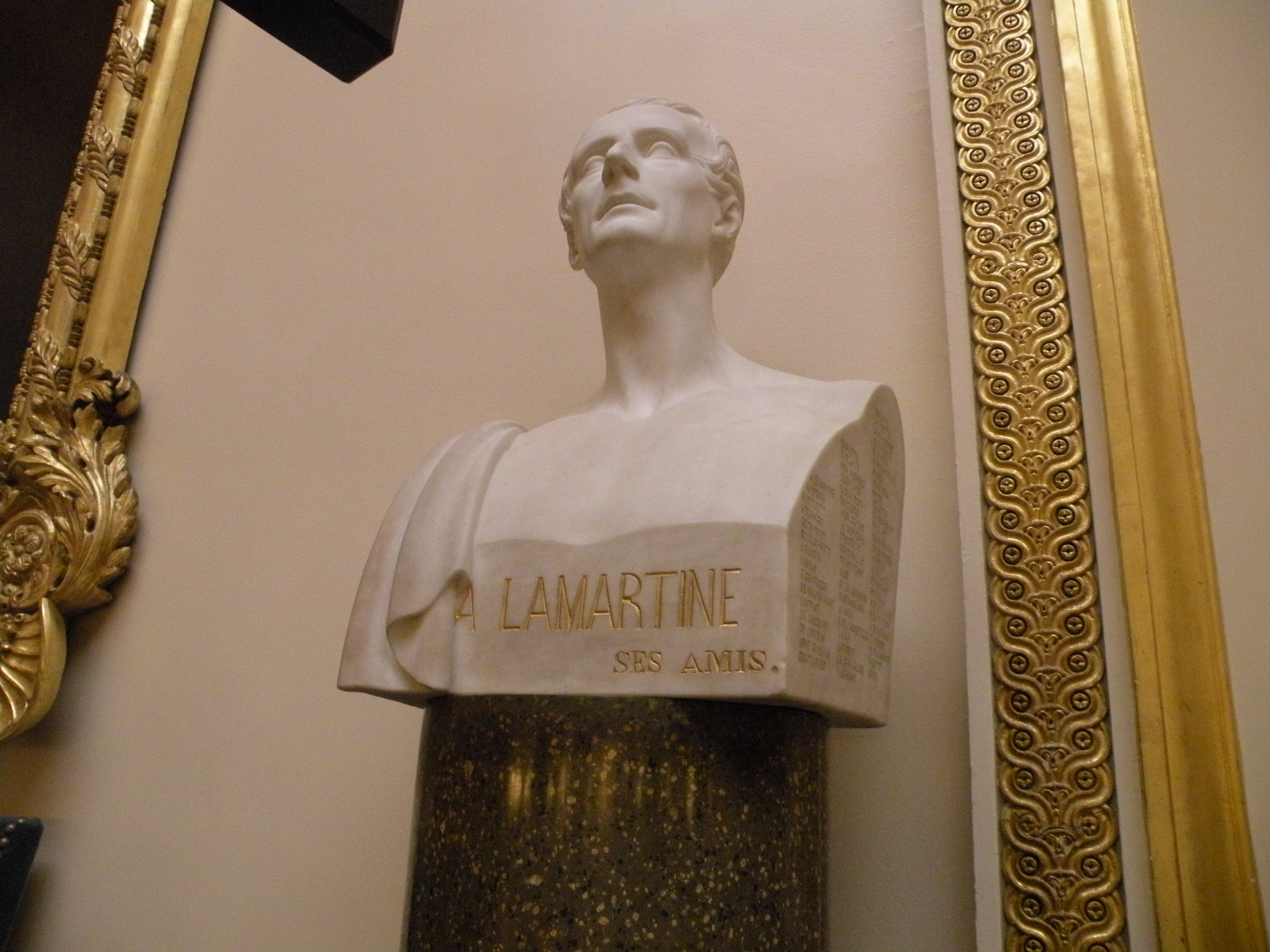
Buste de Lamartine.

### Autres

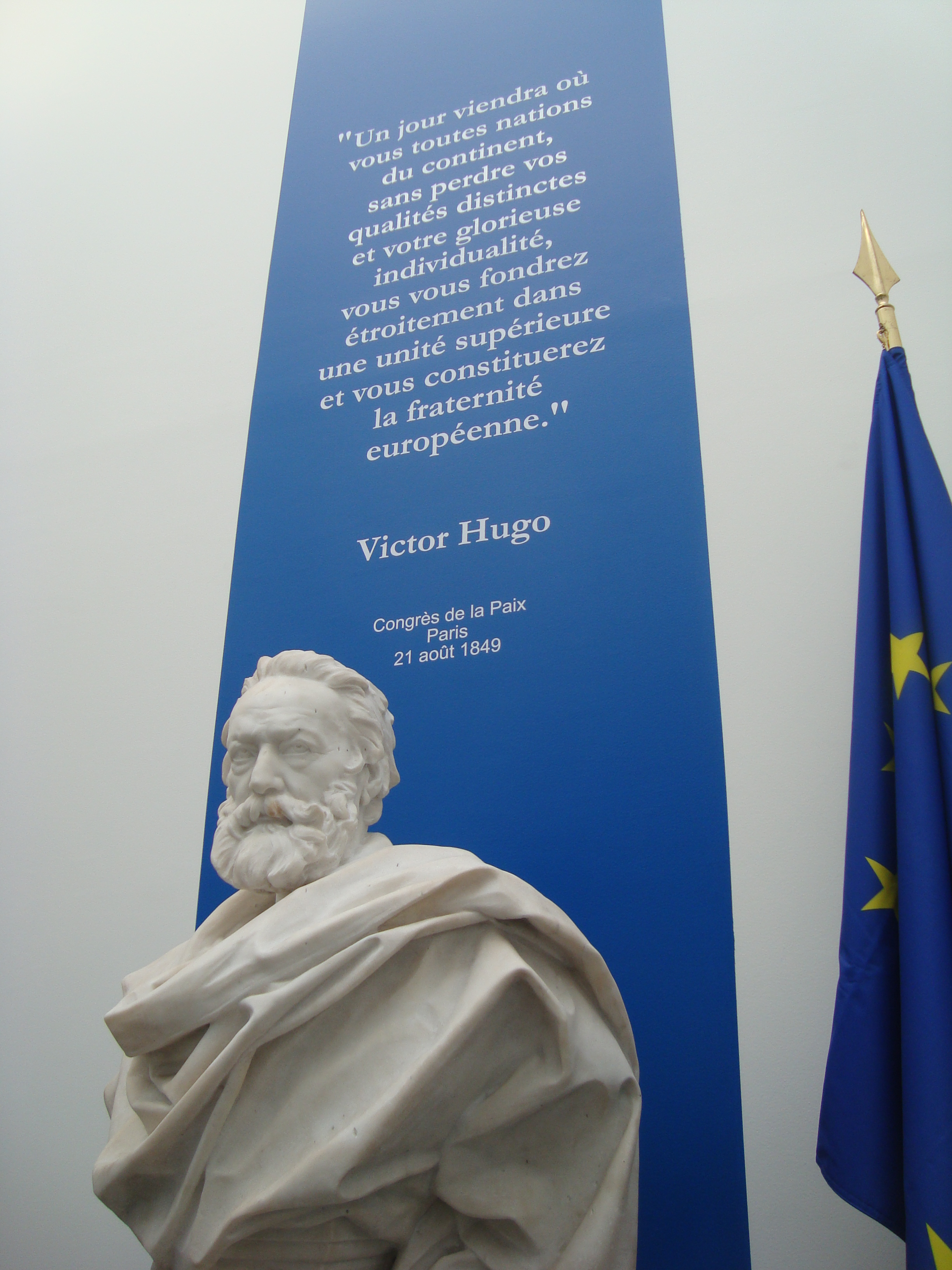
Buste de Victor Hugo. Sculpture exécutée par Louis Demaille (1837-1906).
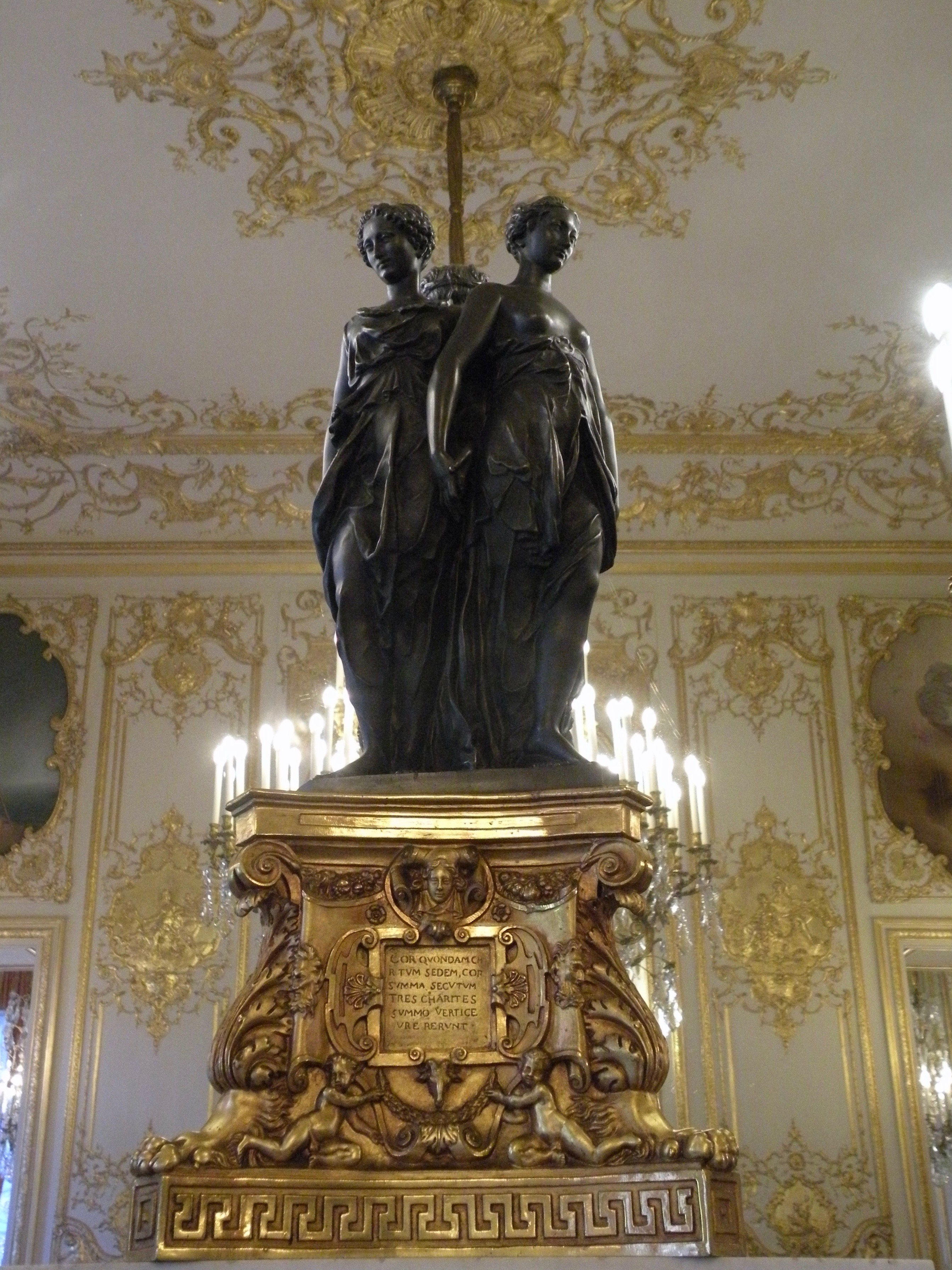
Statue sur la cheminée du salon des Éléments.
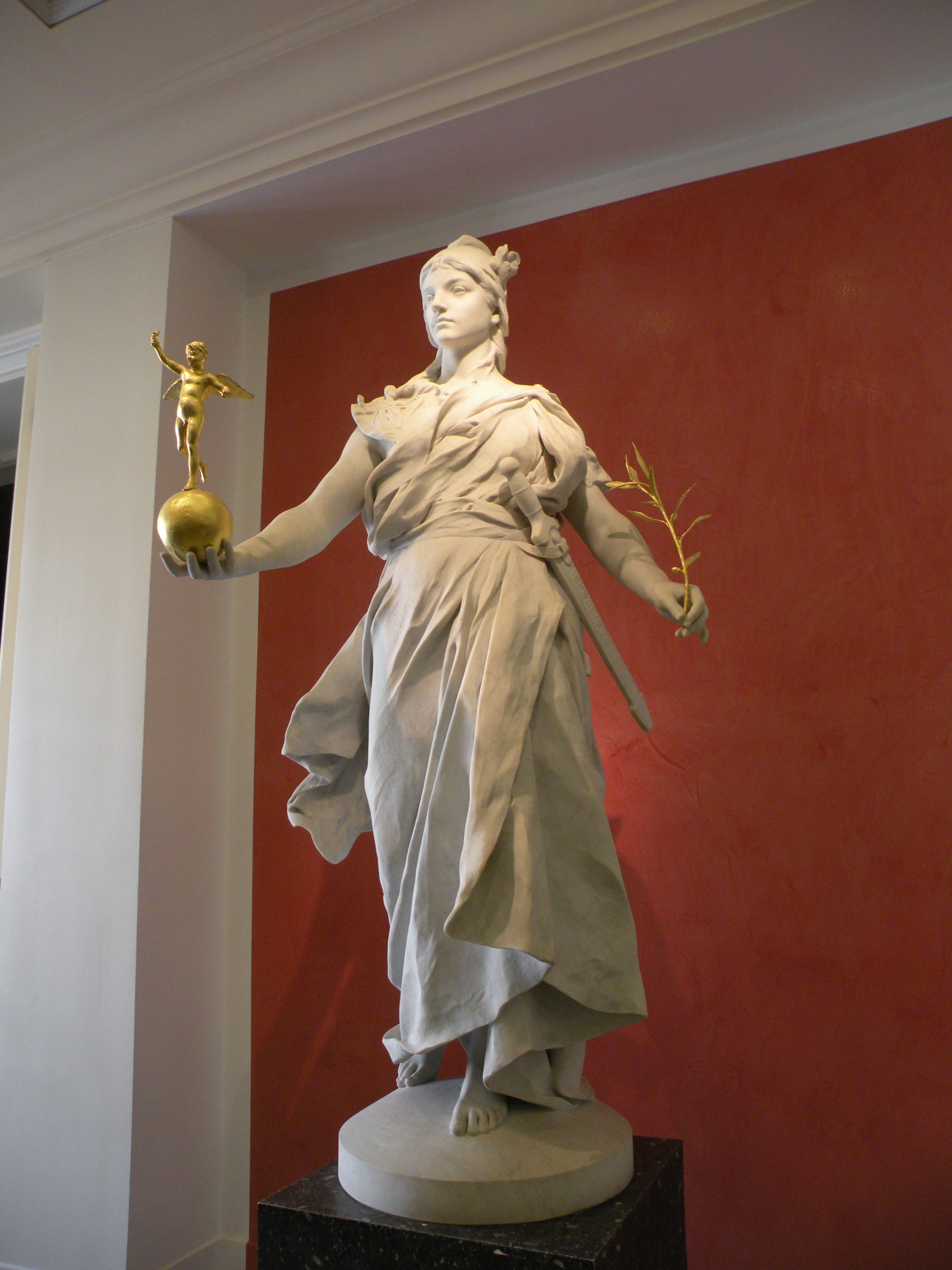
Statue d'une Marianne dans le bureau de poste de l'assemblée.

### Extérieur
La façade côté nord est ornée d'un fronton. Le premier fronton, sculpté en 1806 par Antoine-Denis Chaudet, représente Napoléon Ier à cheval offrant au Corps législatif les drapeaux conquis à la bataille d'Austerlitz. À la Restauration, le bas-relief est martelé puis remplacé par un autre, œuvre d'Alexandre-Évariste Fragonard, célébrant la Charte constitutionnelle de 1814 donnée aux Français par Louis XVIII. À son tour, la monarchie de Juillet le remplace par un bas-relief sculpté par Jean-Pierre Cortot de 1838 à 1841 et qui représente une allégorie de la France, entourée de celles de la Force et de la Justice. Il subsiste jusqu'à nos jours, si ce n'est un bras disparu en 1957 à la suite d'un orage, qui fut rapidement restauré.
Le reste de cette façade date entièrement du Premier Empire. En bas des gradins se trouvent quatre statues de grands personnages de l'histoire de France : Sully (par Pierre-Nicolas Beauvallet), L'Hospital (par Louis Pierre Deseine), d'Aguesseau (par Jean-Joseph Foucou) et Colbert ; la dernière, œuvre de Jacques-Edme Dumont, a été réalisée vers 1808 ou dans les années 1830 selon les sources,. En 1989, lors d'une restauration, elles sont remplacées par des moulages. De part et d'autre des marches sont installées une statue de Minerve par Philippe-Laurent Roland (copie de l'Athena Giustiniani (en)) et une autre de Thémis par Jean-Antoine Houdon.
Toujours côté nord, sur les côtés, se trouvent deux bas-reliefs commandés en 1837 : Prométhée animant les Arts par François Rude et L'Instruction publique par James Pradier.

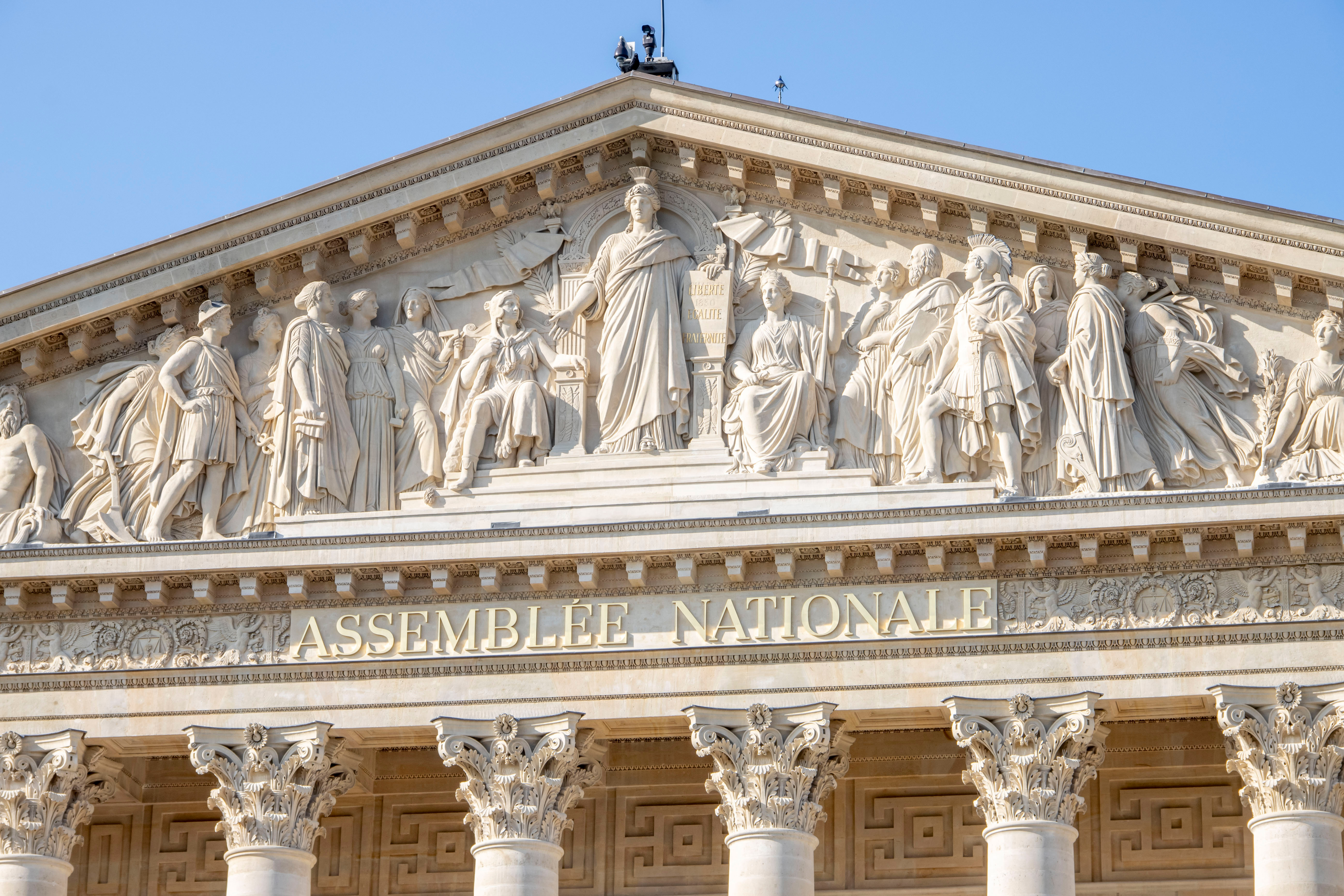
Fronton.
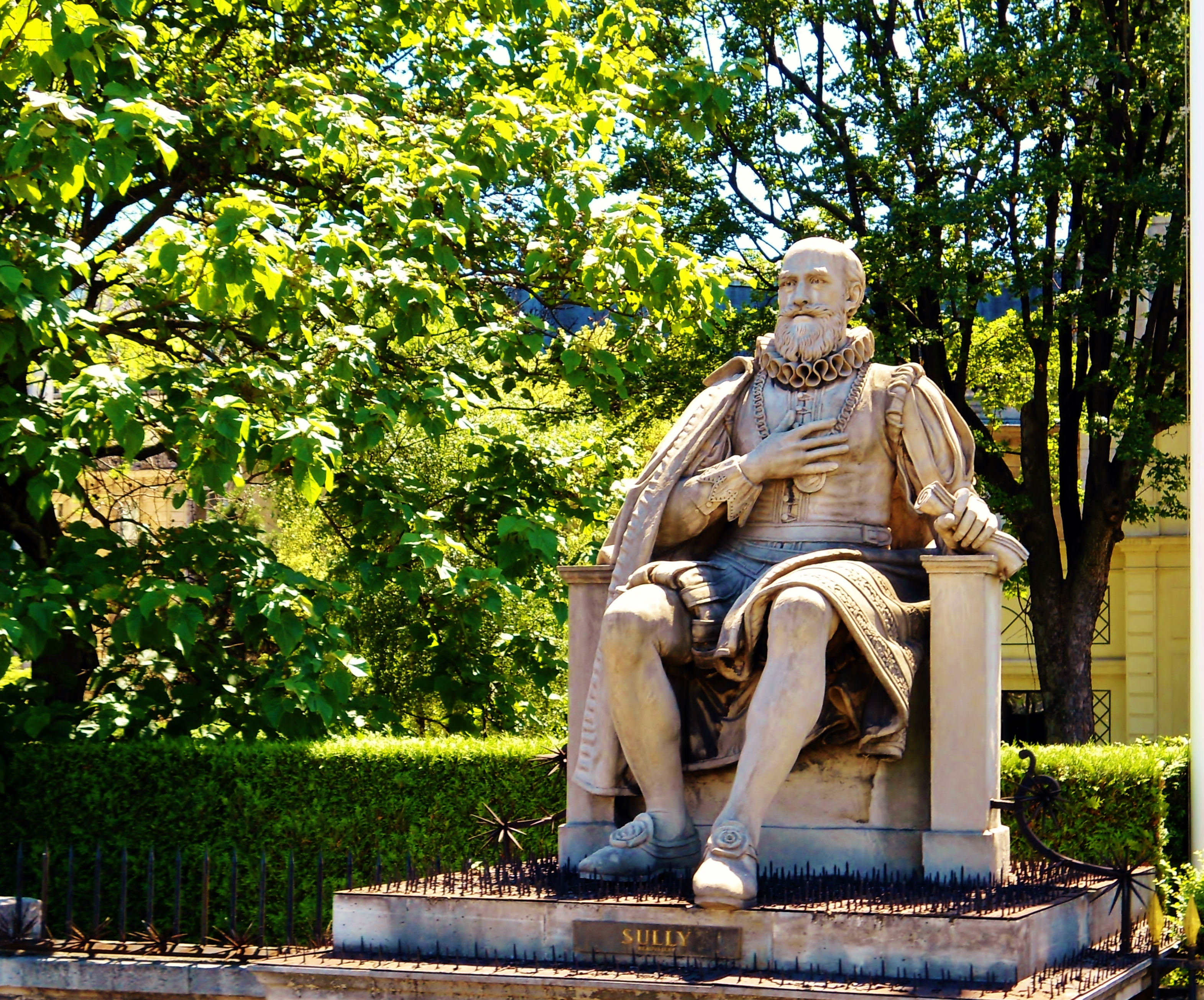
Statue de Sully.
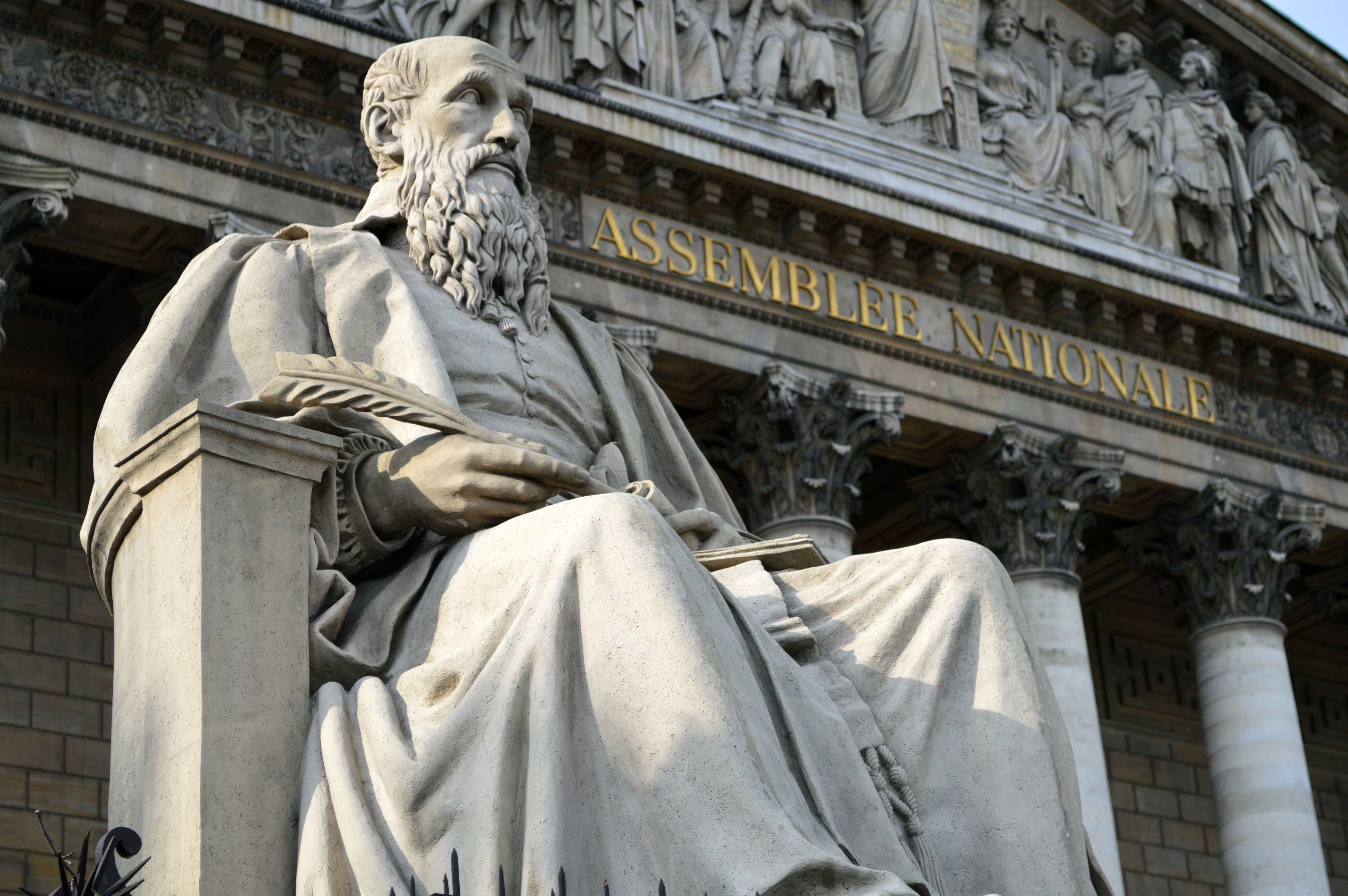
Statue de L'Hospital.
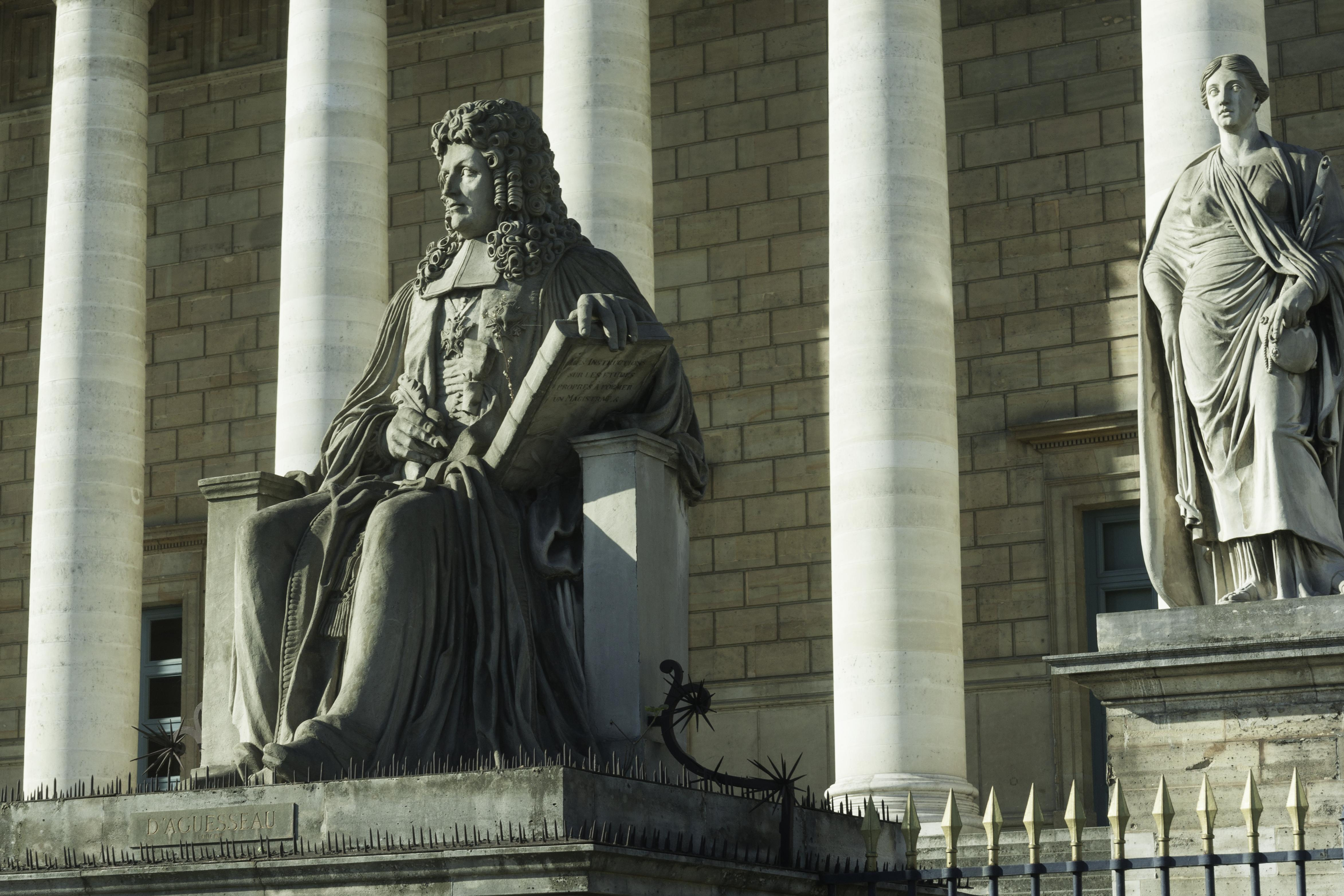
Statue de d'Aguesseau.
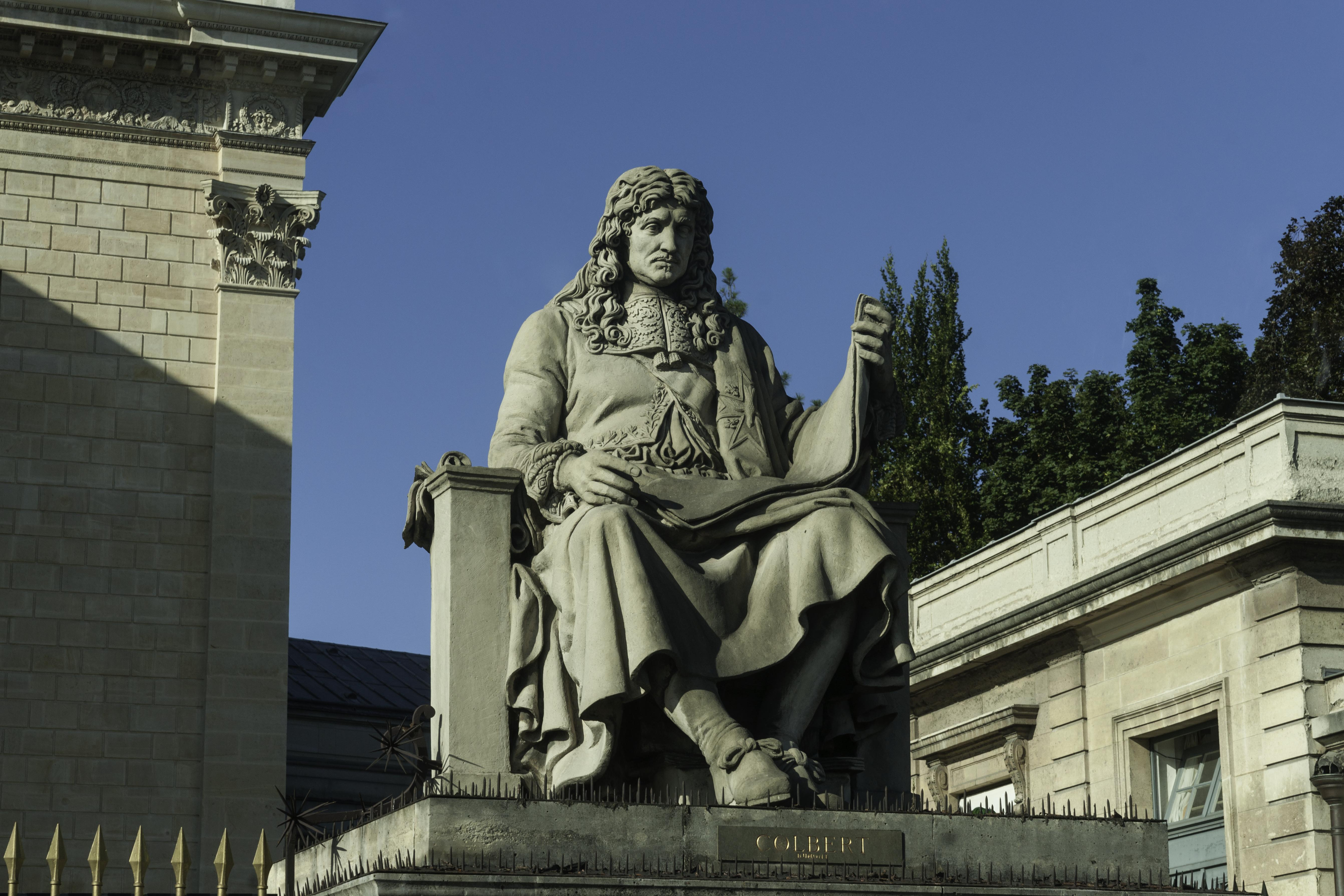
Statue de Colbert.
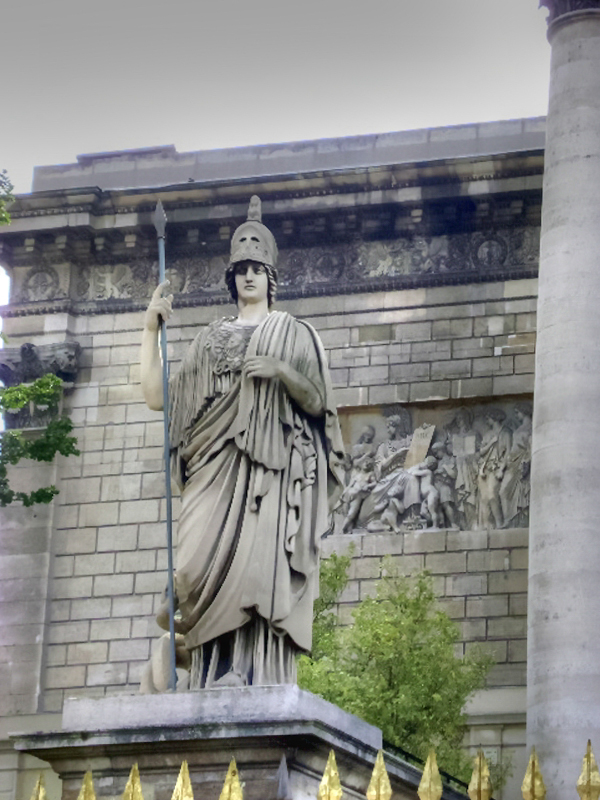
Minerve.
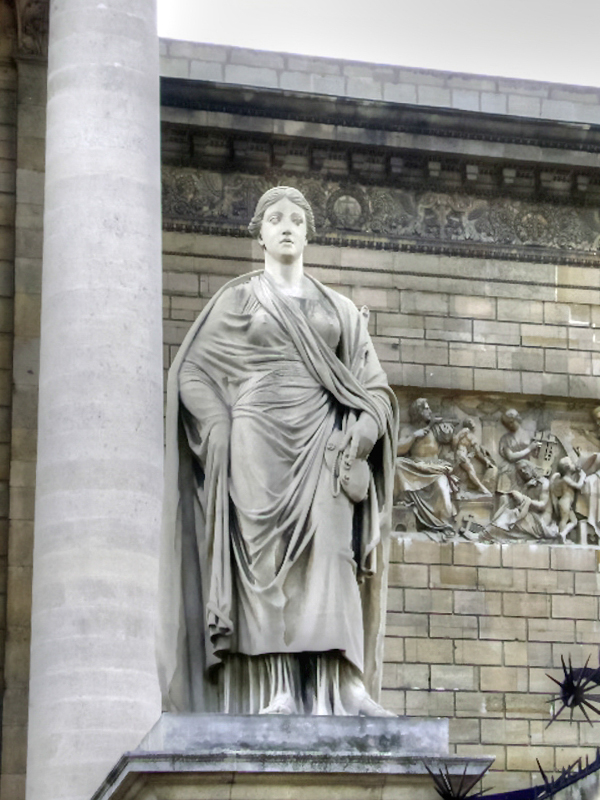
Thémis.
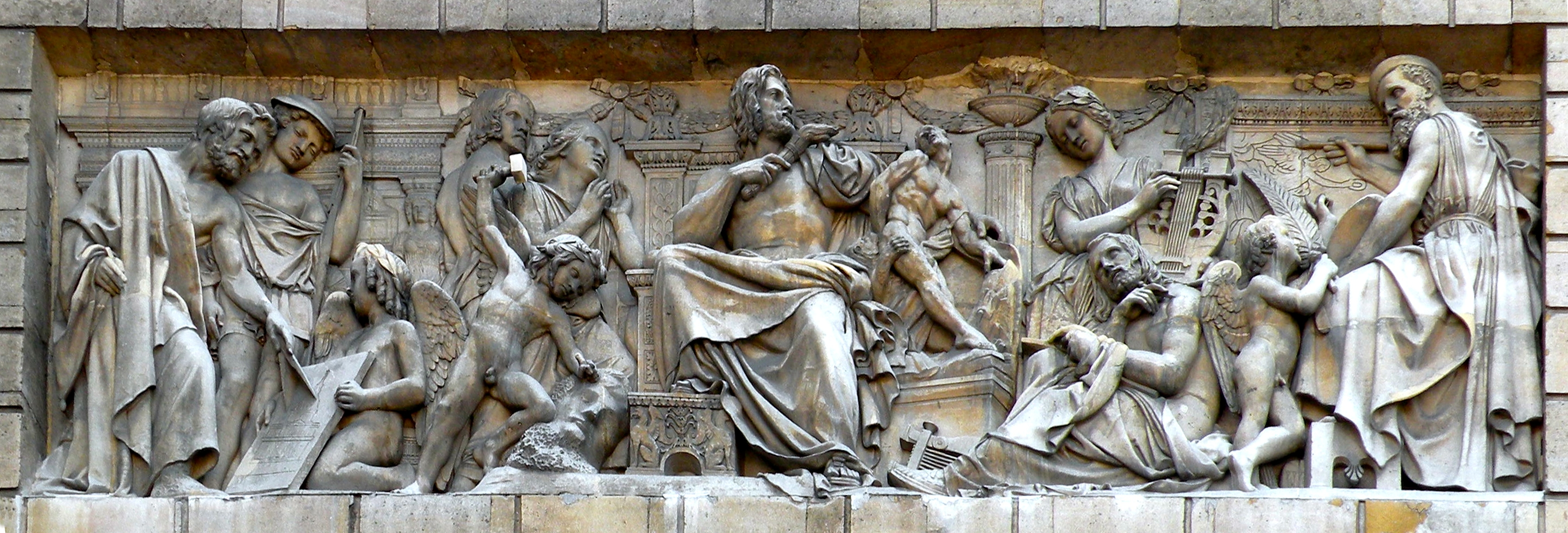
Prométhée animant les Arts.
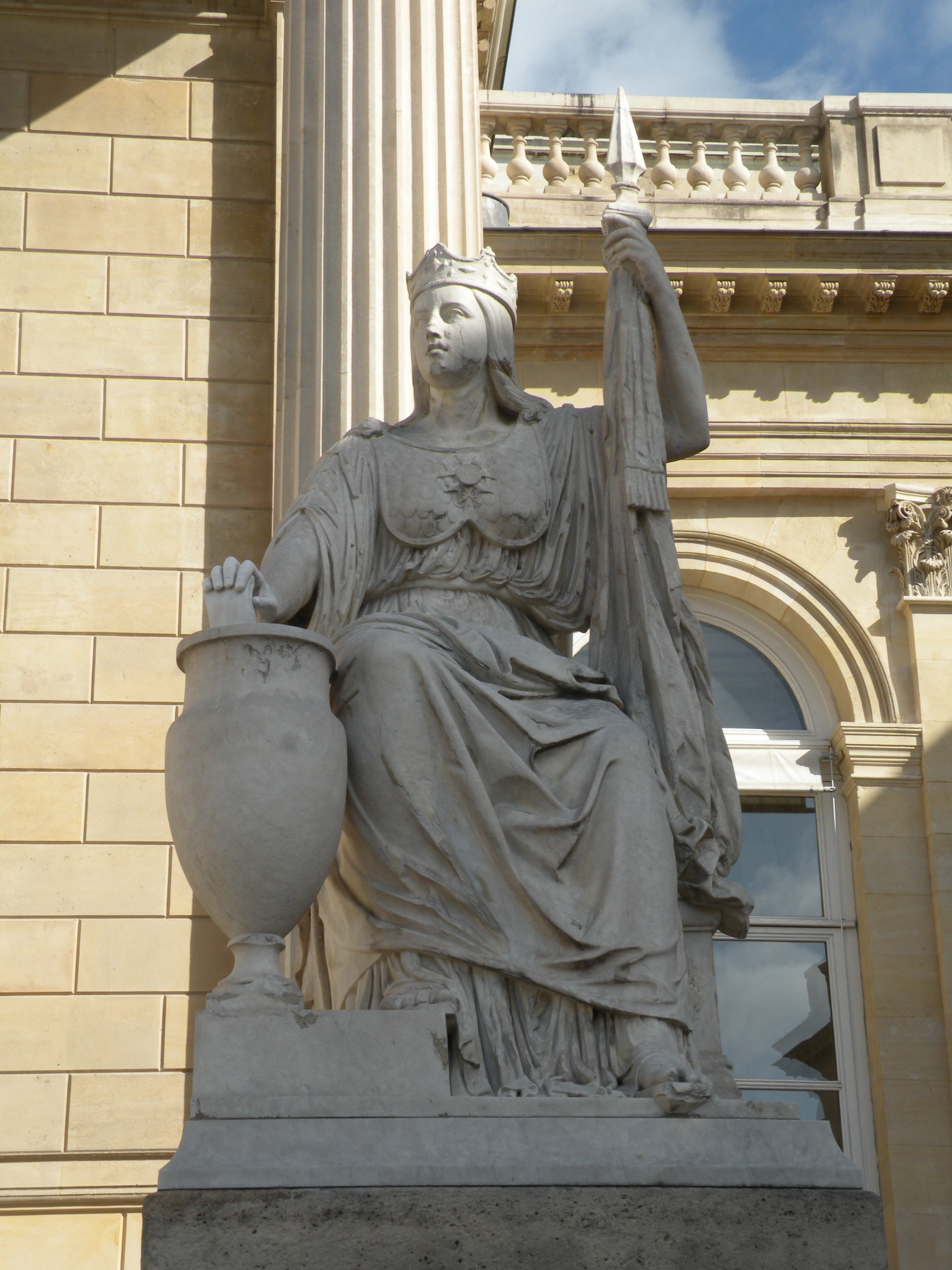
Statue dans la cour d'honneur.
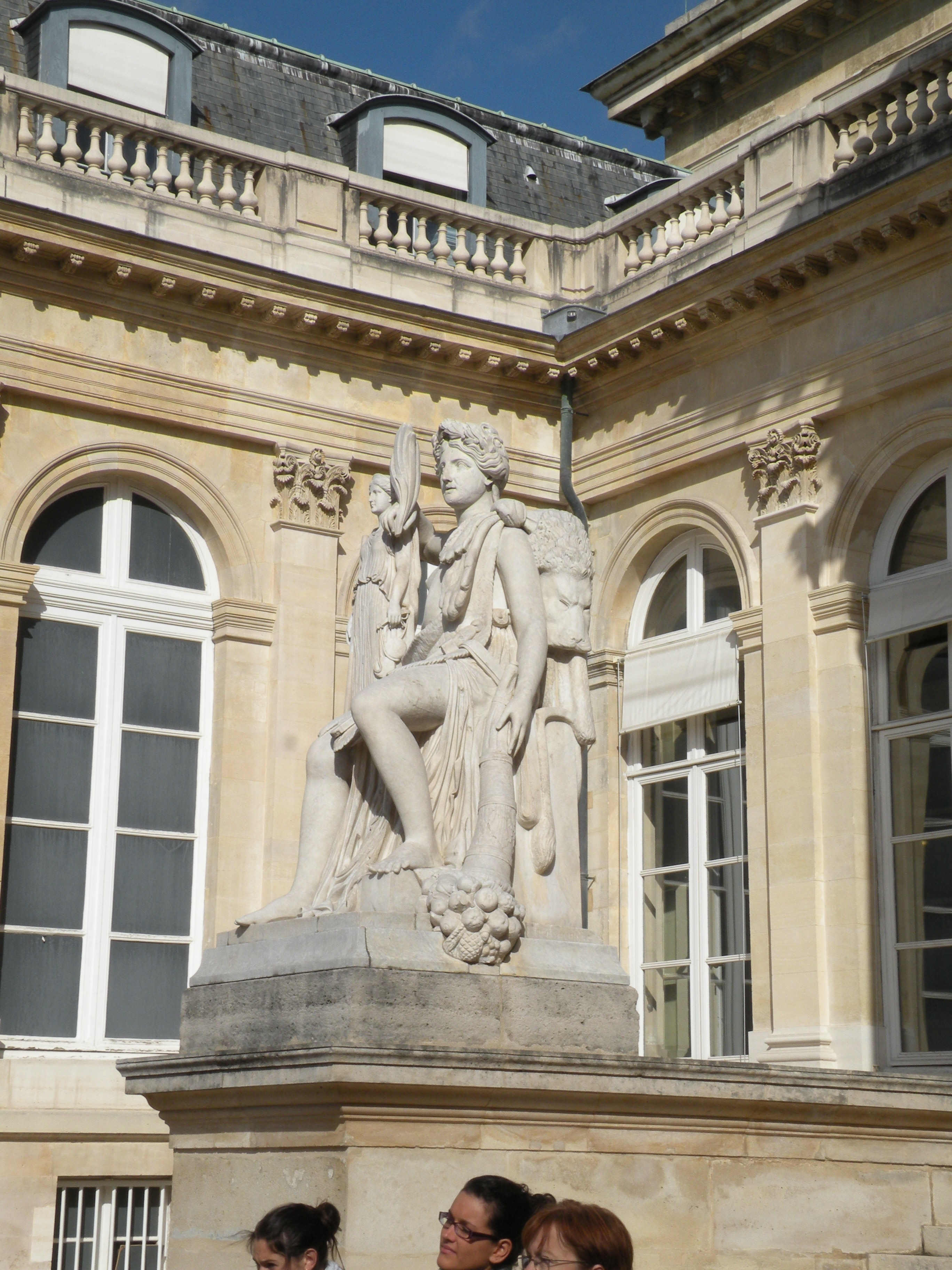
Statue dans la cour d'honneur.
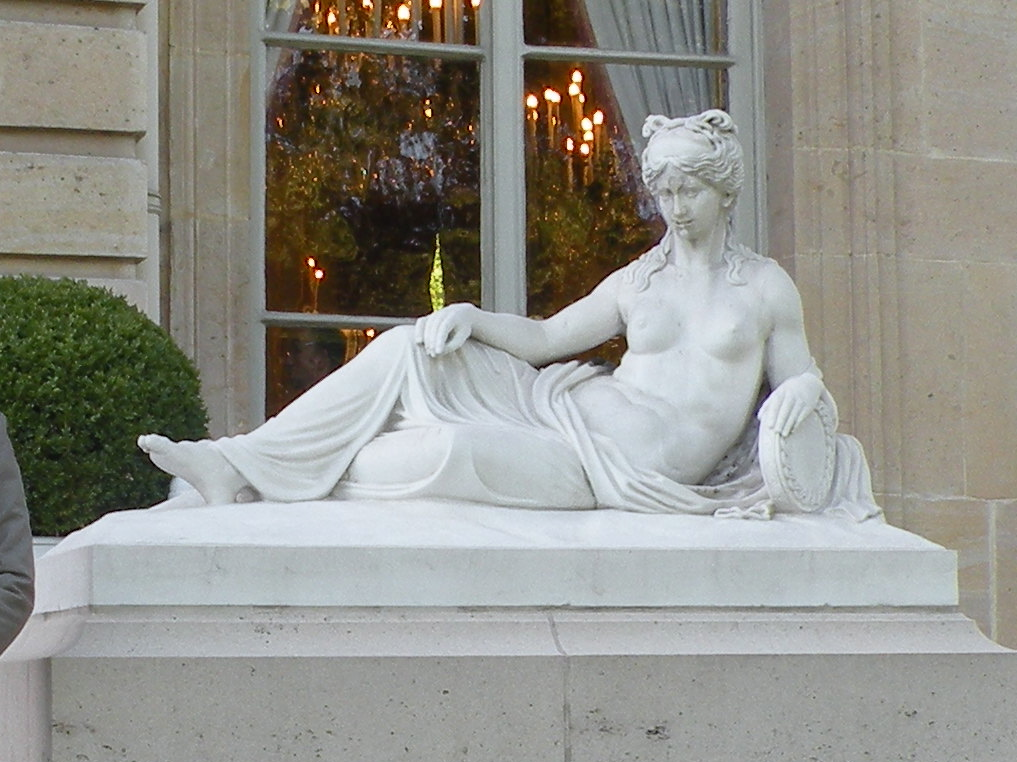
Statue dans l'escalier du jardin de la présidence.
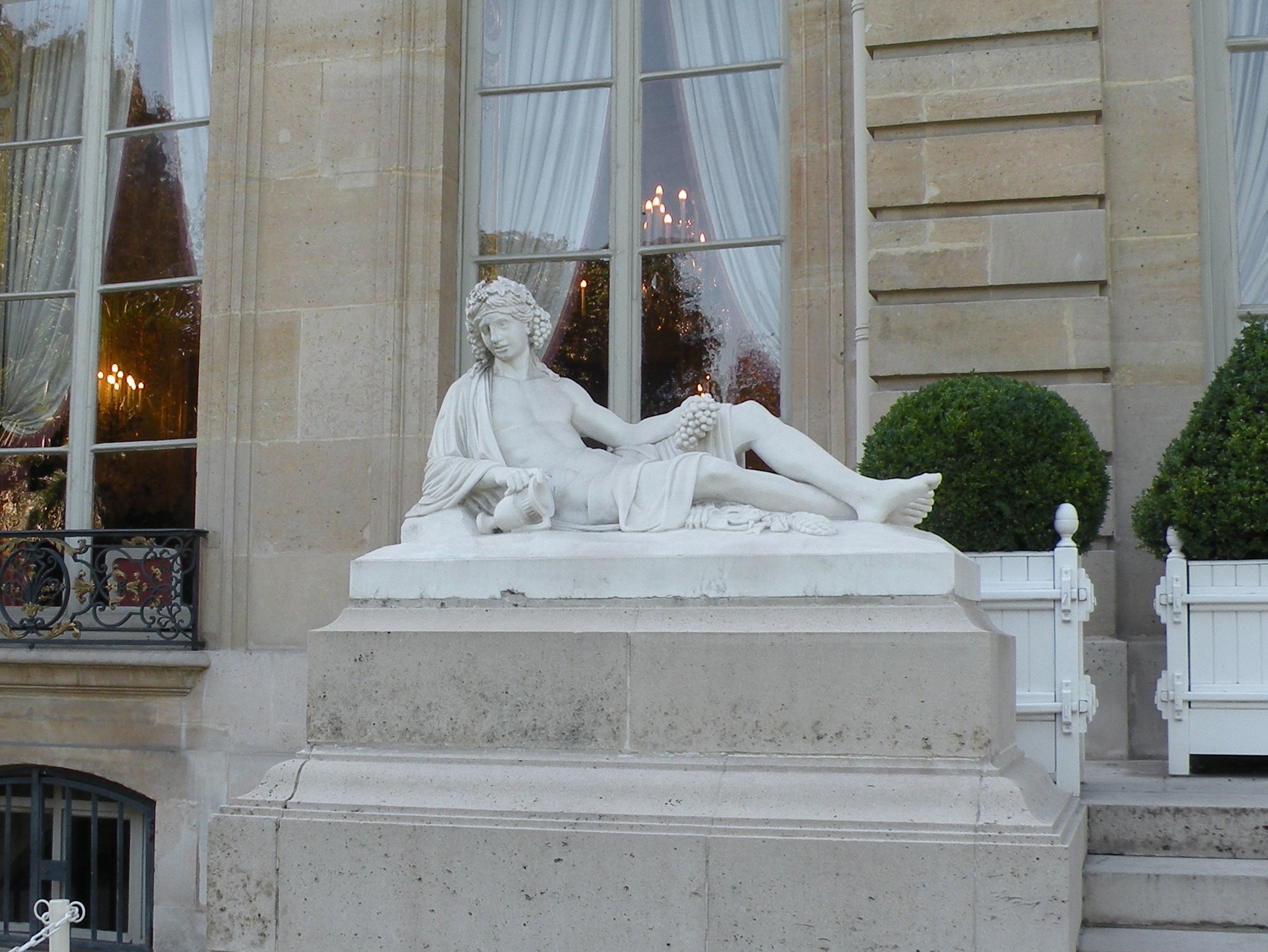
Idem.
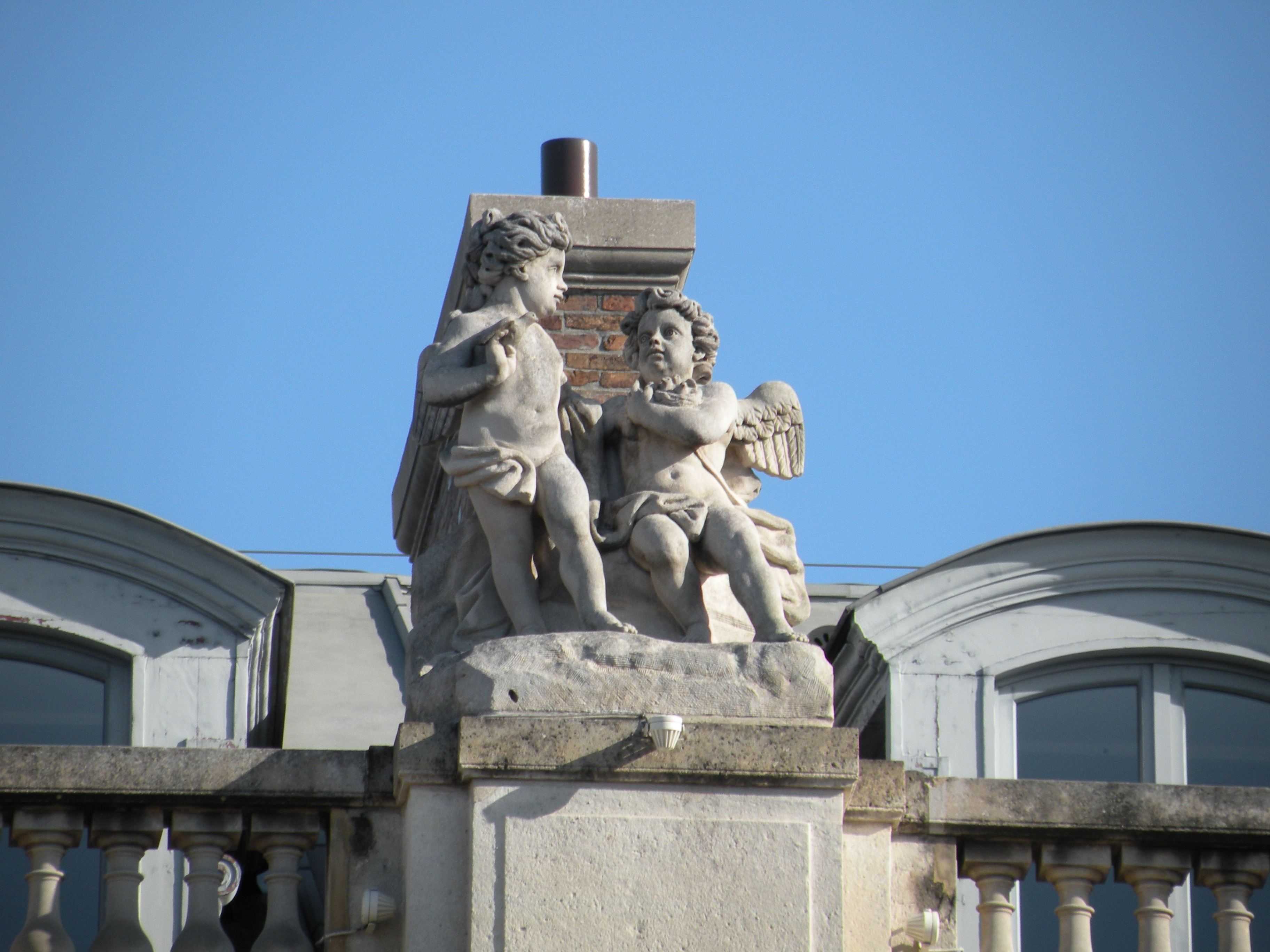
Chérubins.
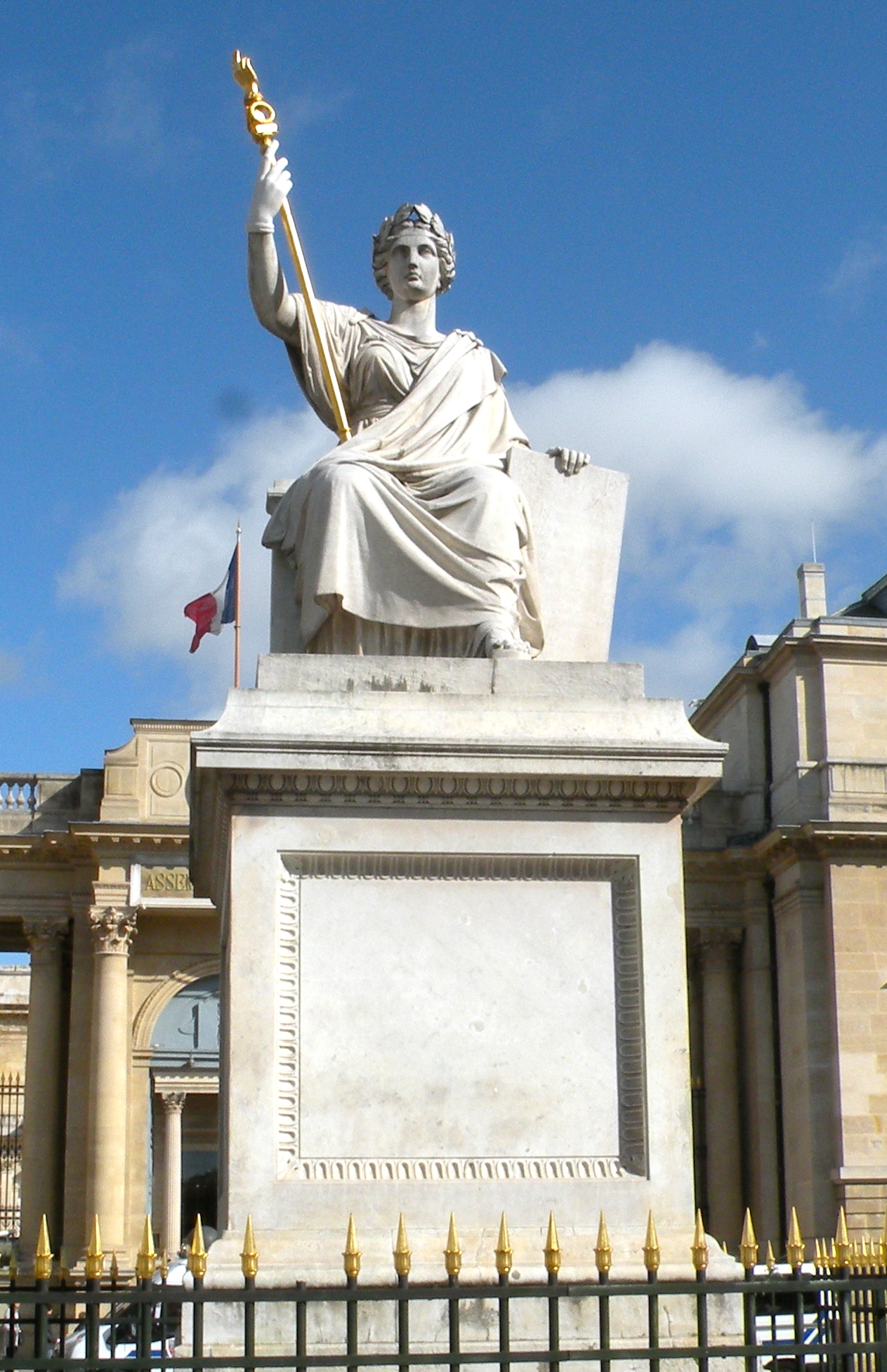
La Loi de Jean-Jacques Feuchère, place du Palais-Bourbon.

Dans la cour d'honneur se trouve aussi la sphère des droits de l'homme de Walter De Maria, commandée par l'Assemblée nationale en 1989 dans le cadre des commémorations pour le bicentenaire de la Révolution française. Il s'agit d'une sphère monumentale de granit noir sur un socle de marbre blanc, posée sur une pelouse circulaire et partiellement entourée d'un hémicycle ponctué de plaques scellées, où sont inscrits le préambule et les articles de la Déclaration des droits de l'homme et du citoyen.

## Dans la fiction
- 1961 : Le Président, film d'Henri Verneuil
- 1973 : L'Événement le plus important depuis que l'homme a marché sur la Lune, film de Jacques Demy, quand les grossesses masculines se rendent plus nombreuses
- 1988 : Une nuit à l'Assemblée nationale, film de Jean-Pierre Mocky
- 2013 : Quai d'Orsay, film de Bertrand Tavernier
- 2014 : La Loi, le combat d'une femme pour toutes les femmes, téléfilm de Christian Faure

## Controverse sur les hommages rendus à Colbert
Le palais Bourbon présente deux hommages à Jean-Baptiste Colbert, ministre des finances du XVIIe siècle : une statue monumentale devant la façade principale, et la salle Colbert, second hémicycle de l'Assemblée nationale. Ces honneurs sont critiqués par plusieurs personnalités et des associations anti-racistes. En effet, Colbert est le principal rédacteur du Code noir, texte commandé par Louis XIV qui réglemente les droits du propriétaire sur son esclave.

### La statue monumentale de Colbert
La statue, érigée en 1808 sous le Premier Empire, 6 ans après le rétablissement de l'esclavage par Napoléon, est notamment dénoncée depuis 2015 par le collectif Brigade anti-négrophobie. Le 23 juin 2020, son porte parole, le militant guadeloupéen Franco Lollia, l'asperge de peinture rouge, et recouvre le piédestal de l'inscription « négrophobie d'État ». Le procès se tient le 10 mai 2021, 20 ans jour pour jour après le vote de la loi Taubira reconnaissant l'esclavage comme un crime contre l'humanité. L'activiste est alors condamné à 500 € d'amende, plus 1 040 € de dommages-intérêts à verser à l'Assemblée nationale pour le préjudice matériel. Franco Lollia et ses avocats ont fait appel, et s’apprêtent également à « demander officiellement le retrait de la statue de Colbert devant l'Assemblée nationale aux autorités de l'État » et à « poursuivre les autorités pour apologie de crime contre l’humanité ».

### La salle Colbert
La salle Colbert, construite en 1932, est le second hémicycle du palais Bourbon. D’une capacité de 200 places, il accueille les réunions du groupe parlementaire le plus nombreux. Le 13 juin 2020, l’ancien Premier ministre Jean-Marc Ayrault, président de la Fondation pour la Mémoire de l’Esclavage, propose de rebaptiser cette salle. Comme nouveau nom, il suggère entre autres celui de Félix Éboué, petit-fils d'esclave devenu haut fonctionnaire. De même, le 24 juin 2020, la députée Paula Forteza propose de renommer la salle du nom d’Olympe de Gouges (5 % des rues et lieux publics ont des noms féminins).
Le parti majoritaire, La République en marche, est opposé à ces propositions. Le président Emmanuel Macron déclare le 14 juin 2021 que « la République n’effacera aucune trace ni aucun nom de son Histoire », et complète, le 4 septembre suivant : « Le Sacre de Reims et la Fête de la Fédération, c’est pour cela que la République ne déboulonne pas de statues, ne choisit pas simplement une part de son histoire, car on ne choisit jamais une part de France, on choisit la France ». En compensation, la majorité choisit de baptiser, le 1er mars 2022, la salle d'accueil du palais Bourbon du nom d’Aimé Césaire, poète, écrivain et homme politique martiniquais, qui y est resté député de 1945 à 1993.